# Харьков
Ха́рьков (укр. Ха́рків) — город на северо-востоке Украины, важный промышленный и научный центр страны, административный центр Харьковской области, Харьковского района и Харьковской городской общины.
Второй по численности населения город Украины с населением 1 300 000 человек (2025). Вместе с близлежащими городами и районами образует Харьковскую агломерацию с населением более 2 млн человек.
Город Харьков основали украинские казаки и крестьяне, бежавшие от польского угнетения из Западной и Центральной (Надднепрянской) Украины, в середине 1650-х годов. С 1660 по 1665 год — административный центр Слободских казацких полков, с декабря 1917 по январь 1918 года — столица Украинской Народной Республики Советов, в феврале—марте 1918 года — столица Донецко-Криворожской советской республики, в марте — июне 1919 года и с 19 декабря 1919 по 24 июня 1934 года — столица Украинской Социалистической Советской Республики.
В городе расположены 142 научно-исследовательских института, 45 высших учебных заведений, включая Харьковский университет, который входит в топ-500 вузов мира и политехнический институт, который входит в топ-1000; 16 музеев, городская картинная галерея, 6 государственных театров, 80 библиотек.
В СССР был крупнейшим центром танко-, тракторо-, турбиностроения и третьим по величине индустриальным, научным и транспортным центром. Во второй половине XX века — главный транспортный узел Восточной Европы.
Награждён орденами Ленина (1970) и Октябрьской Революции (1983), а также наградами Совета Европы (2003—2010): Дипломом (2003), Почётным Флагом (2004), Таблицей Европы (2008) и Призом Европы (2010). В 2013 году горсовет Харькова присвоил городу звание «город воинской славы». 6 марта 2022 года за отпор российскому вторжению на Украину награждён званием Город-герой Украины.
В 2012 году был одним из четырёх городов Украины, принимавших финал Чемпионата Европы по футболу 2012.
Орган местного самоуправления — Харьковский городской совет.

## История
Предлагаются различные даты основания современного города на месте древнего Харьковского городища — от 1630 до 1655 года. В XVIII веке основателем города считался некий мифический казак XVI — начала XVII веков (или даже XVIII века) Харько. Однако уже в XIX веке версия об основании города казаком Харько была отвергнута как безосновательная, так как река Харьков указана в Книге Большому чертежу, то есть до основания города.
Этнохороним

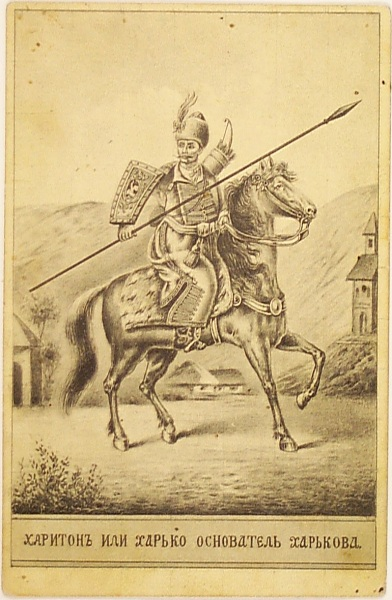
Легендарный казак Харько, открытка 1890 года

Ха́рьковцы — этнохороним, название и самоназвание жителей города Харькова и харьковского региона, с середины XVII века:10 до середины XX века доминировавшее и в разговорной речи, и в литературе. После установления советской власти и проведения на территории УССР политики украинизации, вместо названия «харьковцы», стало доминировать название «харьковчане».
Этнохороним «харьковцы» являлся изначальным обозначением казаков-основателей Харьковской крепости:10. Впоследствии, именно термин «харьковцы» использовался для обозначения жителей Харькова в качестве основного в трудах историка Харькова и Харьковского казачьего полка Дмитрия Багалея, чьи работы считаются в числе авторитетнейших трудов по истории города.
Харьковский публицист Евгений Плотичер в своей работе о Харькове «Слово о родном городе», вышедшей в 2009 году, применительно к событиям основания города использует по отношению к поселенцам название харьковцы, подчёркивая, что в период основания Харьковской крепости 1656—1663 годов поселенцы носили именно такое название:10.
Украинский историк, кандидат исторических наук Александр Салтан называет вариант «харьковцы» традиционным названием жителей города (как и, например, «полтавцы» — жители Полтавы), но трансформировавшийся с течением времени в слово «харьковчане»:189.

План Харькова с указанием трамвайных линий, 1930 г.

Историк Сергей Куделко отмечает, что «харьковчане» — это более поздняя форма этнохоронима жителей Харькова, «появившаяся как калька с украинского укр. „харків’яни“, возникшего во время украинизации 1920-х годов». По мнению историка, «потрясения XX века не только коренным образом поменяли состав населения города, но и самоназвание его жителей».
Во 2-м томе издания «Лексикология и лексикография» Академии наук УССР, вышедшем в 1960-х годах, писалось, что зафиксированный во второй половине XIX века и в начале XX века несколькими словарями апеллятив «харьковцы» вытеснился разговорной формой «харьковчане», которая в 1920-х годах употреблялась наряду с формой «харьковцы», а «в настоящее время стала общеупотребимой».

### Вторжение России на Украину в 2022 году
После начала вторжения России на Украину в 2022 году за Харьков начались бои. 24 февраля 2022 года российские войска предприняли попытку фронтальной атаки по Харькову с северо-запада. Около 12:00 части 1-й гвардейской танковой армии РФ подошли на окраины города, но войти в сам город им не удалось. Начались обстрелы нескольких районов города кассетными боеприпасами, вследствие чего не менее 9 мирных жителей погибли и 37 получили ранения.
27 февраля в город на бронеавтомобилях «Тигр» прорвались российские спецназовцы, которые должны были взять под контроль основные транспортные развязки и закрепиться к подходу основных сил, однако были ликвидированы ВСУ. Утром 1 марта вооружённые силы РФ нанесли ракетный удар по зданию Харьковской областной государственной администрации на площади Свободы. Также наносились авиаудары и ракетные удары по административным зданиям и промышленным предприятиям, зданию телецентра.

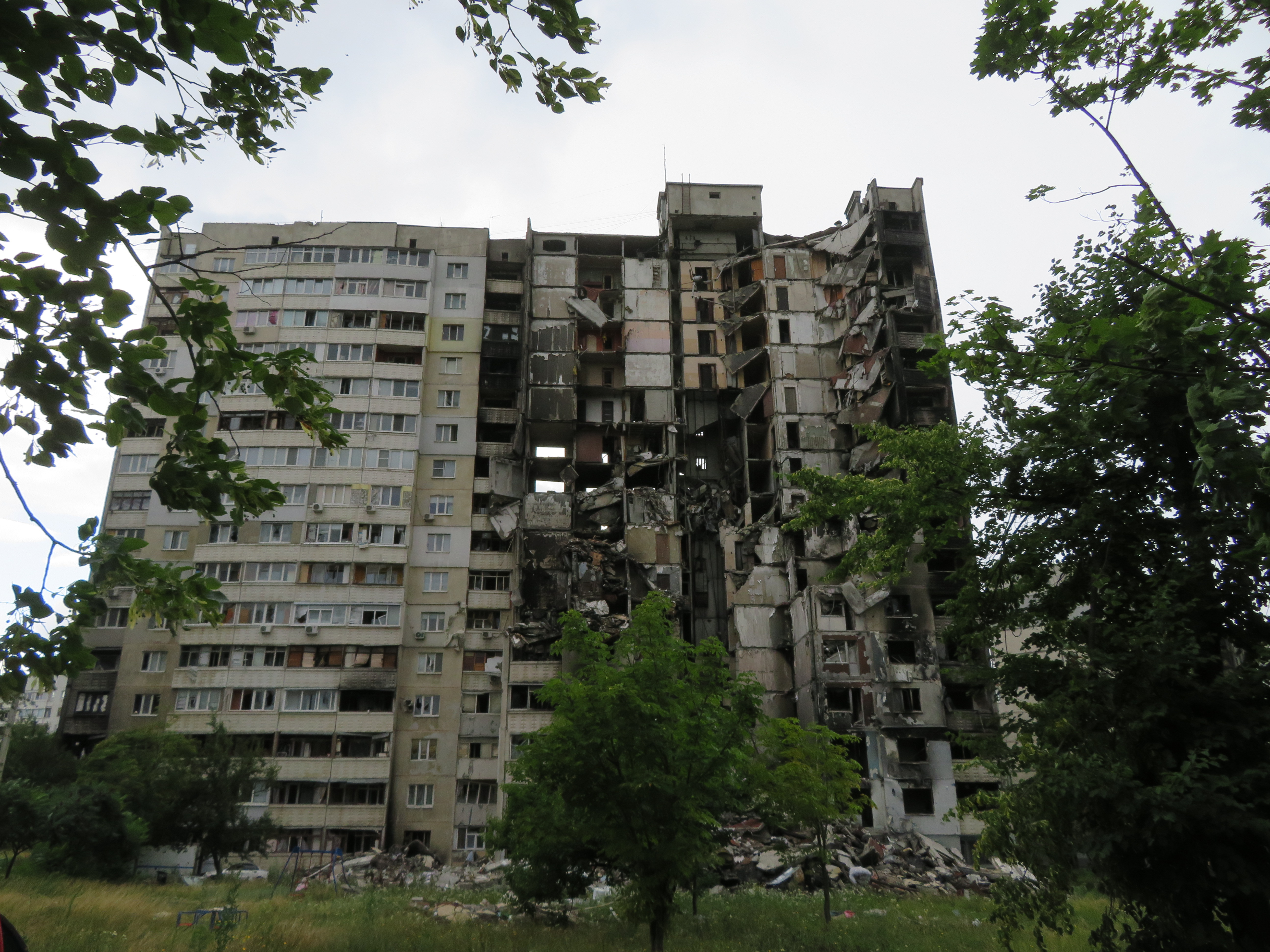
Жилой дом в районе Салтовка после обстрелов города российскими войсками в феврале-марте 2022 года

С начала марта 2022 года российские войска продолжили наносить по Харькову авиаудары с применением авиабомб и неуправляемых ракет, вести обстрелы города с применением ствольной артиллерии и РСЗО, заявлялось о случаях применения термобарического оружия. К середине марта по заявлениям мэра Харькова из-за обстрелов российскими войсками были разрушены целые микрорайоны Харькова. В 2022 году за «подвиг, массовый героизм и стойкость граждан <…> во время отпора вооружённой агрессии Российской Федерации против Украины» Харькову было присвоено звание Город-герой Украины.
В начале мая российские части оставили ряд населённых пунктов севернее Харькова. С мая по сентябрь город практически ежедневно подвергался обстрелам российскими войсками с применением ракет, запускаемых с территории Белгородской области, а также применением ствольной артиллерии и РСЗО.
Из-за обстрелов города российскими войсками были зафиксированы многочисленные факты гибели мирных жителей, в том числе детей.
Российские войска 11 сентября 2022 года практически без боёв покинули северную часть Харьковской области. Фронт был отодвинут от Харькова и стал проходить по реке Оскол и российско-украинской границе. В ответ на украинское контрнаступление российские войска обстреляли Харьковскую ТЭЦ-5, Змиёвскую ТЭС и три подстанции высокого напряжения, вызвав перебои в электро- и водоснабжении в пяти областях.

## Физико-географическая характеристика

### География
Город расположен в северо-восточной части Украины на границе двух ландшафтных зон — лесостепной и степной. На его территории река Харьков впадает в реку Лопань, которая затем впадает в реку Уды, приток Северского Донца. Территория города представляет собой холмистую равнину, изрезанную речными долинами, балками и оврагами. Высота над уровнем моря колеблется от 94 до 205,3 м. Бо́льшую часть городской территории (около 55 % общей площади по данным 1984 г.) составляют возвышенные участки с отметками 105—192 м.
Город находится на крайнем юге Среднерусской возвышенности. В пределах города протекают реки Харьков, Лопань, Уды, Немы́шля, Алексеевка, Саржинка, Очеретянка, Роганка, Студенок. Средняя высота города над уровнем моря — 135 м. Самая высокая точка в пределах посёлка Пятихатки имеет высоту 205,3 м, самая низкая в пределах посёлка Жихарь — 94 м. Этим обусловлен относительно неравномерный рельеф города, расположенного на пяти холмах.
Харьков находится в 26 километрах (северная граница города — посёлок Пятихатки) к югу от границы с Россией (Белгородская область).
Город образует свою агломерацию.
Город расположен в южной части климатического умеренного пояса.

### Климат
Классифицируется как влажный континентальный климат без сухого сезона с тёплым летом (классификация Кёппена: Dfb). Ярко выражены четыре сезона года: жаркое и засушливое лето, мягкая и дождливая осень, относительно сухая, прохладная зима и тёплая, относительно влажная весна.
Самый влажный месяц — июнь, самый сухой — март. Самый холодный месяц — январь, самый жаркий — июль.
- Среднегодовая температура — +8,1 °C
- Среднегодовая скорость ветра — 3,9 м/с
- Среднегодовая влажность воздуха — 74 %
- Средняя норма осадков — 516 мм.

| Показатель                                                     | Янв.  | Фев. | Март  | Апр.  | Май  | Июнь | Июль | Авг. | Сен. | Окт.  | Нояб. | Дек.  | Год   |
| -------------------------------------------------------------- | ----- | ---- | ----- | ----- | ---- | ---- | ---- | ---- | ---- | ----- | ----- | ----- | ----- |
| Абсолютный максимум, °C                                        | 11,0  | 14,6 | 21,8  | 30,5  | 34,5 | 36,8 | 38,4 | 39,8 | 33,7 | 29,3  | 20,3  | 13,4  | 39,8  |
| Средний суточный максимум, °C                                  | −2,2  | −1,6 | 4,3   | 14,0  | 20,8 | 24,3 | 26,4 | 25,7 | 19,4 | 12,0  | 3,6   | −1,1  | 12,1  |
| Средняя температура, °C                                        | −4,6  | −4,5 | 0,7   | 9,2   | 15,6 | 19,3 | 21,3 | 20,3 | 14,4 | 7,9   | 0,9   | −3,5  | 8,1   |
| Средний суточный минимум, °C                                   | −7    | −7,3 | −2,4  | 4,6   | 10,3 | 14,2 | 16,2 | 14,9 | 9,8  | 4,3   | −1,5  | −5,9  | 4,2   |
| Абсолютный минимум, °C                                         | −35,6 | −35  | −32,2 | −13,1 | −6   | −1,1 | 5,7  | 1,2  | −4,8 | −10,7 | −22,6 | −31,4 | −35,6 |
| Норма осадков, мм                                              | 36    | 33   | 32    | 34    | 50   | 61   | 60   | 42   | 47   | 44    | 41    | 36    | 516   |
| Источник: Погода и климат погода в Харькове (архив температур) |       |      |       |       |      |      |      |      |      |       |       |       |       |

## Население
| Численность наличного населения Харькова | Численность наличного населения Харькова | Численность наличного населения Харькова | Численность наличного населения Харькова | Численность наличного населения Харькова | Численность наличного населения Харькова | Численность наличного населения Харькова | Численность наличного населения Харькова | Численность наличного населения Харькова | Численность наличного населения Харькова |
| 1655                                     | 1660                                     | 1730                                     | 1785                                     | 1788                                     | 1796                                     | 1810                                     | 1840                                     | 1843                                     | 1850                                     |
| ---------------------------------------- | ---------------------------------------- | ---------------------------------------- | ---------------------------------------- | ---------------------------------------- | ---------------------------------------- | ---------------------------------------- | ---------------------------------------- | ---------------------------------------- | ---------------------------------------- |
| 587                                      | ↗2000                                    | ↗6429                                    | ↗10 805                                  | ↘10 742                                  | ↘5962                                    | ↗13 584                                  | ↗23 612                                  | ↗23 721                                  | ↗41 861                                  |
| 1860                                     | 1861                                     | 1863                                     | 1866                                     | 1873                                     | 1879                                     | 1883                                     | 1897                                     | 1901                                     | 1913                                     |
| ↗57 639                                  | ↘50 301                                  | ↗52 000                                  | ↗60 798                                  | ↗82 133                                  | ↗102 049                                 | ↗160 562                                 | ↗173 989                                 | ↗198 273                                 | ↗247 000                                 |
| 1916                                     | 1917                                     | 1920                                     | 1923                                     | 1926                                     | 1931                                     | 1937                                     | 1939                                     | май.1941                                 | сен.1941                                 |
| ↗352 300                                 | ↗362 672                                 | ↘285 000                                 | ↗312 000                                 | ↗409 505                                 | ↗521 501                                 | ↗759 385                                 | ↗832 913                                 | ↗902 312                                 | ↗~1,4-1,5 млн                            |
| дек.1941                                 | 23.08.1943                               | 1959                                     | ноя.1962                                 | 1970                                     | июн.1976                                 | 1979                                     | 1981                                     | мар.1982                                 | 1989                                     |
| ↘456 639                                 | ↘~170 тыс. — 220 тыс.                    | ↗934 136                                 | ↗1 000 000                               | ↗1 222 852                               | ↗1 384 000                               | ↗1 443 754                               | ↗1 485 000                               | ↗1 500 000                               | ↗1 609 959                               |
| 1991                                     | 1992                                     | 1995                                     | 1999                                     | 2001                                     | 2005                                     | 2007                                     | 2008                                     | 2010                                     | 2011                                     |
| ↗1 623 000                               | ↘1 621 600                               | ↘1 576 000                               | ↘1 510 200                               | ↘1 470 902                               | ↘1 464 740                               | ↘1 461 000                               | ↘1 448 100                               | ↗1 452 256                               | ↘1 446 500                               |
| 2012                                     | 2013                                     | 2014                                     | 2015                                     | 2016                                     | 2017                                     | 2018                                     | 2019                                     | 2020                                     | 2021                                     |
| ↘1 441 362                               | ↗1 451 028                               | ↗1 451 132                               | ↗1 452 887                               | ↘1 449 700                               | ↘1 439 036                               | ↗1 450 082                               | ↘1 446 107                               | ↘1 441 932                               | ↗1 443 886                               |
| 2022                                     | 2023                                     |                                          |                                          |                                          |                                          |                                          |                                          |                                          |                                          |
| ↘1 421 125                               | ↘1 158 485                               |                                          |                                          |                                          |                                          |                                          |                                          |                                          |                                          |

Численность населения города по данным переписи населения 2001 года составила 1 470 902 человека наличного населения и 1 449 871 постоянный житель, по оценке на 1 января 2019 года — 1 446 107 человек наличного населения и 1 426 540 постоянных жителей. Пик численности населения приходится на начало 1990-х годов: в 1991 году в городе жило 1 623 000 человек.
Город занимает 2-е место на Украине по численности населения. Харьков — многонациональный город: здесь проживают представители 111 национальностей.
По данным переписи 1897 года доля горожан, для которых родным языком был украинский (малорусский), составляла 25,9 %, русский (великорусский) — 63,2 %, еврейский (идиш) — 5,7 %. Этнический состав населения города за столетие претерпел значительные изменения, так как форсированная индустриализация, коллективизация, голодомор 1932—1933 гг. и репрессии усилили урбанизационные процессы. По переписи 1939 года украинцев в Харькове было 48,5 %, русских — 29,7 %, евреев — 15,6 %. По переписи населения 1989 года доля украинцев составила 50,38 %; а по переписи 2001 года доля украинцев составила 60,99 %, русских — 34,25 %, евреев — 0,77 %. В городе традиционно существовала большая еврейская община, практически уничтоженная в годы оккупации (1941—1943), возродившаяся после войны и сильно уменьшившаяся после эмиграции 1980—1990-х годов.
С 1992 по 2012 год в Харькове наблюдалась депопуляция. За 20 лет население уменьшилось на 168 тысяч человек (с 1621,6 тыс. в январе 1992 года до 1441,3 тыс. в октябре 2012). За 2012 год население Харькова выросло на 10 тысяч человек, на 1 января 2013 года его численность составила 1 млн 451 тыс., это на 10 тысяч больше, чем за аналогичный период 2012 года (1 млн 441 тыс.). Рост численности населения произошёл за счёт миграционного прироста, который за 2012 год составил 13 579 человек. За 2012 год Харьков, как по миграционному, так и по общему приросту населения, занял второе место, уступив лишь Киеву. По данным Областного управления статистики, 1 января 2014 года в Харькове проживало 1451,1 тыс. человек наличного населения, на 1 января 2015 года — 1452,9 тыс. человек наличного населения и 1433,3 тыс. постоянных жителей, на 1 января 2016 года — 1 449,7 тыс. человек наличного населения и 1 430,2 тыс. постоянных жителей, на 1 января 2017 года — 1 439,0 тыс. человек наличного населения, на 1 января 2018 года 1 450,1 тыс. человек наличного населения.

### Языковой состав

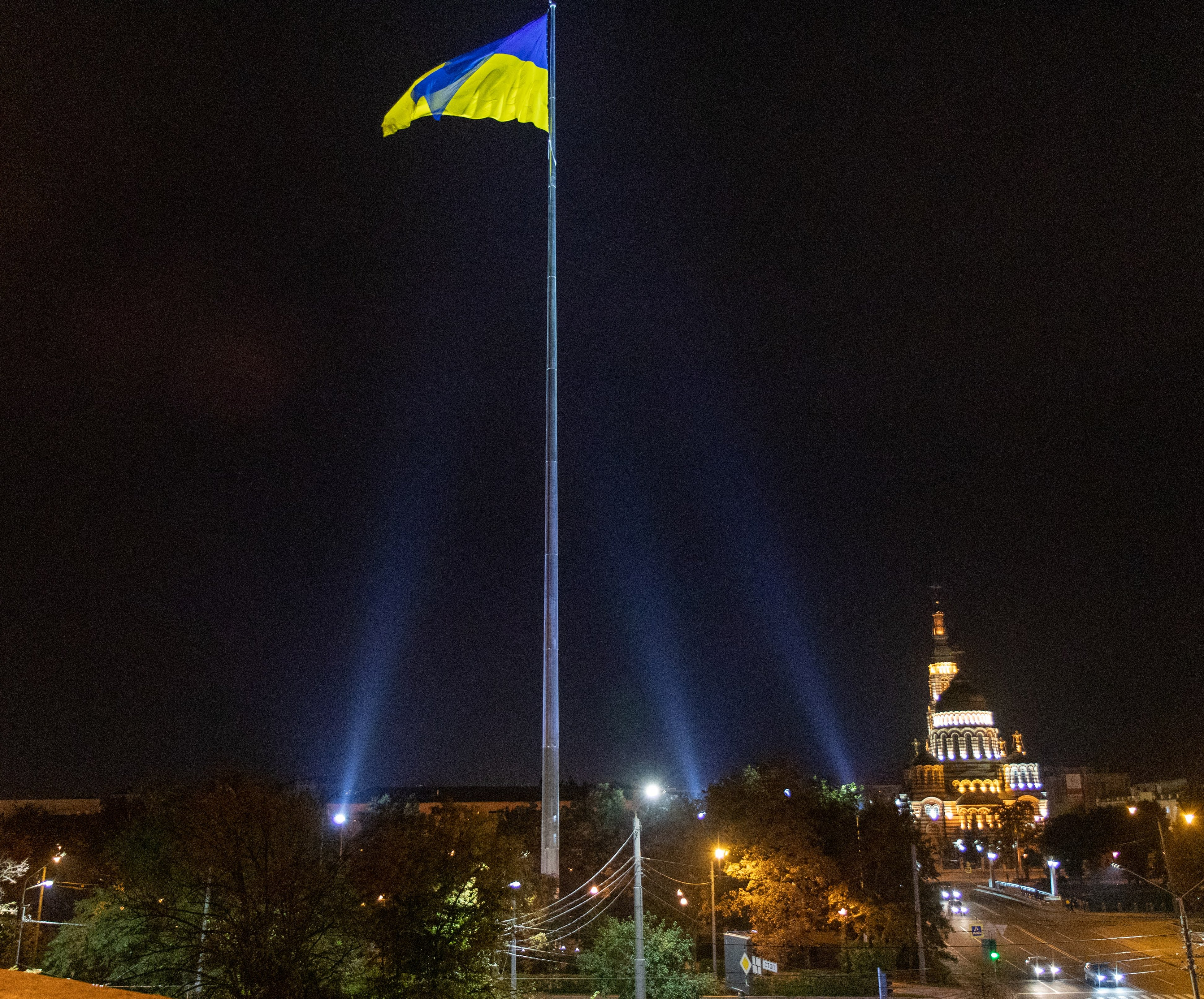
Благовещенский собор и флагшток 102 м.

По данным переписи 1897 года, Харьков, входя в состав преимущественно украиноязычного Харьковского уезда, являлся преимущественно русскоязычным городом:
| Язык                       | Численность, чел. | Доля     |
| -------------------------- | ----------------- | -------- |
| Русский («великорусский»)  | 109 914           | 63,17 %  |
| Украинский («малорусский») | 45 092            | 25,92 %  |
| Идиш («еврейский»)         | 9848              | 5,66 %   |
| Польский                   | 3969              | 2,28 %   |
| Немецкий                   | 2353              | 1,35 %   |
| Другие                     | 2813              | 1,62 %   |
| Итого                      | 173 989           | 100,00 % |

По данным переписи 1926 года, украинский язык родным назвали 23,8 % населения города, русский — 64,2 %, еврейский — 7,9 %, другой — 4,1 %.

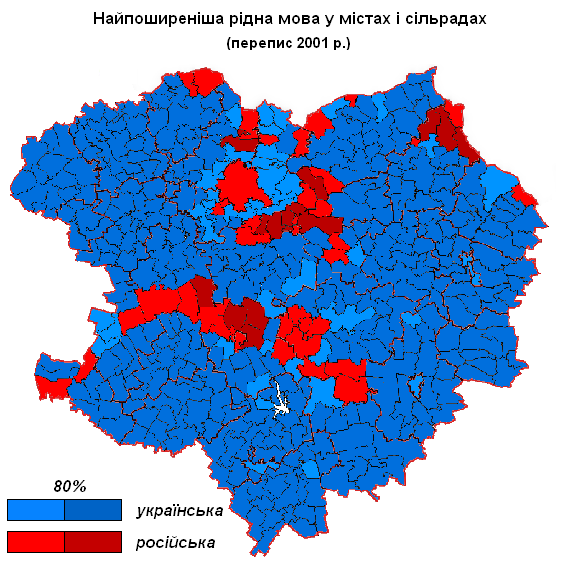
Самый распространённый родной язык в городах и сельсоветах Харьковской области по переписи 2001 года. Преимущественно русскоязычный Харьков окружён преимущественно украиноязычной сельской местностью

Родной язык населения по данным переписи 2001 года:
| Язык       | Численность, чел. | Доля     |
| ---------- | ----------------- | -------- |
| Украинский | 460 607           | 31,77 %  |
| Русский    | 954 901           | 65,86 %  |
| Другое     | 34 363            | 2,37 %   |
| Итого      | 1 449 871         | 100,00 % |

Украинский язык является единственным официальным языком города.
Вторжение России на Украину спровоцировало новую волну украинизации в городе, всё больше людей предпочитают говорить на украинском языке. Согласно опросу, проведённому Международным республиканским институтом в апреле-мае 2023 года, на украинском дома разговаривали 16 % населения города, на русском — 78 %.
Согласно опросу, проведённому Международным республиканским институтом в апреле-мае 2024 года, на украинском дома разговаривали 43 % населения города, на русском — 84 % (в отличие от опроса 2023 года был разрешён выбор нескольких вариантов).
Согласно опросу, проведённому Социологической группой «Рейтинг» по заказу Transatlantic Dialogue Center 2—4 мая 2024 года, исключительно на украинском языке дома разговаривали 14 % населения города, исключительно на русском — 37 %, на двух языках — 48 %.
По данным Государственной службы статистики Украины в 2023/24 учебном году из 221 336 учащихся в учреждениях общего среднего образования в Харьковской области 220 933 (99,82 %) обучались в украиноязычных классах, 403 (0,18 %) — в русскоязычных.
19 августа 2024 года решением Харьковского городского совета в Харькове утверждена «Программа развития и функционирования украинского языка в г. Харькове на 2024—2028 годы». Также после начала полномасштабного российского вторжения в Харькове демонтируют русскоязычные информационные стенды, доски, вывески и наружную рекламу.

## Столичные амбиции

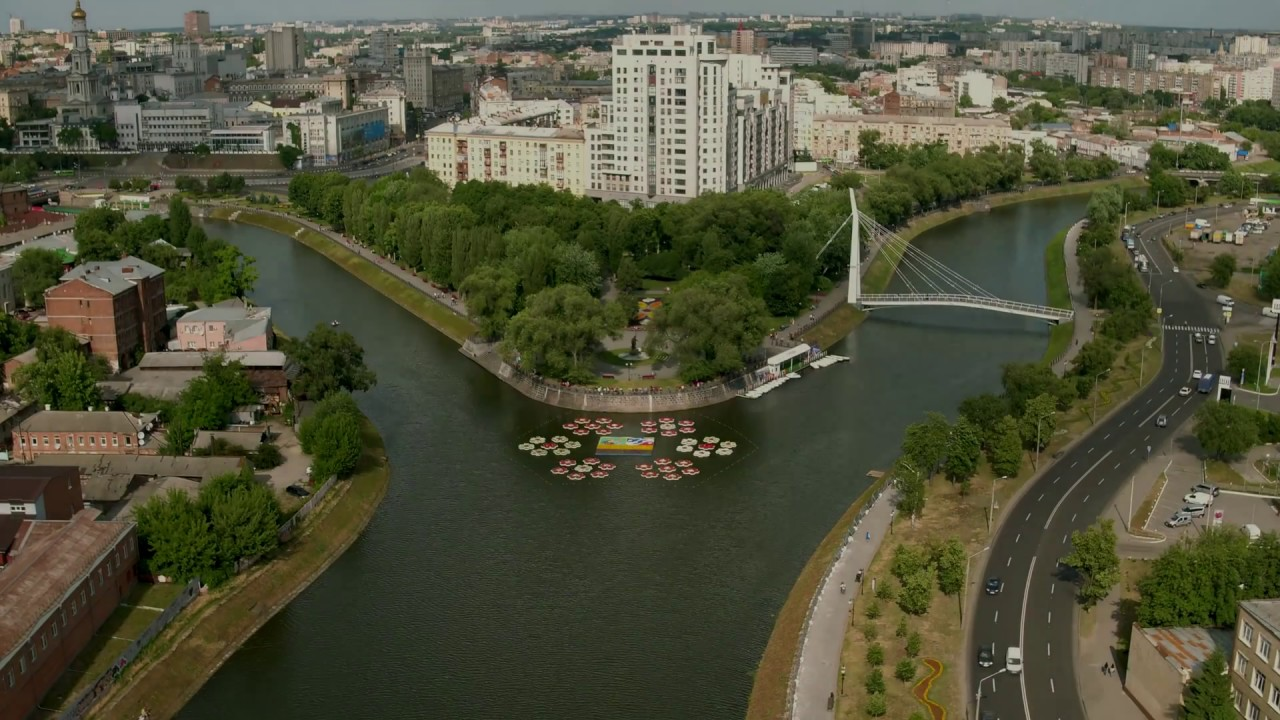
Лопанская стрелка. Справа — река Харьков, слева — река Лопань

Несмотря на потерю столичного статуса 24 июня 1934 года, Харьков фактически выполнял некоторые столичные функции вплоть до Великой Отечественной войны: в городе продолжали находиться многие важные министерства (наркоматы) и общеукраинские ведомства.
В период Великой Отечественной войны, во время второго освобождения Харькова с 16 февраля 1943 года Харьков временно, до освобождения Киева, получает статус столицы Украинской ССР. С этого момента в Харьков начинают прибывать партийные и советские органы УССР. Харьков фактически становится столицей республики с началом работы ЦК Компартии Украины и Совнаркома УССР. Однако мощная группировка войск противника вновь оккупировала Харьков 10 марта 1943 года. Прибывшим органам власти пришлось срочно эвакуироваться.
В 2009 году председатель Верховной рады Владимир Литвин заявлял о возможности переноса Конституционного суда в Харьков.

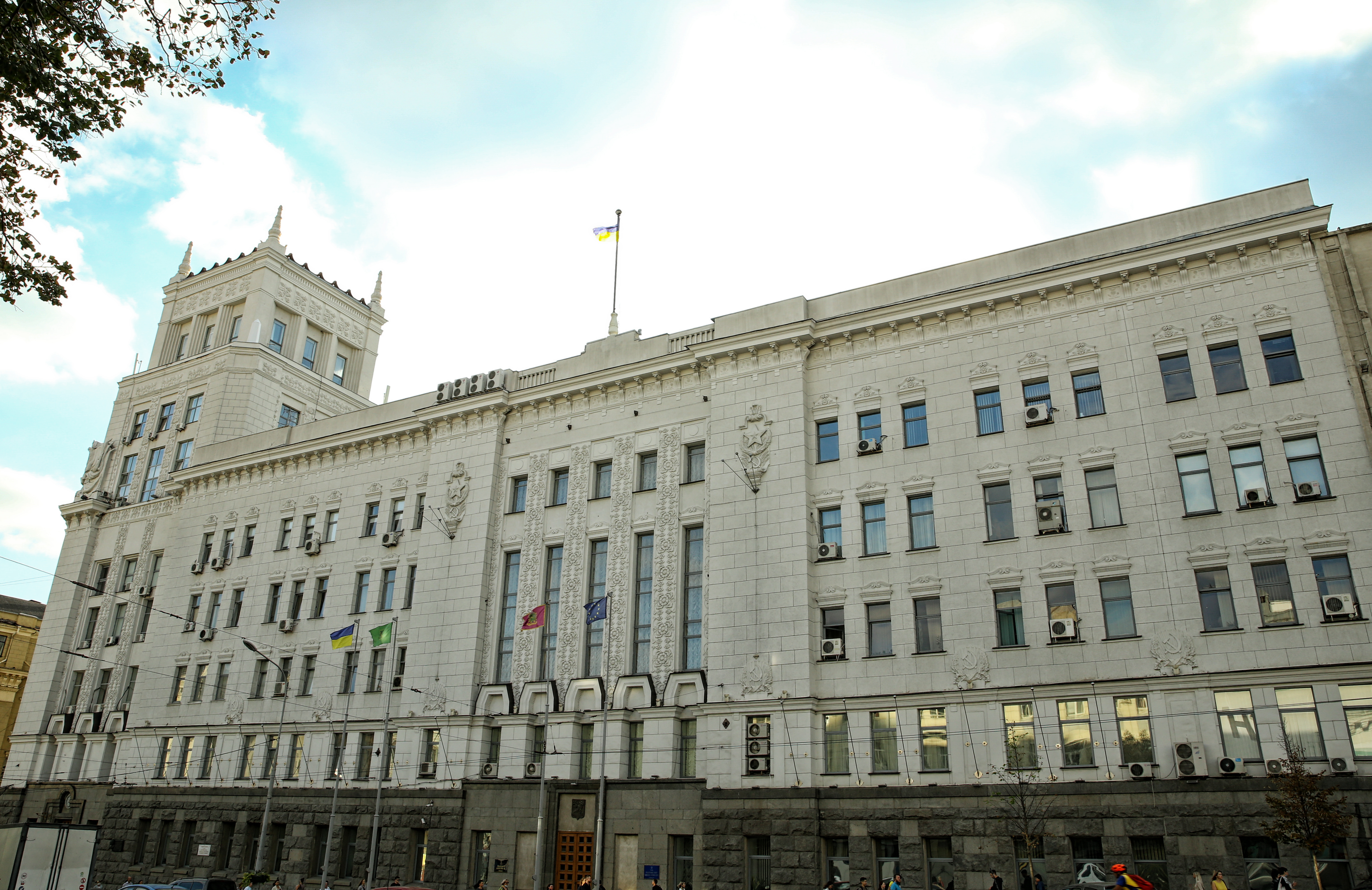
Харьковский горсовет

## Административное деление

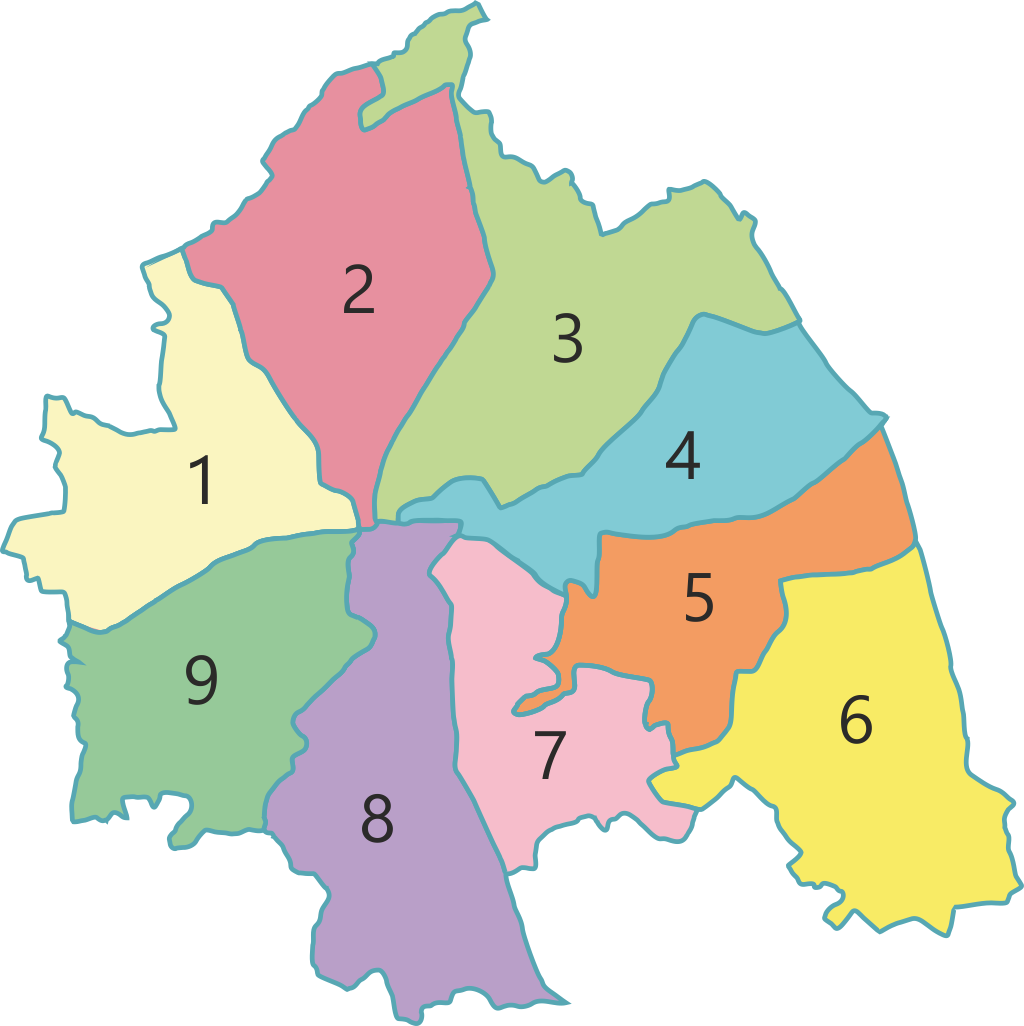
Административное деление Харькова:
1. Холодногорский район
2. Шевченковский район
3. Киевский район
4. Салтовский район
5. Немы́шлянский район
6. Индустриальный район
7. Слободской район
8. Основянский район
9. Новобаварский район

Город состоит из девяти административных районов:
- Шевченковский район города

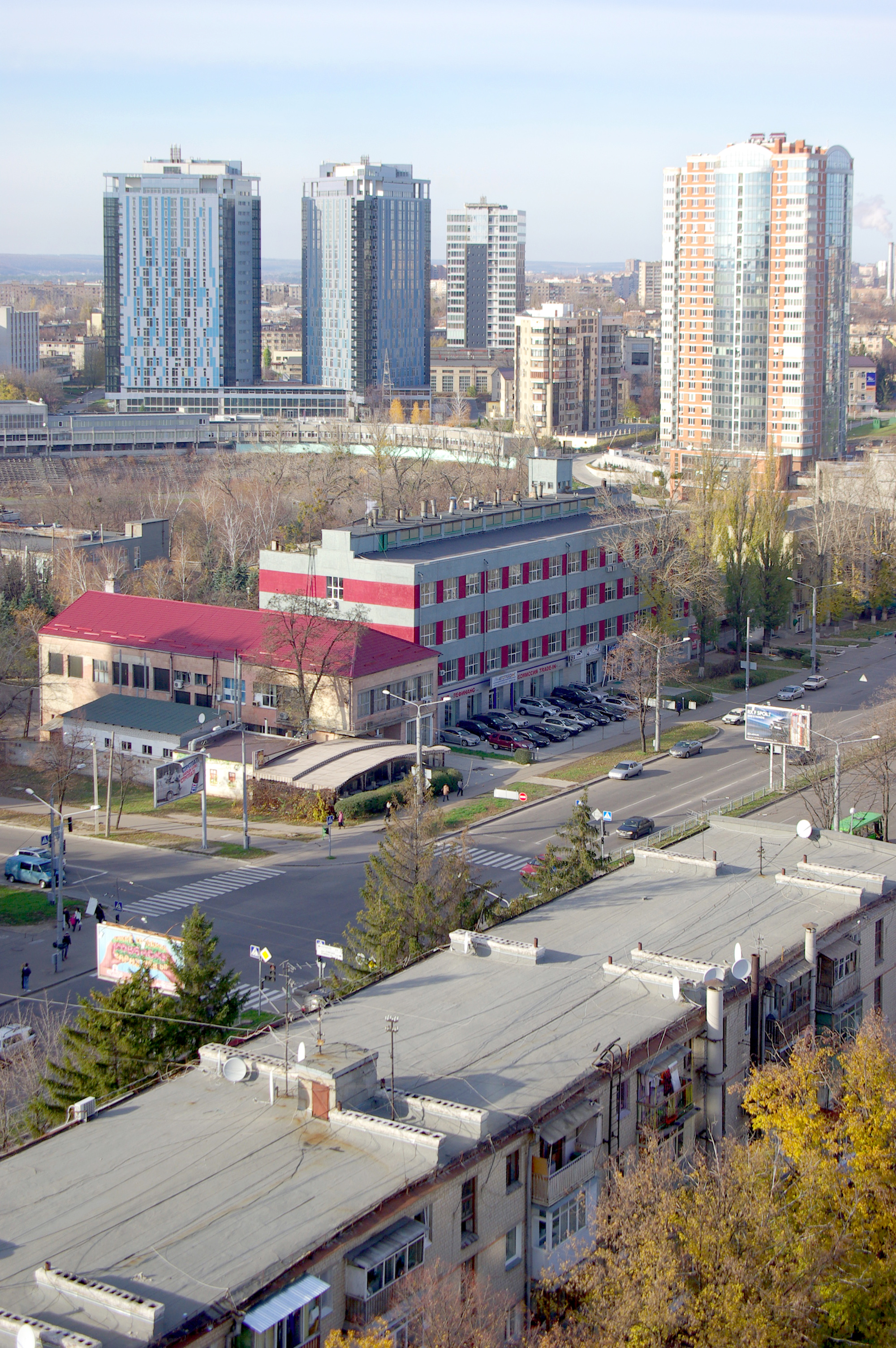
Шевченковский район города

Новобаварский (укр. Новобаварський) — создан в 1917 году, в 1924—2016 гг. — Октябрьский, с 2016 г. — Новобаварский по входящему в его состав историческому региону Новая Бавария.
- Холодногорский (укр.  Холодногі́рський ) — создан в 1918 году, до 1929 года — Ивано-Лысогорский; назван по имени исторических районов города Ивановки и Лысой Горы, в 1929 году переименован в честь В. И. Ленина, с 2016 — Холодногорский.
- Шевченковский (укр.  Шевче́нківський) — создан в 1932 году; прежнее название (до 2016 г.) — Дзержинский, в честь Ф. Э. Дзержинского, организовавшего и контролировавшего строительство Госпрома в этом районе.
- Киевский (укр. Ки́ївський) — создан в 1932 году, до 1957 — Кагановичский; назван в честь Л. М. Кагановича, затем города Киева.
- Основянский (укр. Основ'янський) — создан в 1932 году; прежнее название Червонозаводский[136][137][138][139][140] дано исходя из того, что изначально в состав района входила территория Завод им. Малышева (тогда ХПЗ имени Коминтерна) — крупнейшего завода города. Позже территория завода перешла в Коминтерновский район. Нынешнее название — по находящимся на его территории железнодорожному узлу «Основа» и району его застройки (историческая Основа является частью Новобаварского района).
- Индустриальный (укр.  Індустріа́льний) — создан в 1936 году; назван в честь С. Орджоникидзе, организовавшего строительство ХТЗ в этом районе, с 2016 г. — Индустриальный.
- Салтовский (укр. Салтівський) — создан в 1937 году, до 1961 —  Сталинский, назван в честь И. В. Сталина, до 2022 —  Московский, в честь крупнейшей магистрали города — Московского проспекта, переименованного в 2022 году в проспект Героев Харькова.
- Слободской (укр. Слобідський) — создан в 1938 году; назван Коминтерновским именем III Коммунистического Интернационала, с 2016 г. — Слободской.
- Немы́шлянский (укр. Неми́шлянський) — создан в 1973 году; назван в честь военачальника M. В. Фрунзе, командовавшего Южным фронтом, штаб которого в 1920 году находился в Харькове, с 2016 г. — Немышлянский по названию реки Немышля.

Ныне упразднённый Краснобаварский район (укр. Червонобаварський) существовал в 1930-е — 1950-е; был назван по местности вокруг построенного в XIX веке пивоваренного завода «Новая Бавария».

## Улицы
Сессия Харьковского городского совета 20 ноября 2015 года приняла решение о переименовании 173 улиц согласно закону о декоммунизации. Из 173 улиц пятидесяти вернули их исторические названия, остальные получили имена выдающихся архитекторов, актёров, историков, научных деятелей, философов, ректоров вузов и других знаковых людей для Харькова и Украины. Так, теперь в Харькове есть улицы, которые носят имена актёров Леонида Быкова, Марка Бернеса, Людмилы Гурченко, художника Михаила Врубеля, медиков Любови Малой и Александра Шалимова, ректора Харьковского университета, писателя и переводчика Петра Гулака-Артемовского, машиностроителя Анатолия Подгорного, нобелевских лауреатов Льва Ландау, Семёна Кузнеца и многих других.

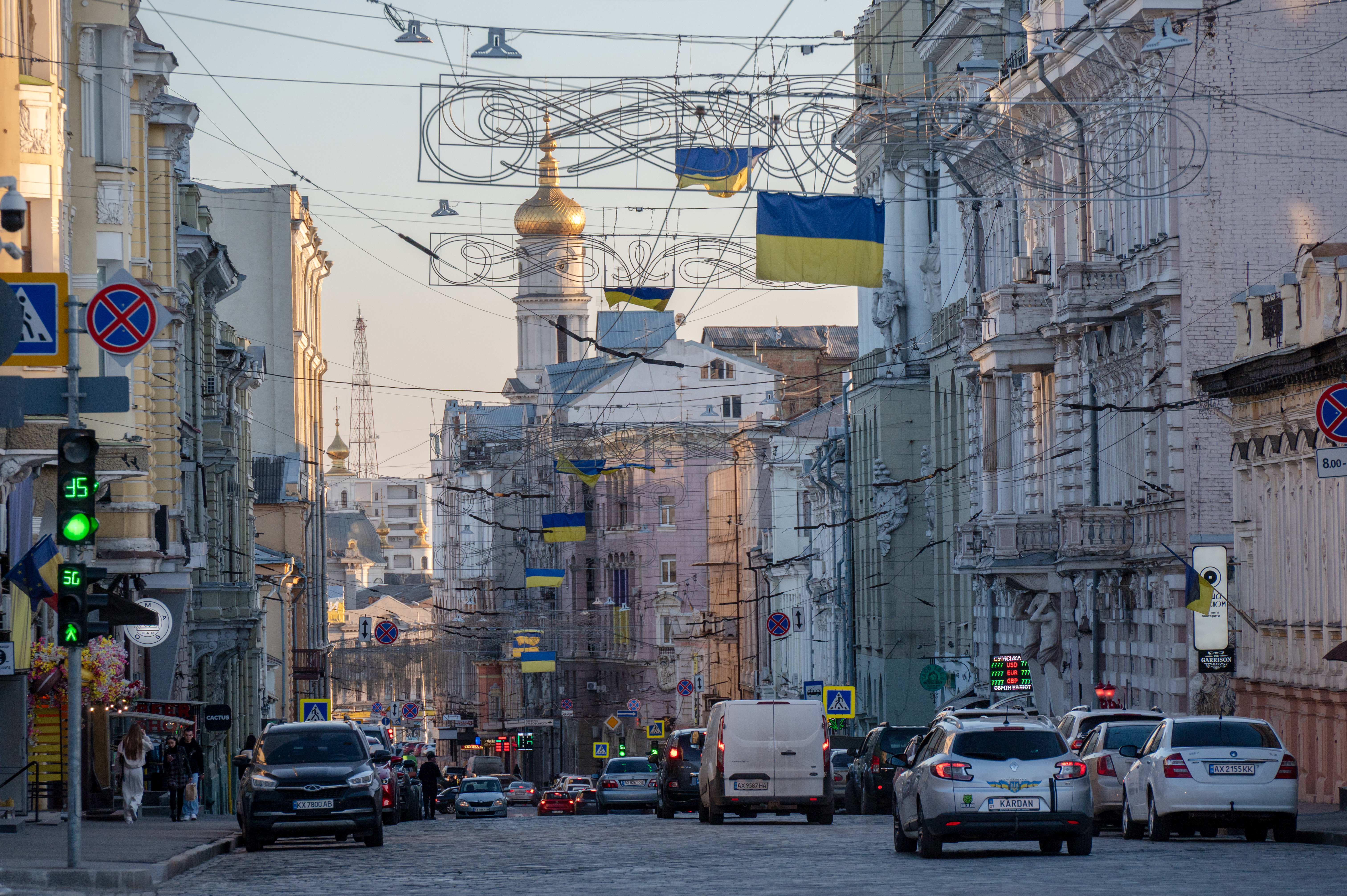
Сумская ул.
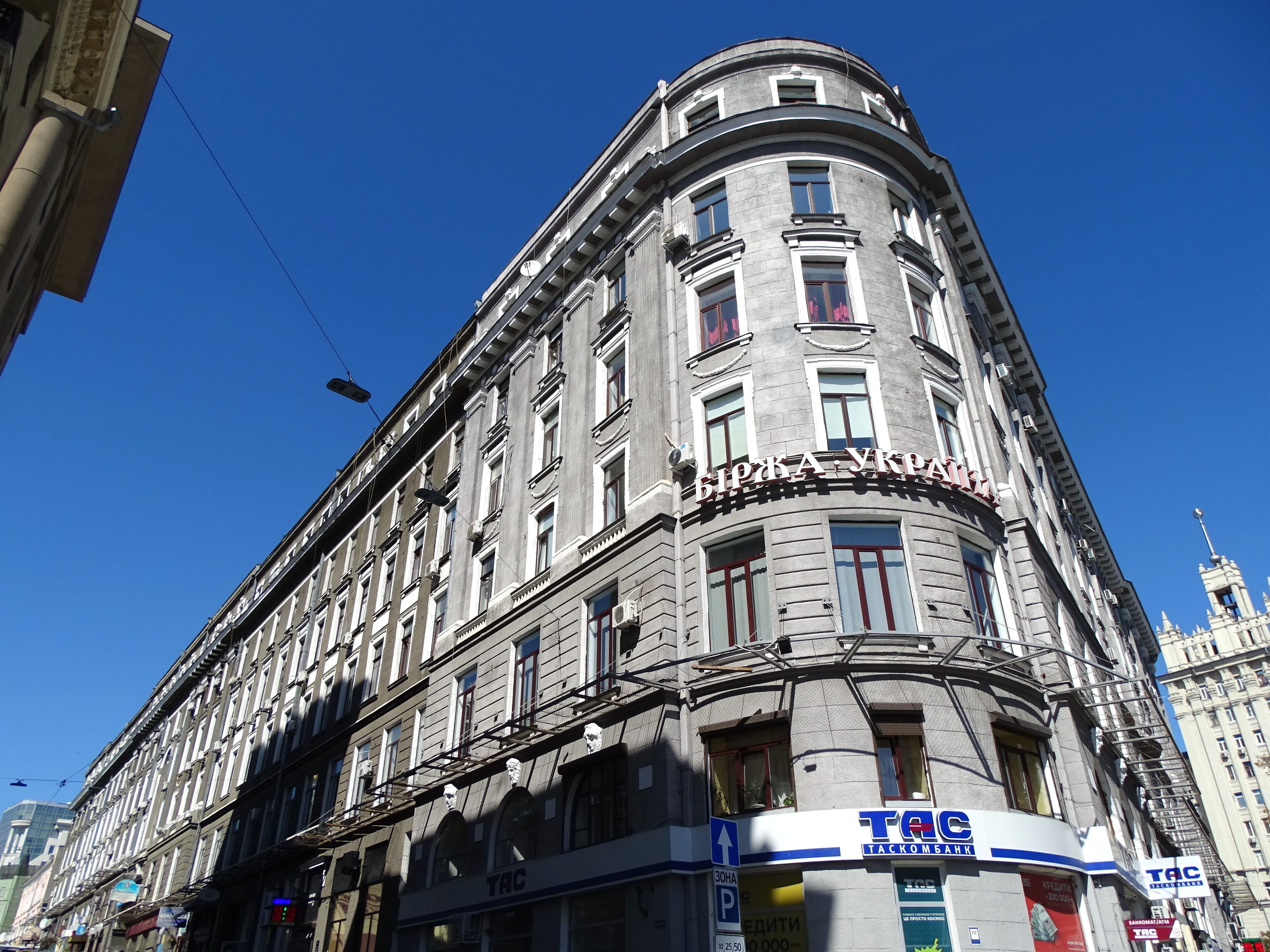
Площадь Конституции, 1
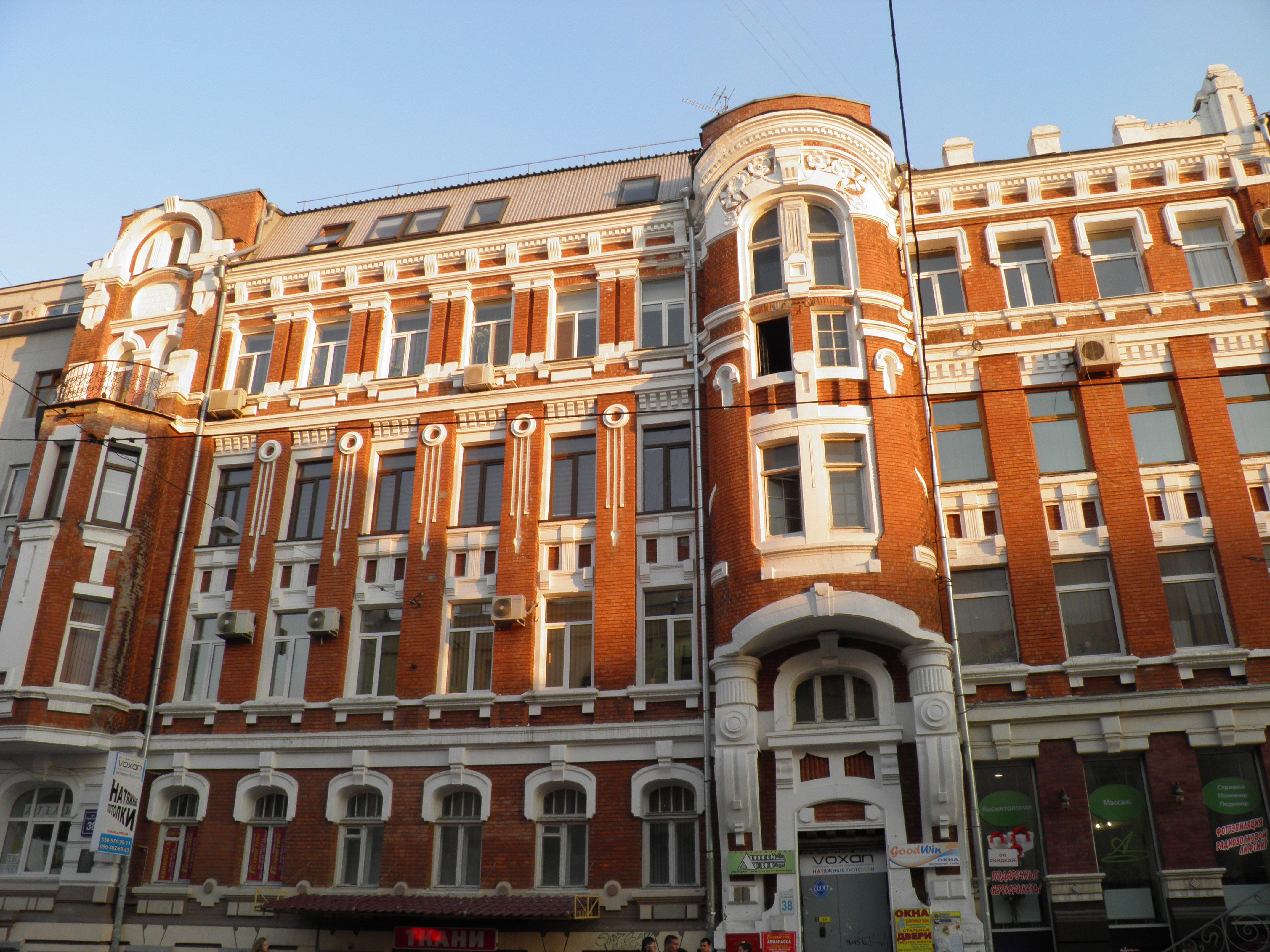
Пушкинская ул., 38
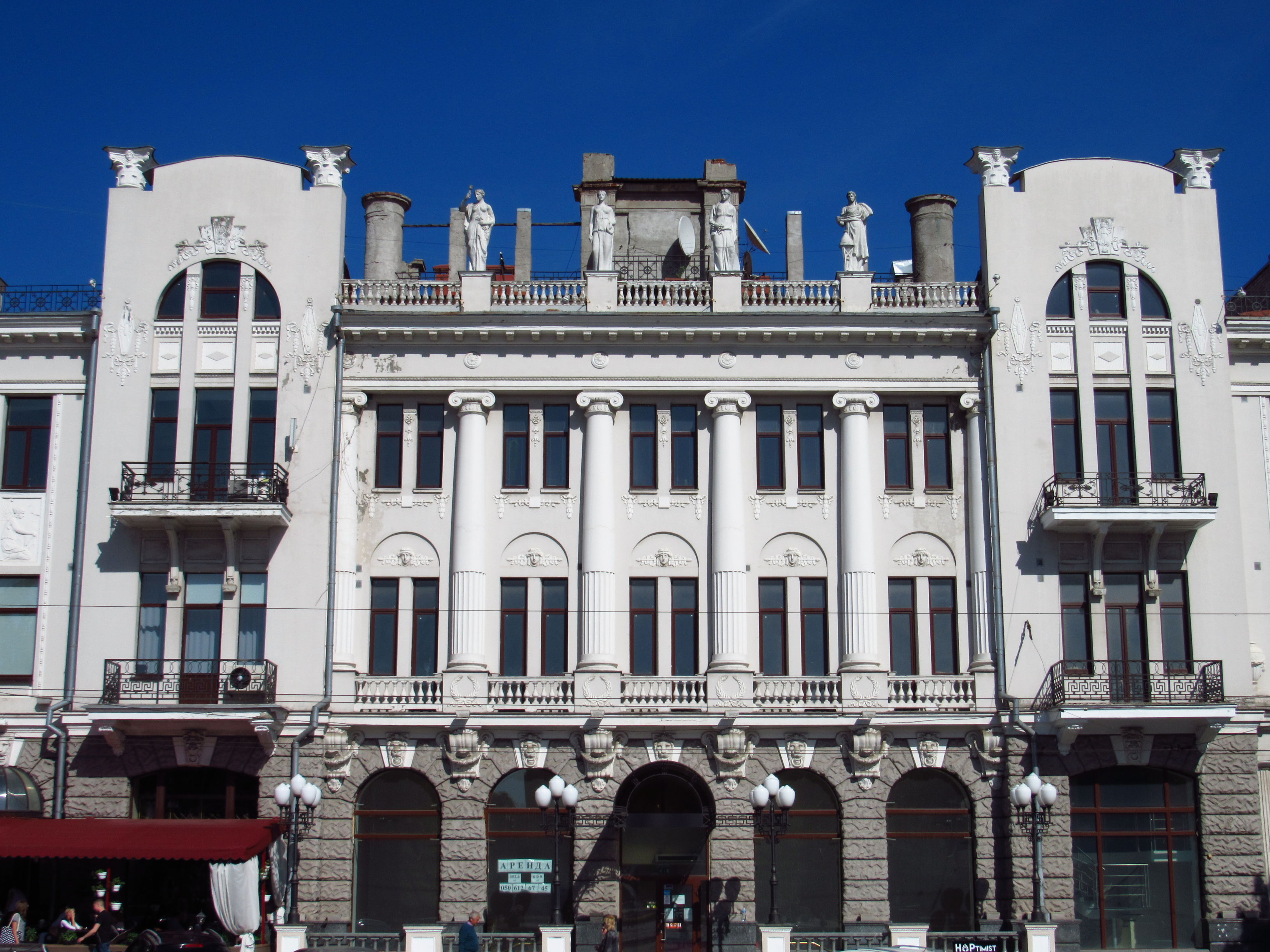
Сумская ул., 44
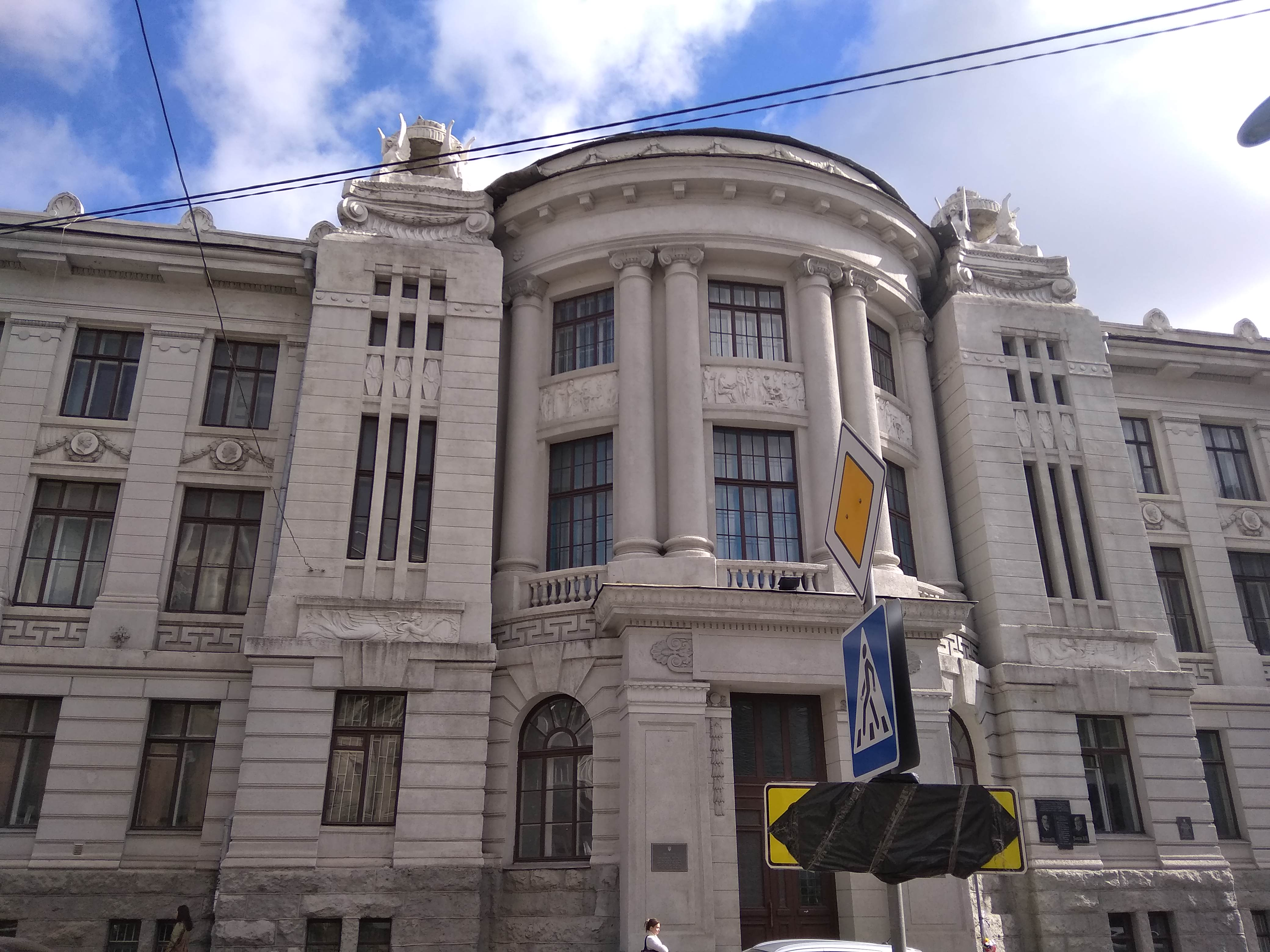
Пушкинская ул., 14
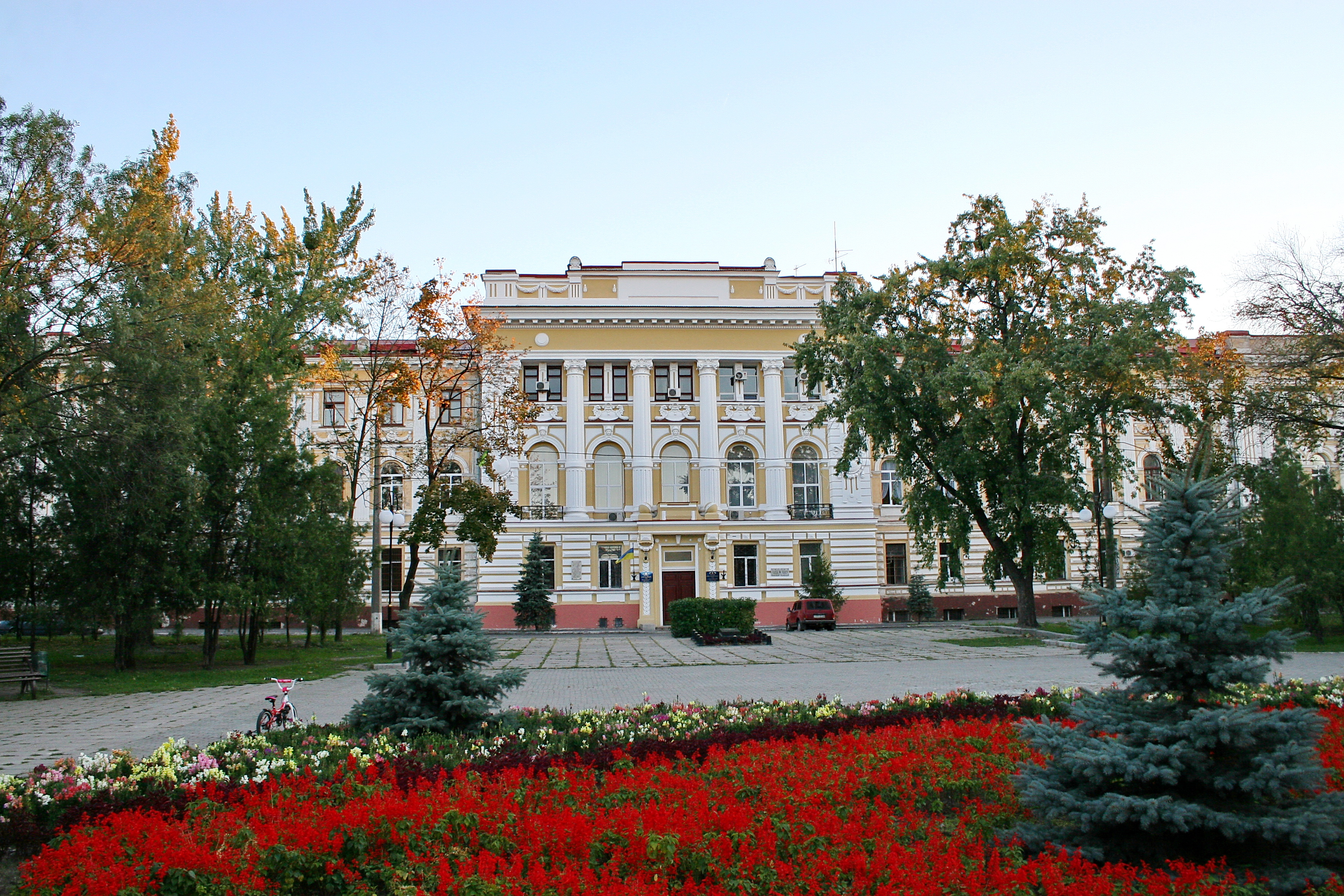
Площадь Героев Небесной Сотни, 36
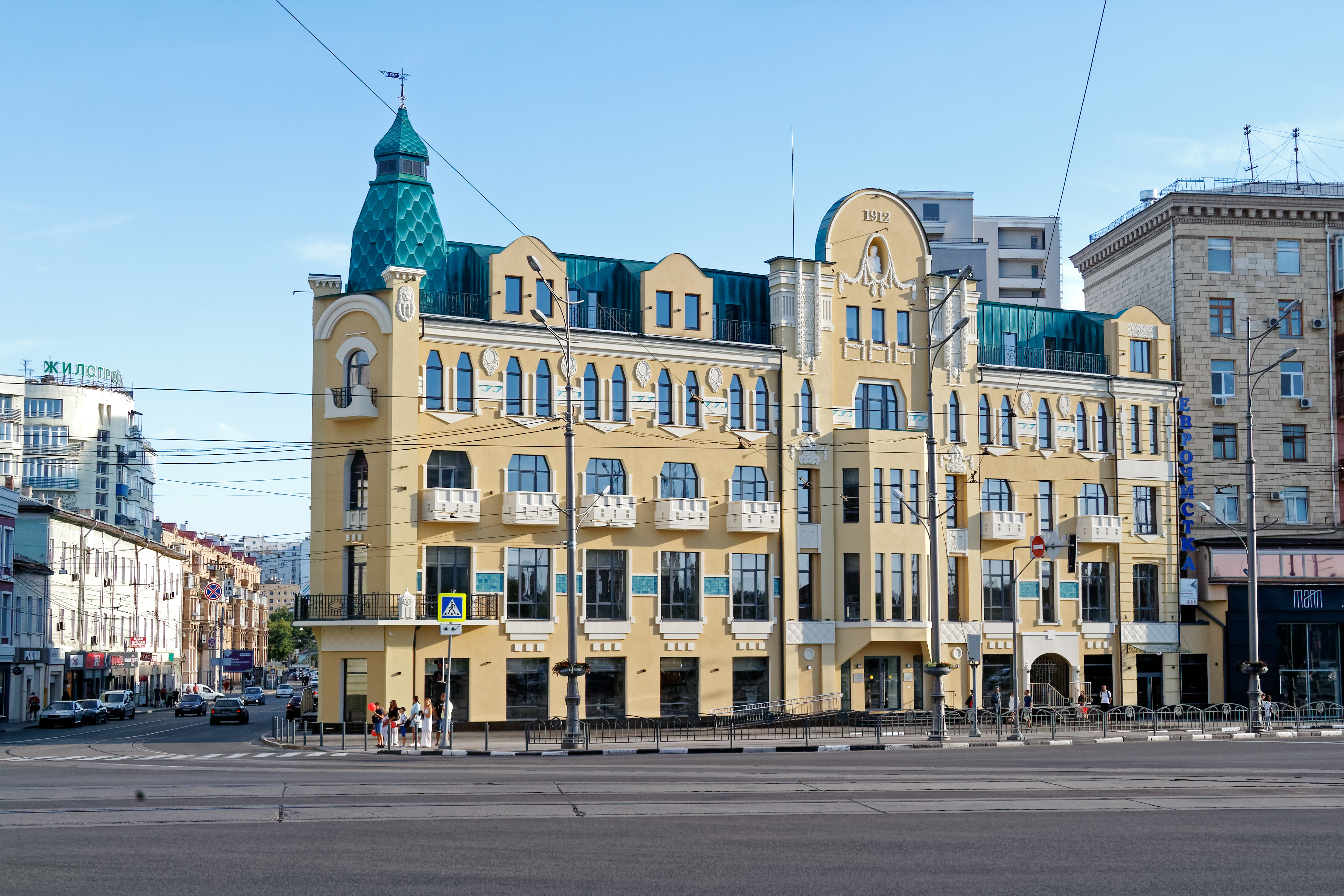
Площадь Павловская

## Экономика

### Энергетика
- Харьковская ТЭЦ-2 «Эсхар» (100 МВт[143])
- Харьковская ТЭЦ-3[144] (86 МВт[145])
- Харьковская ТЭЦ-5 (540 МВт[146] — 30 % потребляемой энергии города[144])

### Промышленность
Харьков — один из крупнейших промышленных центров Украины. Основу производственного потенциала составляют предприятия высокотехнологичных отраслей: энергомашиностроения, электротехнической промышленности, транспортного и сельскохозяйственного машиностроения, приборостроения, радиоэлектроники, авиакосмической промышленности.
На предприятиях Харьковщины изготавливается весь государственный выпуск паровых турбин, 60 % тракторов, 55 % подшипников, почти половина станков с числовым программным управлением, 44 % керамической плитки для внутренней облицовки стен, 23 % шифера, около 20 % цемента, мостовых кранов, каустической соды и асбестоцементных труб и муфт.
- ГП Харьковский завод транспортного машиностроения имени В. А. Малышева. Основан в 1895 году Русским Паровозостроительным и Механическим акционерным обществом как «Харьковский паровозостроительный завод» (ХПЗ) для производства паровозов и различных запчастей к ним. В настоящее время — предприятие транспортного и энергетического машиностроения, работающее в следующих направлениях: гусеничная специальная и транспортная техника; колёсная специальная и транспортная техника; двигатели внутреннего сгорания; продукция производственного назначения; товары бытового назначения[147].
- ГП Завод Электротяжмаш. Основан в 1946 году как предприятие по разработке и выпуску мощных гидрогенераторов, гидрогенераторов-двигателей, турбогенераторов для тепловых и атомных электростанций, электродвигателей для приводов прокатных станов, шахтных подъёмников, буровых установок, снегоочистителей, экскаваторов, кранового оборудования, приводов станков, водяных насосов оросительных каналов[148].
- ПАО Хартрон Предприятие основано в 1959 г. Разработка и производство систем управления для ракетно-космической техники[149].
- ГП Харьковский электромеханический завод. В 1888 году на базе купеческих мастерских в Риге создан «Русско-Балтийский электротехнический завод». До 1915 года, меняя структуру и собственников (1898 — электрическая компания «УНИОН», 1904 — германская фирма «AEG», 1905 — акционерное русское общество «Всеобщая компания электричества» (ВКЭ)), изготавливал электрооборудование для военно-морских судов. В 1915 году из-за войны завод передислоцирован в Харьков. С этого времени начался период преобразования в многопрофильное электротехническое предприятие. 20 декабря 1917 переименован в «Электросила — 1». C 1925 государственное предприятие «Харьковский электромеханический завод» — ХЭМЗ. Всего с участием ХЭМЗа было создано 19 предприятий в России, на Украине, в Беларуси, Молдове, Грузии. Кроме электрооборудования для металлургической и горнодобывающей промышленности, «ХЭМЗ» выпускает комплектные устройства (станции управления, щиты, шкафы управления) для оснащения механизмов; электромагнитные контакторы и автоматические выключатели[150].
- ЗАО Завод Южкабель. Основан в 1943 году, сразу после освобождения Харькова. Сегодня «Южкабель» — крупнейшее предприятие по выпуску кабельно-проводниковой продукции на Украине. Предлагает более 12 000 марко-размеров изделий собственного производства[151].
- ХАРП (Харьковский подшипниковый завод). Завод по выпуску подшипников. Обеспечивает своей продукцией атомные и тепловые электростанции, нефтяные месторождения и угольные шахты, метрополитены и новостройки, железные дороги и городской транспорт. Сегодня Харьковский подшипниковый завод (бывший ГПЗ-8, ныне — ХАРП) занимает лидирующее положение среди предприятий подшипниковой отрасли Украины[152].Турбоатом

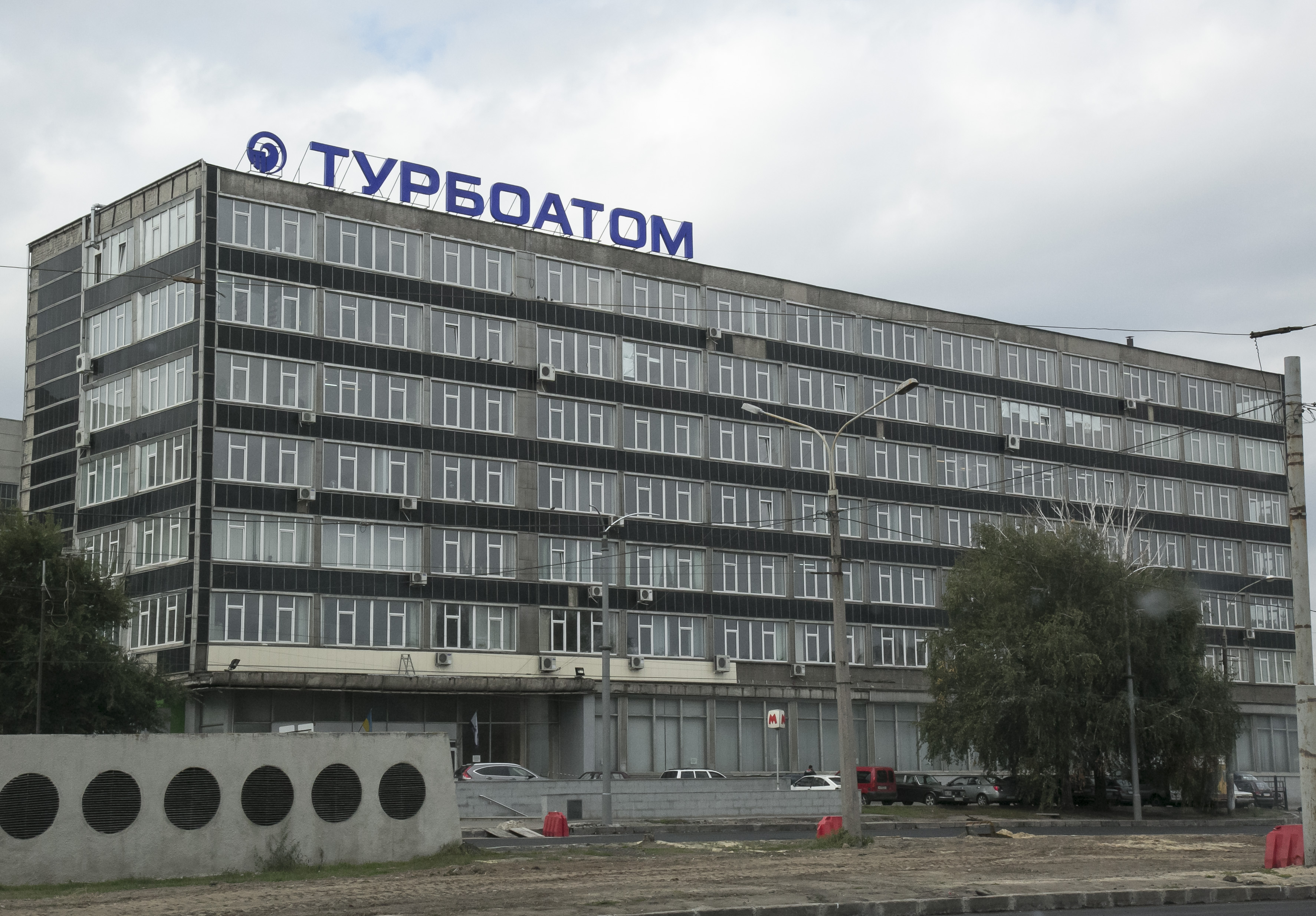
Турбоатом

- ОАО Турбоатом. Головная научная организация энергомашиностроительного комплекса Украины, входит в число ведущих турбостроительных фирм мира. Предприятие специализируется на выпуске паровых турбин для тепловых электростанций, атомных станций, гидравлических турбин для гидроэлектростанций и гидроаккумулирующих электростанций, газовых турбин для ТЭС и паровых установок и другого энергетического оборудования[153].
- ОАО Харьковский тракторный завод (ХТЗ). Первый трактор с конвейера сошёл 1 октября 1931 года. В настоящее время ХТЗ выпускает трактора, дорожно-строительную технику, продукцию для кузнечного и литейного производства, запасные части[154].
- ГП Харьковский приборостроительный завод имени Т. Г. Шевченко (ХПЗ). Многопрофильное, современное структурированное приборостроительное предприятие с юридически самостоятельными подразделениями, имеет высокую степень интеграции с подавляющим большинством замкнутых производственных циклов. Численность работающих на предприятии составляет порядка 3 тыс. человек. Основные виды продукции: телефонные станции, средства телекоммуникации, охраны и сигнализации, АСУ, вычислительные комплексы, бытовая электронная аппаратура и пр[155]
- Харьковский велосипедный завод имени Г. И. Петровского (ХВЗ), был основан в 1923 году в Украинской ССР, являлся одним из основных центров украинского и советского велосипедного машиностроения. Также в Харькове находится Центральное конструкторско-технологическое бюро велостроения (ЦКТБ Вело)[156].
- ХАЗ — Харьковский авиационный завод. Современная продукция — Ан-72, Ан-74, Ан-140. Ранее — Ту-16, Ту-104, Ту-124, Ту-134[157]
- ГП «Харьковский машиностроительный завод «ФЭД»». Производит гидравлические агрегаты, топливные и электрические системы авиационной и космической техники, изделия для подвижного состава железнодорожного транспорта. До середины 90-х выпускал знаменитые фотоаппараты «ФЭД».
- ХЭЛЗ — Харьковский электротехнический завод. Выпускает более 5 тыс. конструктивных, электрических, климатических и монтажных видов электродвигателей для всех отраслей промышленности и аграрного комплекса, а также широкий ассортимент электронасосов (поверхностные центробежные, погружные дренажные, скважинные насосы и автоматические насосные установки на базе струйно-центробежных насосов)[158]
- Харверст — Харьковский станкостроительный завод. Предприятие специализируется на выпуске широкой гаммы круглошлифовальных станков. Вальцешлифовальные станки, предназначенные для шлифовки валков прокатных станов на металлургических предприятиях, также были впервые разработаны и изготовлены на станкозаводе. Такие модели как 3415К, 3415Е, 3417В известны практически всем металлургам бывшего союза. Они зарекомендовали себя как надёжные, неприхотливые в эксплуатации и техническом обслуживании машины, которые долгие годы эксплуатировались и продолжают эксплуатироваться на металлургических предприятиях[159].
- ПАО "Харьковский машиностроительный завод «Свет шахтёра». Одно из старейших машиностроительных предприятий, основан в 1891 году[160].
- Харьковский вагоноремонтный завод — завод, специализирующийся на ремонте пассажирских вагонов и выпуске запасных частей[161].
- Харьковская бисквитная фабрика — ведущее кондитерское предприятие в городе Харькове.
- ГНПП «Объединение „Коммунар“». Производит комплексы систем управления для ракетной техники и двигателей производства ОАО «Мотор-Січ» (Запорожье), антиобледенительные системы и системы кондиционирования воздуха для самолётов серии «Ан», бытовые приборы учёта электроэнергии и воды, приборы и оборудование для железных дорог, сварочные аппараты и бытовые газовые печи, 12 моделей телевизоров под торговой маркой «Мастер» с электронными трубками, плазменными и жидкокристаллическими экранами.
- Корпорация «Техноком». Производство лапши быстрого приготовления под торговой маркой «Мивина»[162]
- ГП МОУ «Харьковский автомобильный ремонтный завод № 126»[163].
- АОЗТ «Харьковский коксовый завод». Производственная мощность коксовых батарей завода — 225 тыс. т кокса в год[164].
- ПАО "Харьковский канатный завод". Одно из старейших предприятий лёгкой промышленности, основан в 1890 году[165]
- ГП «Харьковский завод шампанских вин» — введён в эксплуатацию 20 января 1941 году[166].

### Предприятия, прекратившие своё существование в 1990—2000-х гг.
- Кондиционер (завод), НИИ и завод. Цеха перестроены под супермаркет и завод пластиковых окон
- Серп и молот, первоначально Гельферих-Саде, моторостроительный завод, выпускавший рядные дизели марки СМД для сельскохозяйственной техники — тракторов и комбайнов. Территория продана как технопарк в начале 2007.

- ХЗТД — Харьковский завод тракторных двигателей. Банкрот с 2005 года. Сейчас на месте завода офисный центр и складские помещения.
- Ивановский пивоваренный завод. Взорван в марте 2007 года.
- Харьковский элеватор. Банкрот с 1995 года.
- Проектно-технологическое бюро Минприроды Украины. Упразднено в 1995 году. Всё основное имущество и документация передано в инженерно-экологический фонд Минприроды Украины.
- Харьковский кожевенный завод.
- Харьковский завод «Поршень» ОАО Автрамат. Предприятие, специализировавшееся на производстве поршней для различных видов автомобилей, сельскохозяйственной техники, водного и железнодорожного транспорта. В 2014 году объявлен банкротом и ликвидирован.
- Харьковский домостроительный комбинат № 1. Крупнейшее предприятие по производству сборного железобетона и строительству. С 60-х по 80-е годы XX века построены жилые районы Павлово Поле, Салтовка, Алексеевка, Роганский ж/м.
- Харьковский завод «Радиодеталь», упразднён в 1998 г.
- «Элеватормельмаш» (Новая Бавария, возле меховой фабрики).
- Харьковская чулочная фабрика.
- Харьковская меховая фабрика.
- Харьковский завод электромонтажных изделий (ЗЭМИ-2). Ликвидирован в 2012 году.

### Транспорт
Современный Харьков — один из крупнейших транспортных узлов страны (железные и шоссейные дороги, международный аэропорт). В городе действует разветвлённая сеть уличного общественного транспорта: маршрутных такси, автобусов, троллейбусов, трамваев.
Метро: С 1975 года действует метрополитен, состоящий из 3 линий, общая длина 39,6 км. Строительство метро продвигается медленно и не постоянно. Последняя станция на Алексеевской линии метро в северном направлении — «Победа» строилась с начала 1990-х по 2016 год (открыта для пассажиров с 25.08.16), несколько раз строительство замораживалось. На различных схемах харьковского метрополитена есть перспективные станции во всех направлениях, и даже перспективные новые линии. К примеру от станции «Академика Барабашова» по направлению просп. Юбилейного отходит ветка из трёх станций, но такое строительство маловероятно ввиду невостребованности, троллейбусы и маршрутки справляются с нагрузкой. От станции «Героев Труда» Салтовской ветки до станции «Индустриальной» Холодногорско-Заводской ветки метро на схемах проходит перспективная линия через весь салтовский жилмассив.
- Железнодорожный транспорт
- Малая Южная железная дорога

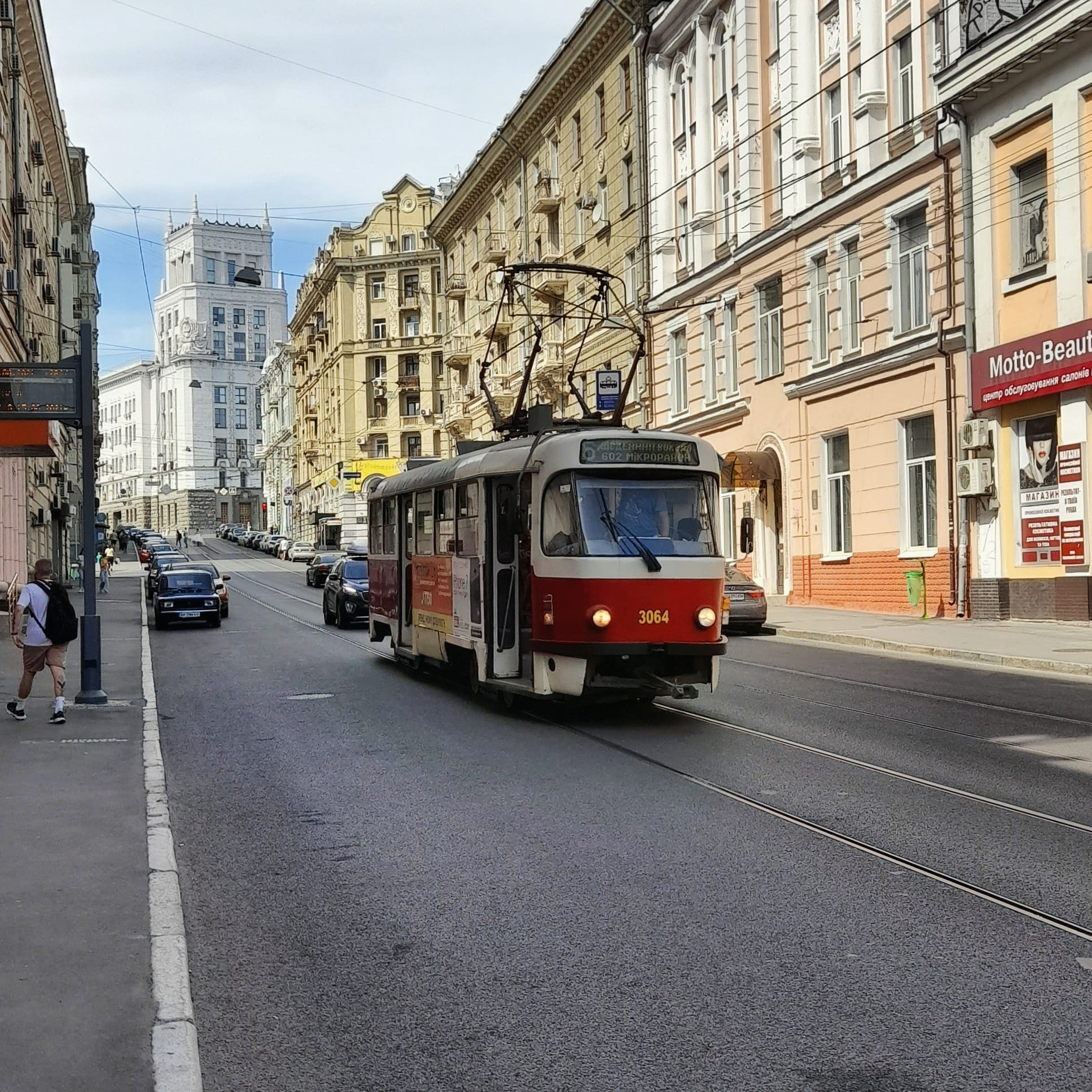
Харьковский метрополитен
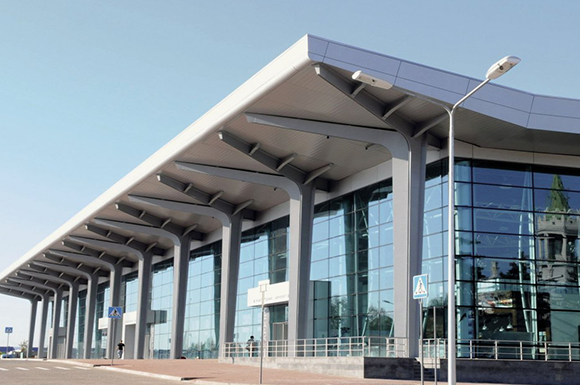
Харьковский аэропорт
- Харьковская канатная дорога
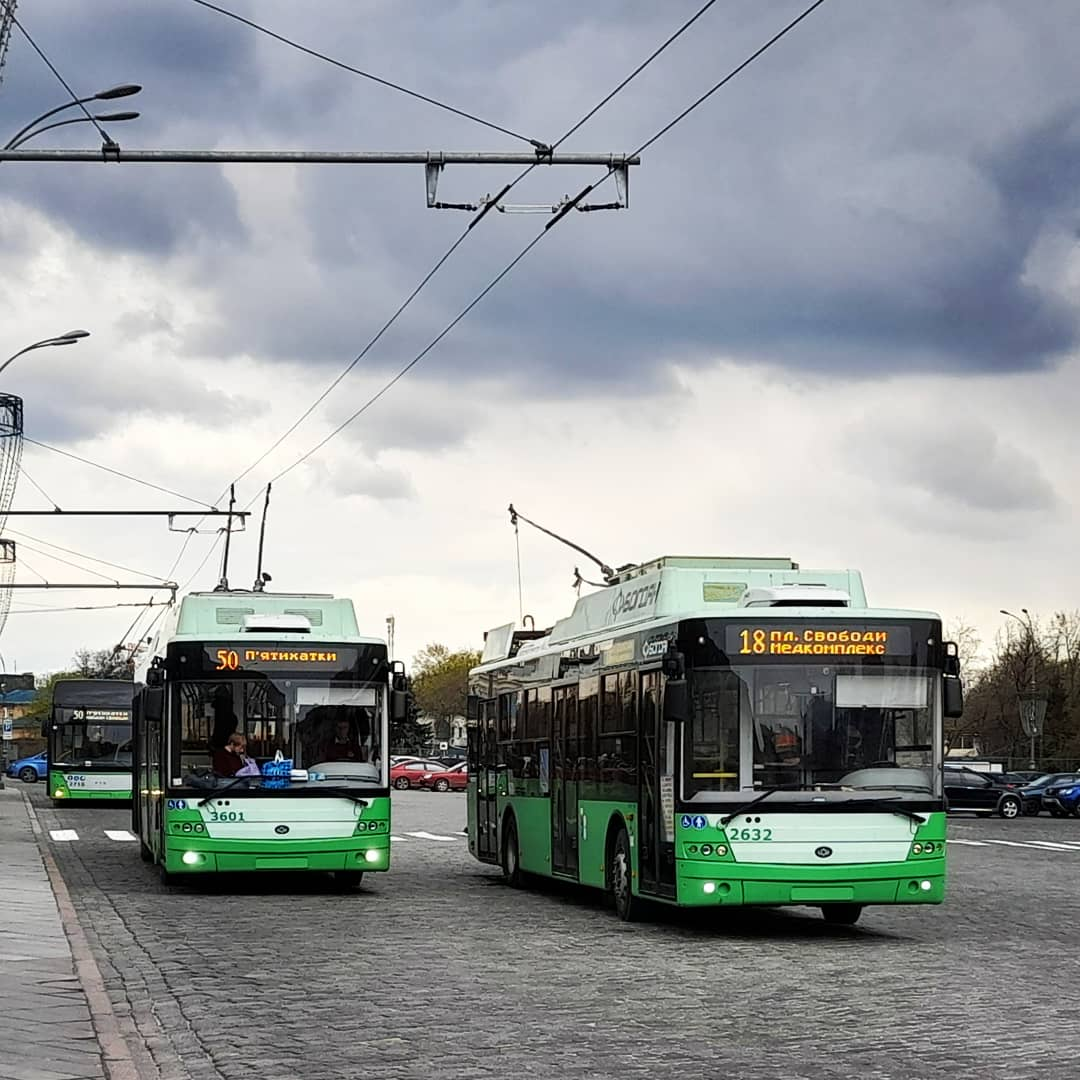
Харьковский трамвай
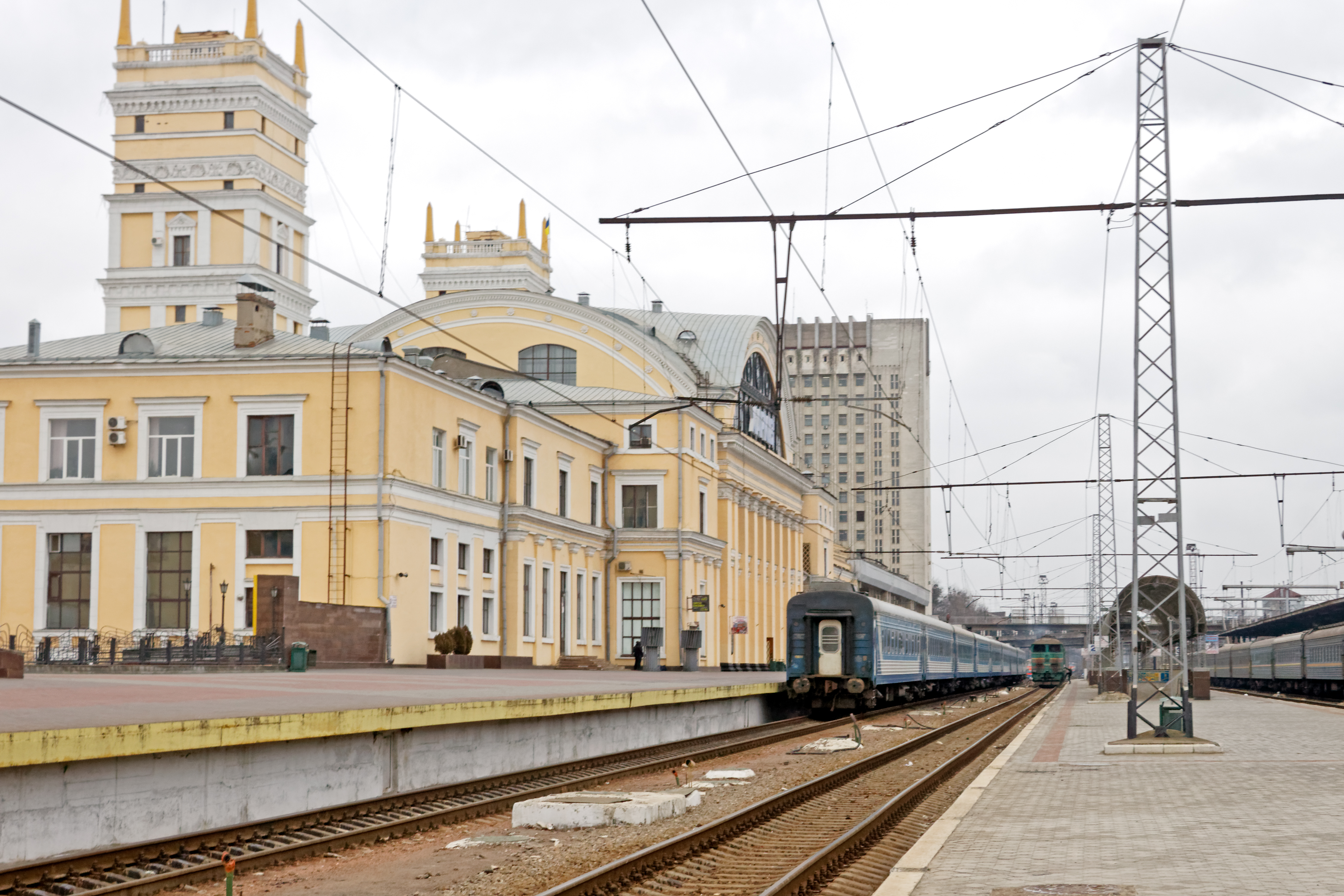
Харьковский железнодорожный вокзал
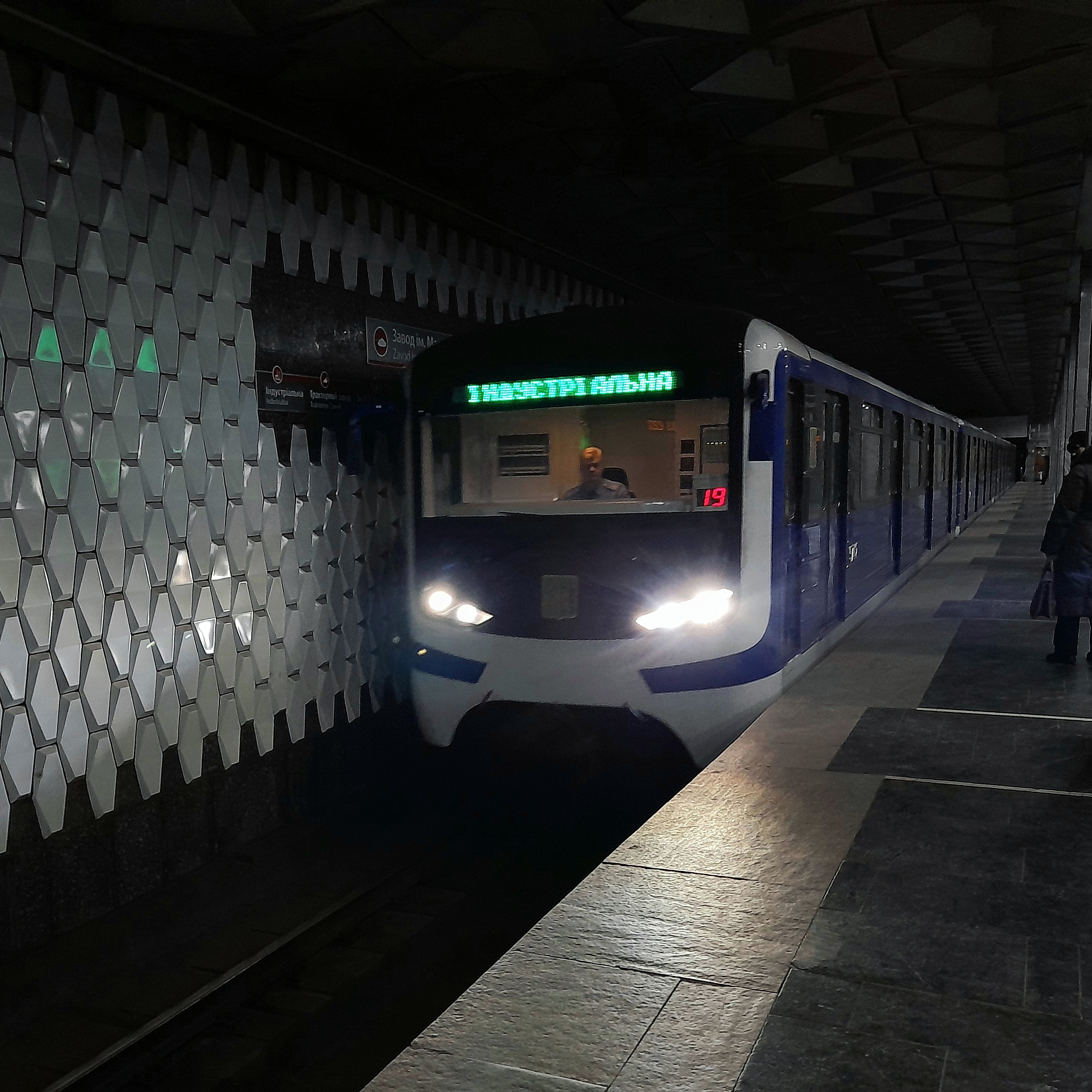
Харьковский троллейбус
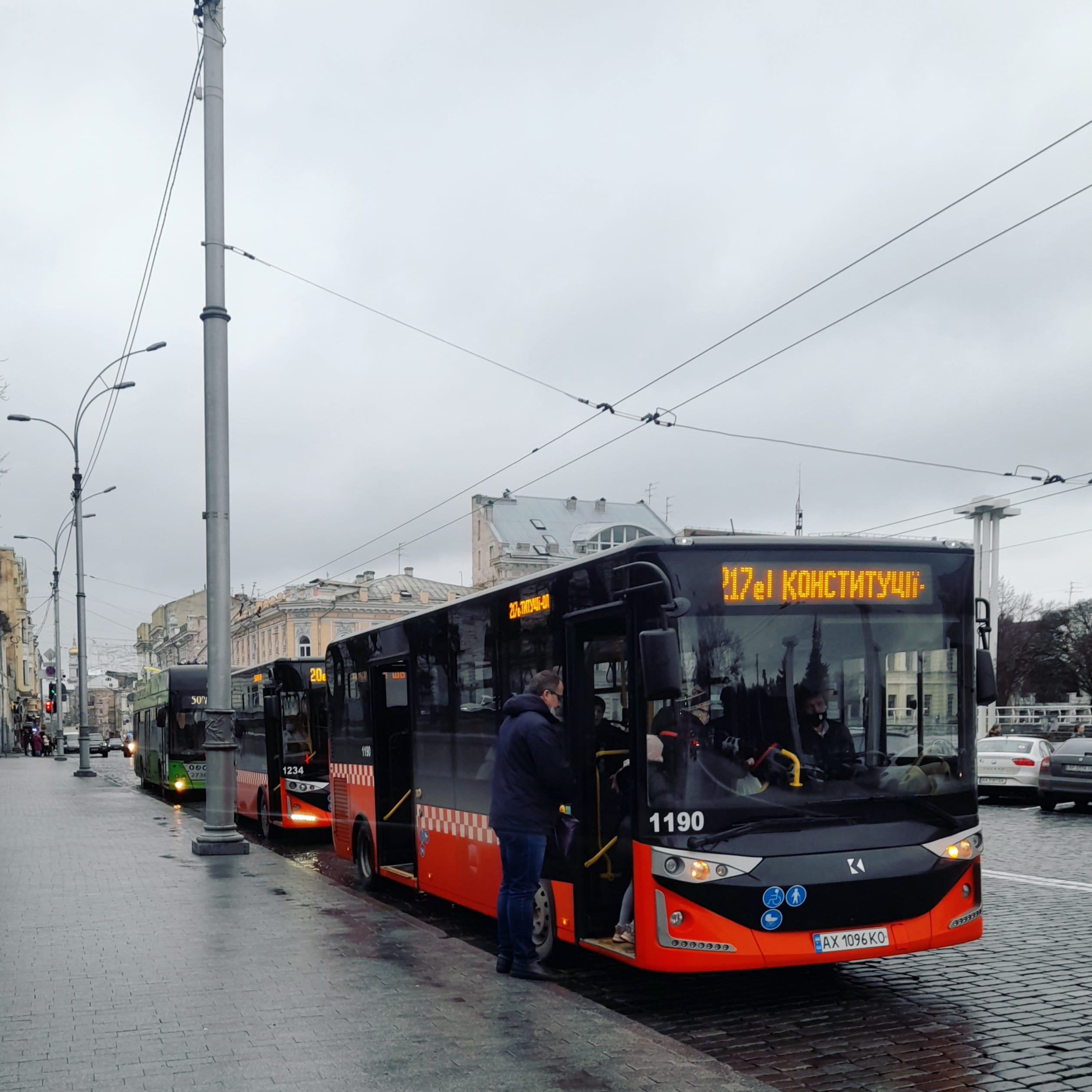
Харьковский автобус

- Харьковский трамвай
- Харьковский аэропорт
- Харьковский троллейбус
- Харьковский железнодорожный вокзал
- Харьковский метрополитен
- Харьковский автобус

## Наука и образование

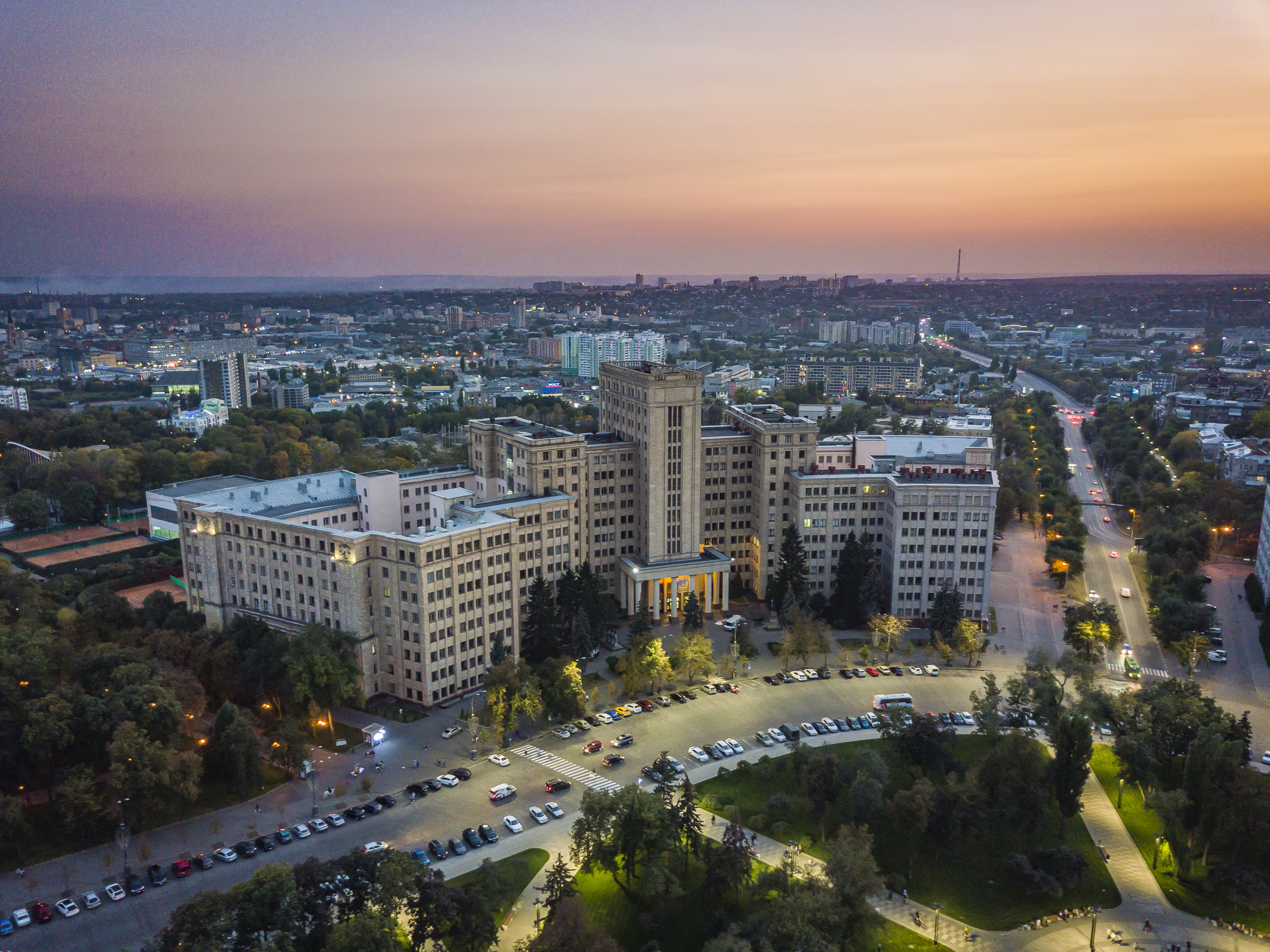
Харьковский национальный университет имени В. Н. Каразина

### Образование
По состоянию на 2004 год в городе работало около 80 высших учебных заведений (из них большинство ПТУ, записанные приказом Министерства образования и науки Украины в 2000-е годы в вузы низшего уровня аккредитации), в которых учится более 230 тыс. студентов. Количество «настоящих» государственных вузов города на 1941 год — 36, на 1947 — 27, на 1991 год (без училищ МВД и военных) — 21.
В вузах Харькова обучается более 200 тысяч студентов, в том числе около 12 тысяч — иностранных.

### Академическая наука

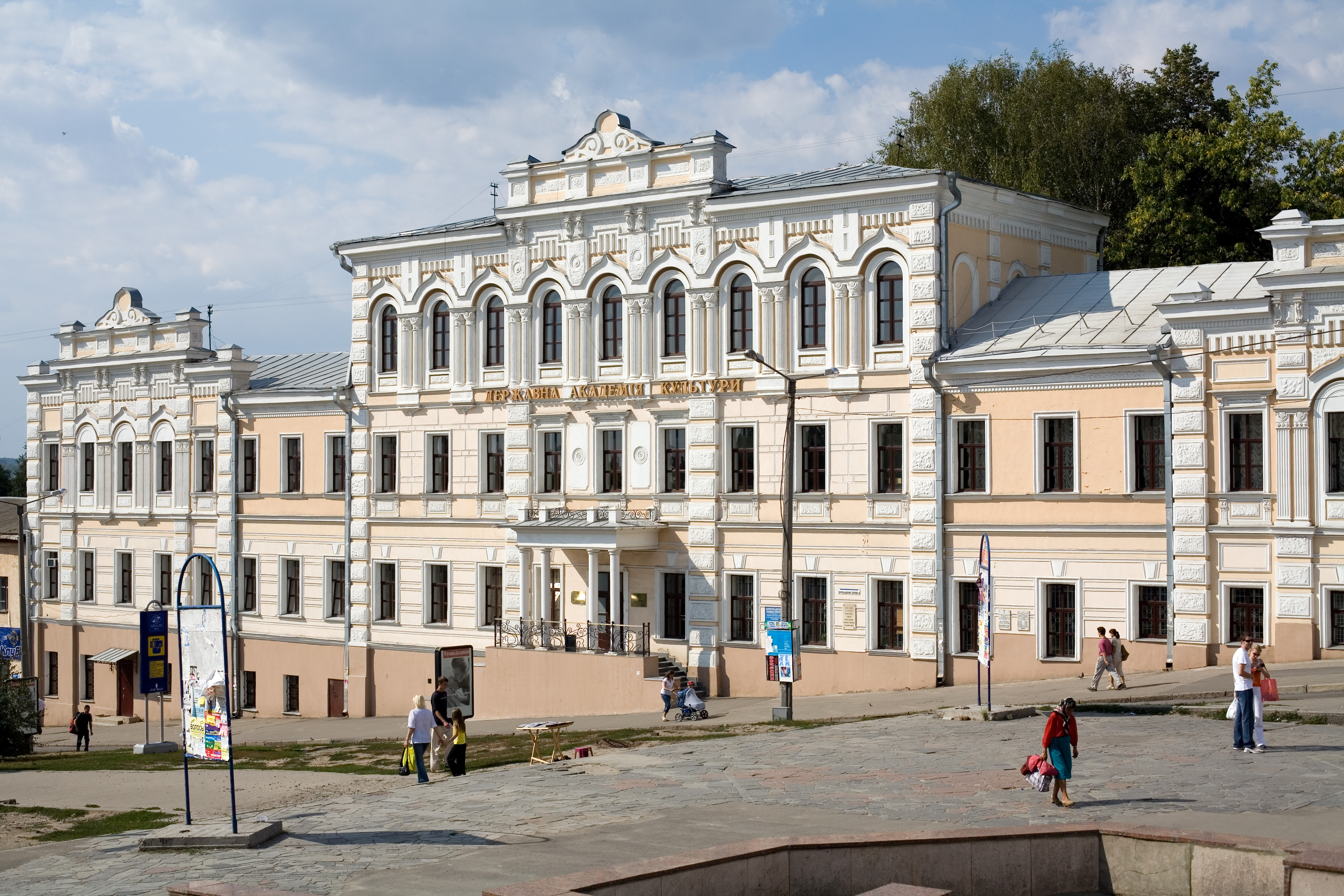
Харьковская государственная академия культуры

- Национальный юридический университет им. Ярослава Мудрого
- Институт проблем машиностроения им. А. Н. Подгорного Национальной академии наук Украины.
- ННЦ ХФТИ — Национальный научный центр «Харьковский физико-технический институт» (впервые в СССР расщеплено атомное ядро).

Впервые в Советском Союзе ядро атома (лития) было расщеплено в Харькове в 1932 году. Произошло это в самом центре города, в старом корпусе УФТИ — ныне ННЦ «ХФТИ», между нынешними улицами Гуданова и Чайковского.

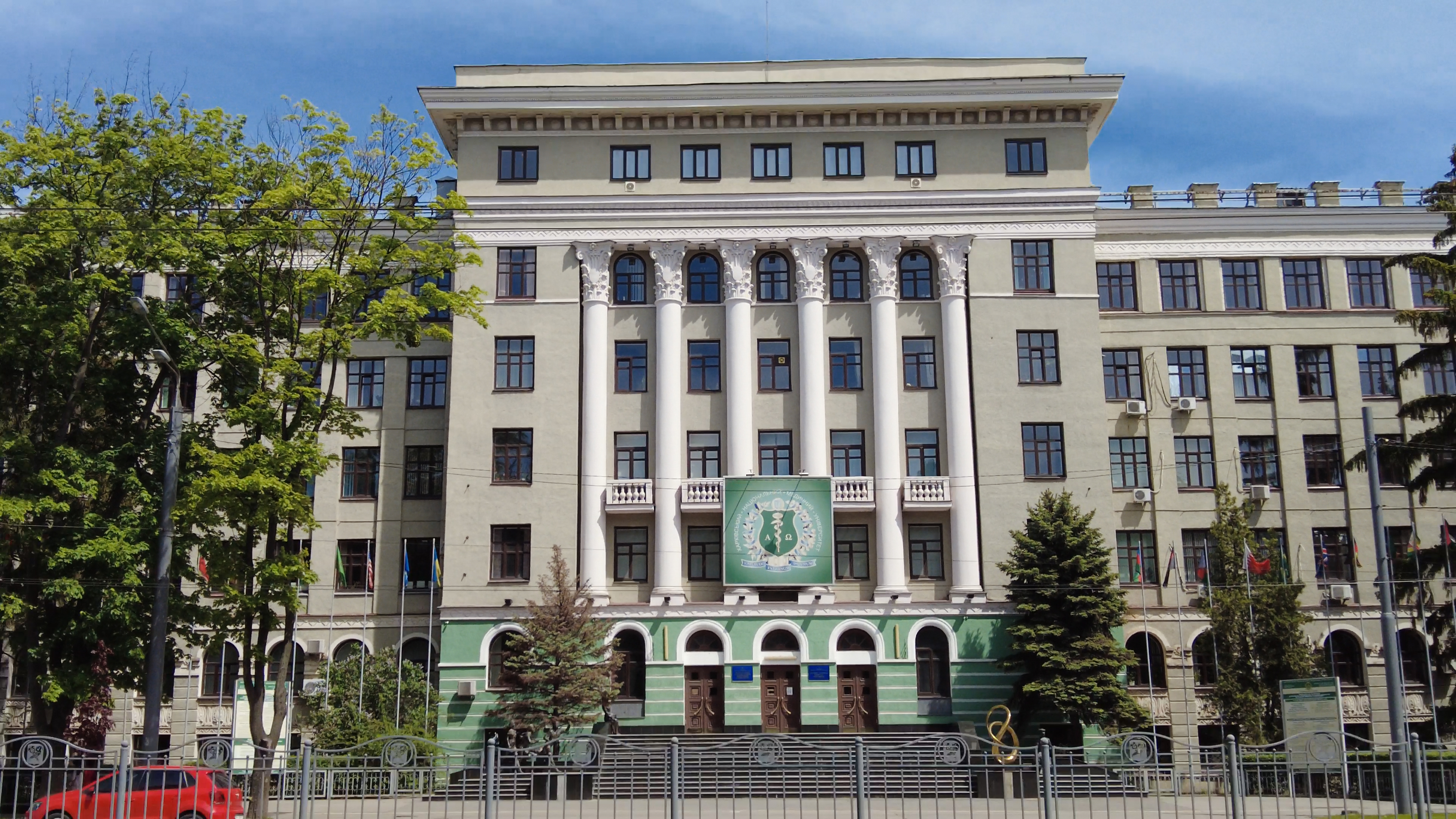
Харьковский национальный медицинский университет

- Физико-технический институт низких температур им. Б. И. Веркина НАН Украины.
- Научно-технологический комплекс «Институт монокристаллов» НАН Украины.
- Обсерватория Харьковского университета.
- Харьковский национальный университет им. В. Н. Каразина
- «Энергосталь» (бывший ВНИПИЧерметэнергоочистка) — Государственное агентство Украины по управлению государственными корпоративными правами и имуществом государственное предприятие «Украинский Научно-Технический Центр Металлургической Промышленности „Энергосталь“» (ГП «УкрНТЦ „Энергосталь“») создан в результате слияния НИПИ «Энергосталь» и УкрНИПКТИ «Металлургмаш»[169].
- Гипросталь — государственный институт промышленности «Сталь». C 2004 г. структурно входит в состав ГП «УкрНТЦ „Энергосталь“»[169].
- Институт радиофизики и электроники им. А. Я. Усикова НАН Украины.
- Радиоастрономический институт Национальной академии наук Украины. Располагает крупнейшим в мире (эффективная площадь 150 000 м²) радиотелескопом декаметрового диапазона УТР-2, расположенным недалеко от пос. Граково Харьковской области.
- Академия правовых наук Академии наук Украины (единственная отраслевая академия, расположенная вне Киева).
- Институт проблем криобиологии и криомедицины НАН Украины (Лысая Гора)

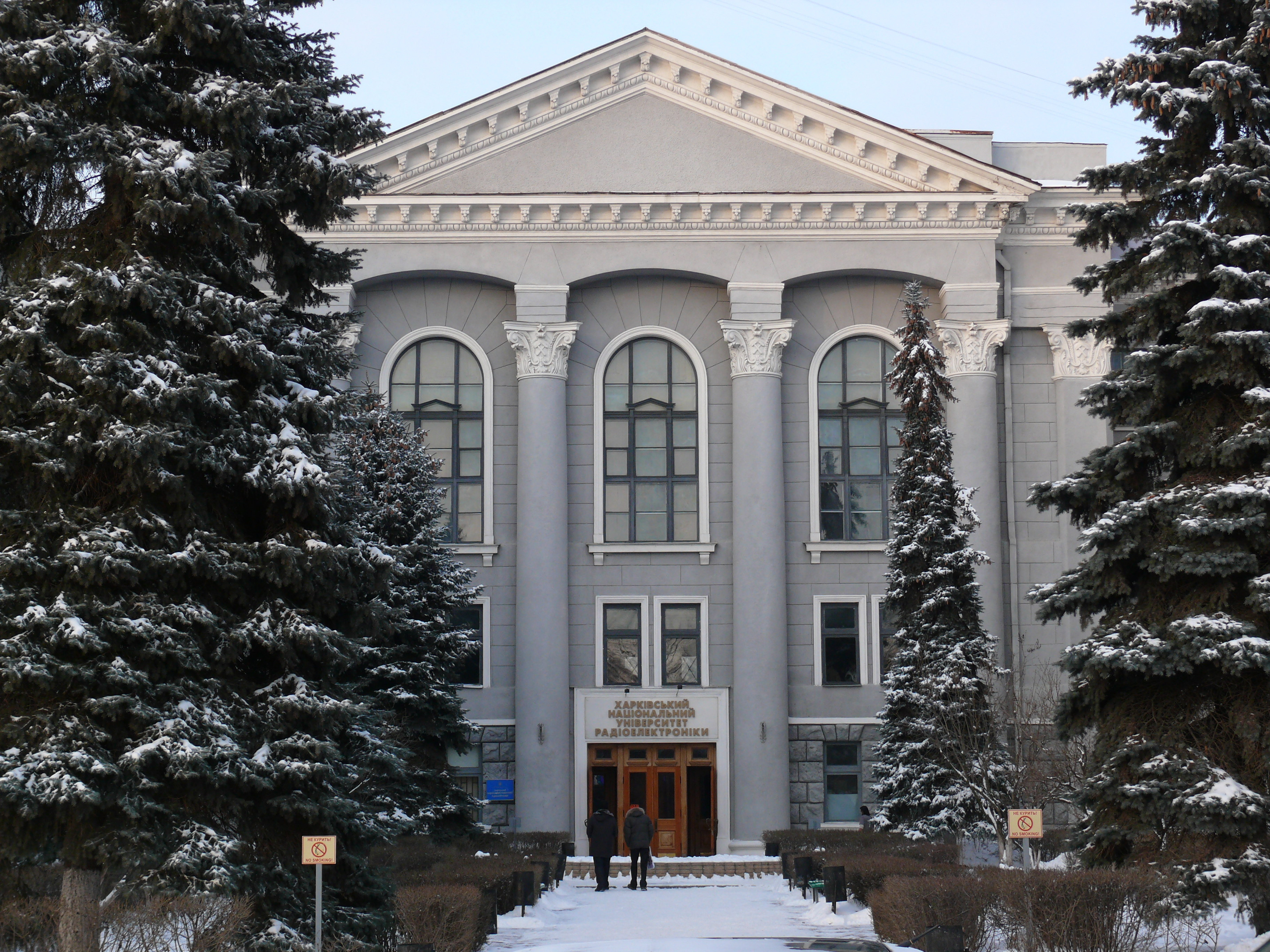
Харьковский национальный университет радиоэлектроники

- УкрНИИгаз — Украинский научно-исследовательский институт природных газов.
- Харьковская государственная академия культуры
- Институт микробиологии и иммунологии им. И. И. Мечникова НАМН Украины
- Институт растениеводства[укр.] им. В. Я. Юрьева НААН Украины

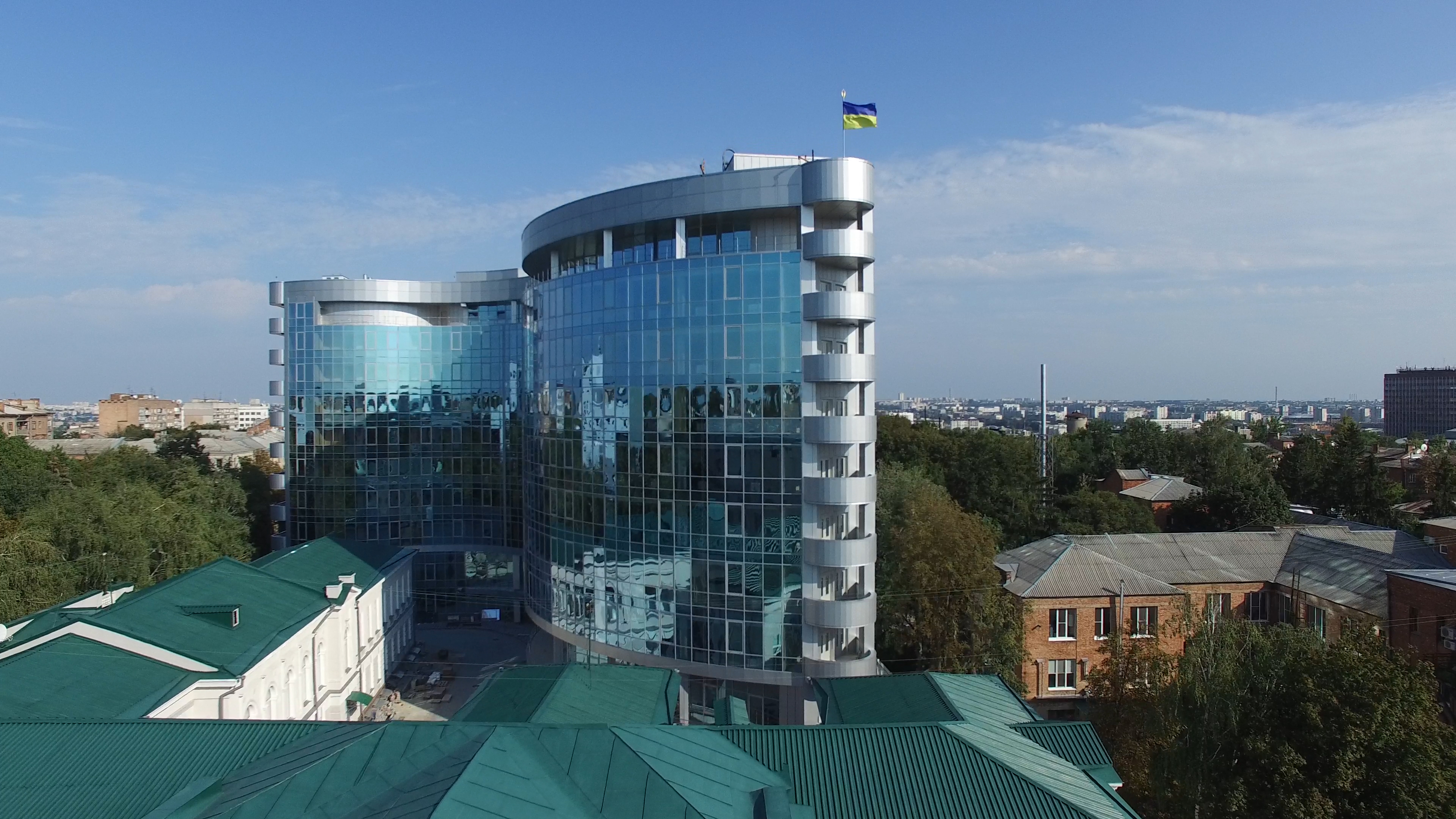
Учебно-библиотечный комплекс НЮУ им. Ярослава Мудрого

- Институт общей и неотложной хирургии имени Владимира Терентьевича Зайцева
- Институт патологии позвоночника и суставов НАМН Украины им. М. И. Ситенко
- Институт неврологии, психиатрии и наркологии АМН Украины
- Институт дерматологии и венерологии АМН Украины
- Институт терапии имени Л. Т. Малой АМН Украины
- Харьковский национальный университет городского хозяйства им. А. Н. Бекетова
- Харьковский национальный экономический университет имени Семёна Кузнеца (ХНЭУ им. С. Кузнеца)
- Харьковский национальный университет внутренних дел

### Литература

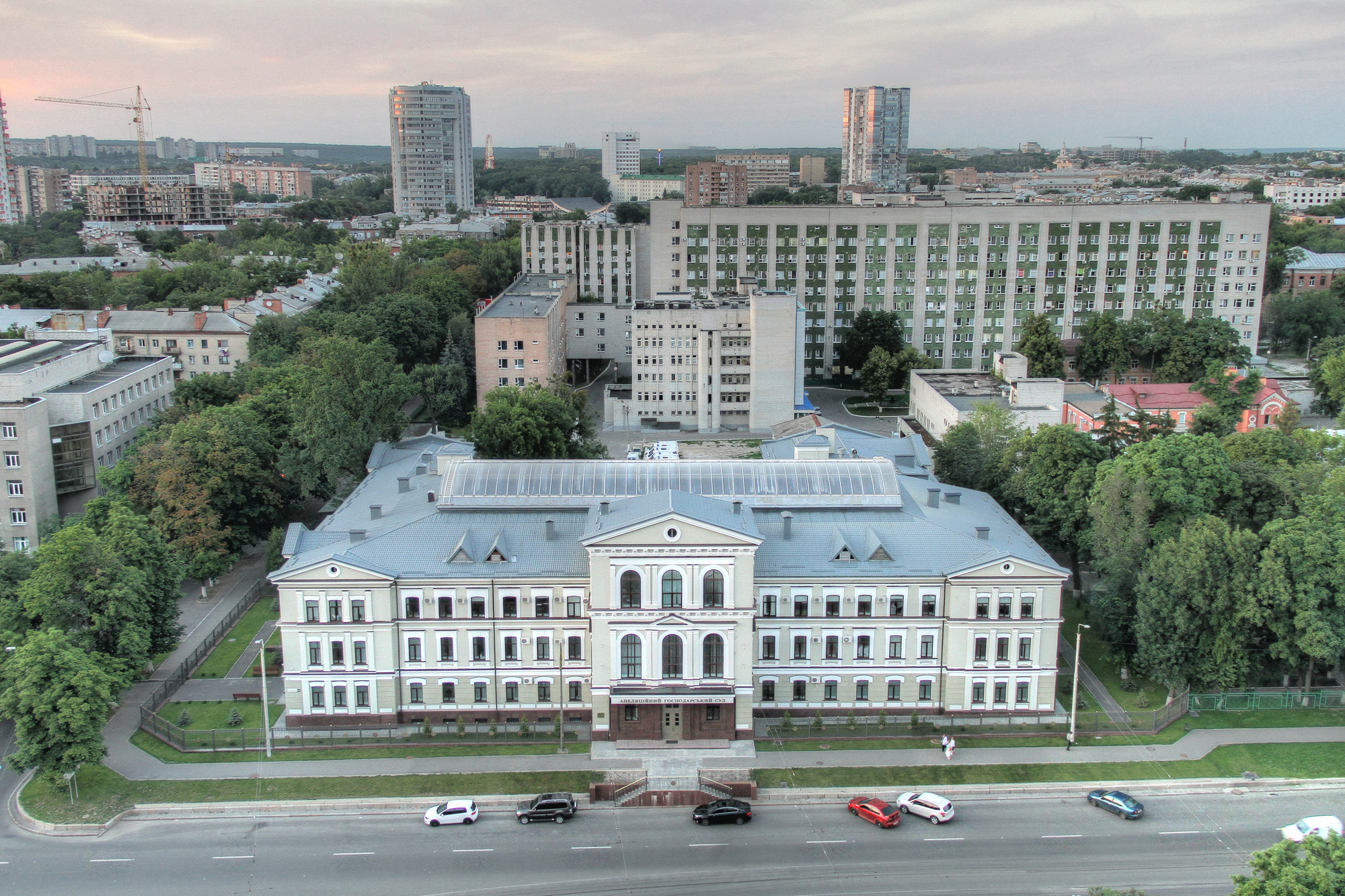
Харьковский апелляционный хозяйственный суд

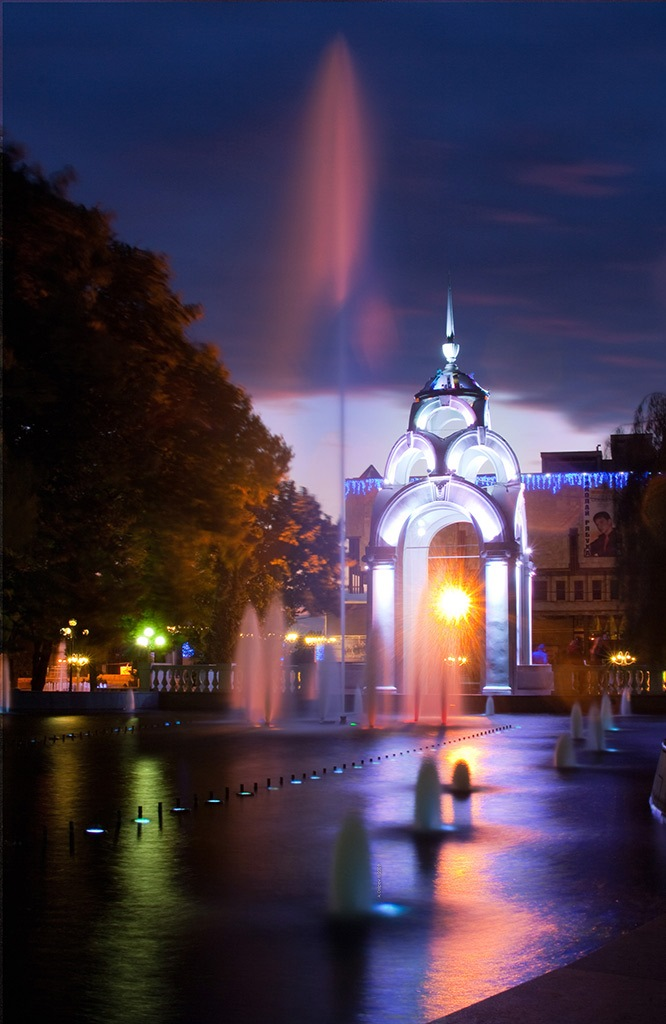
«Зеркальная струя», визитная карточка города

Памятник Тарасу Шевченко

## Культура

### Театры

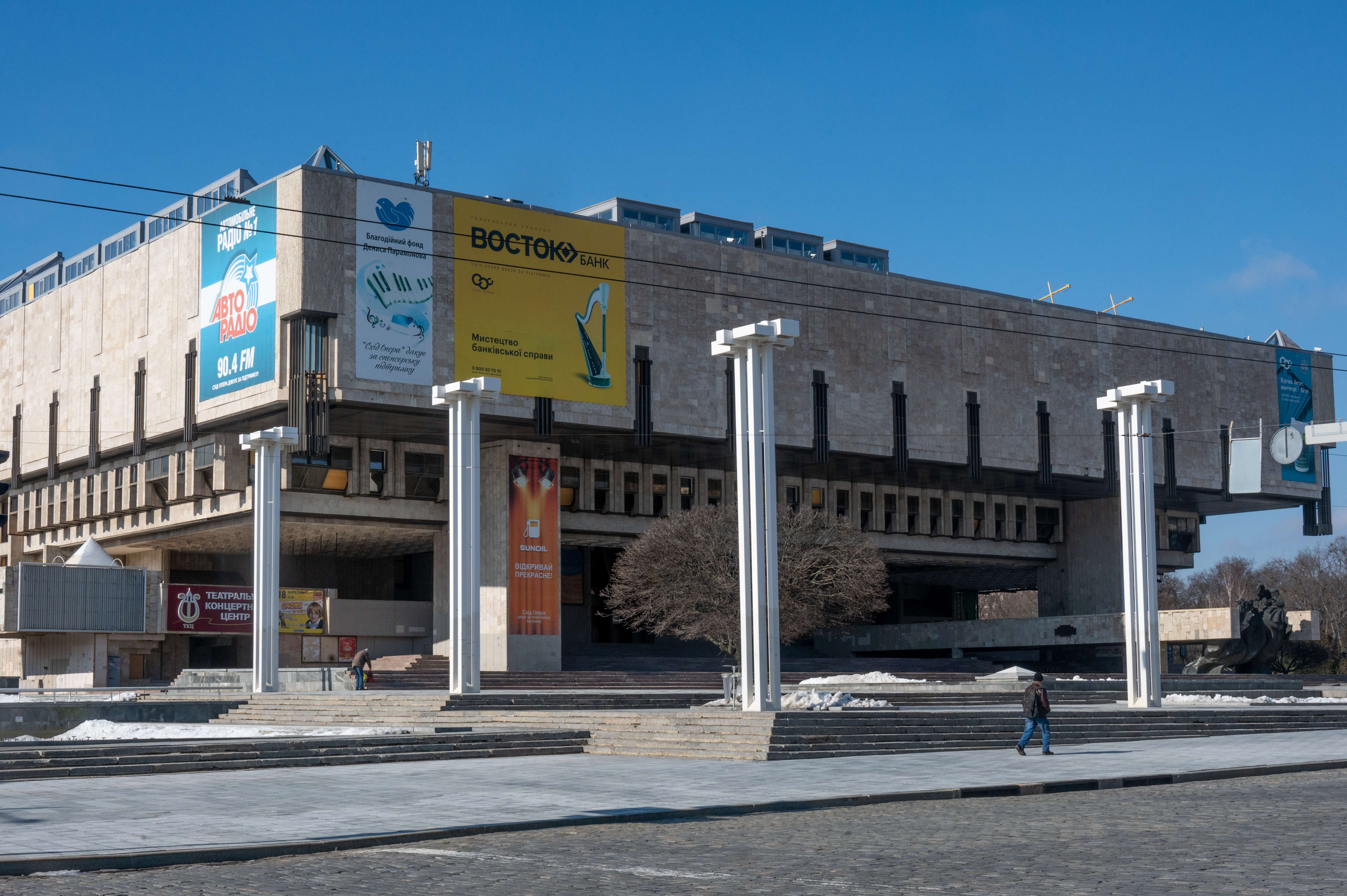
Харьковский театр оперы и балета имени Н. В. Лысенко

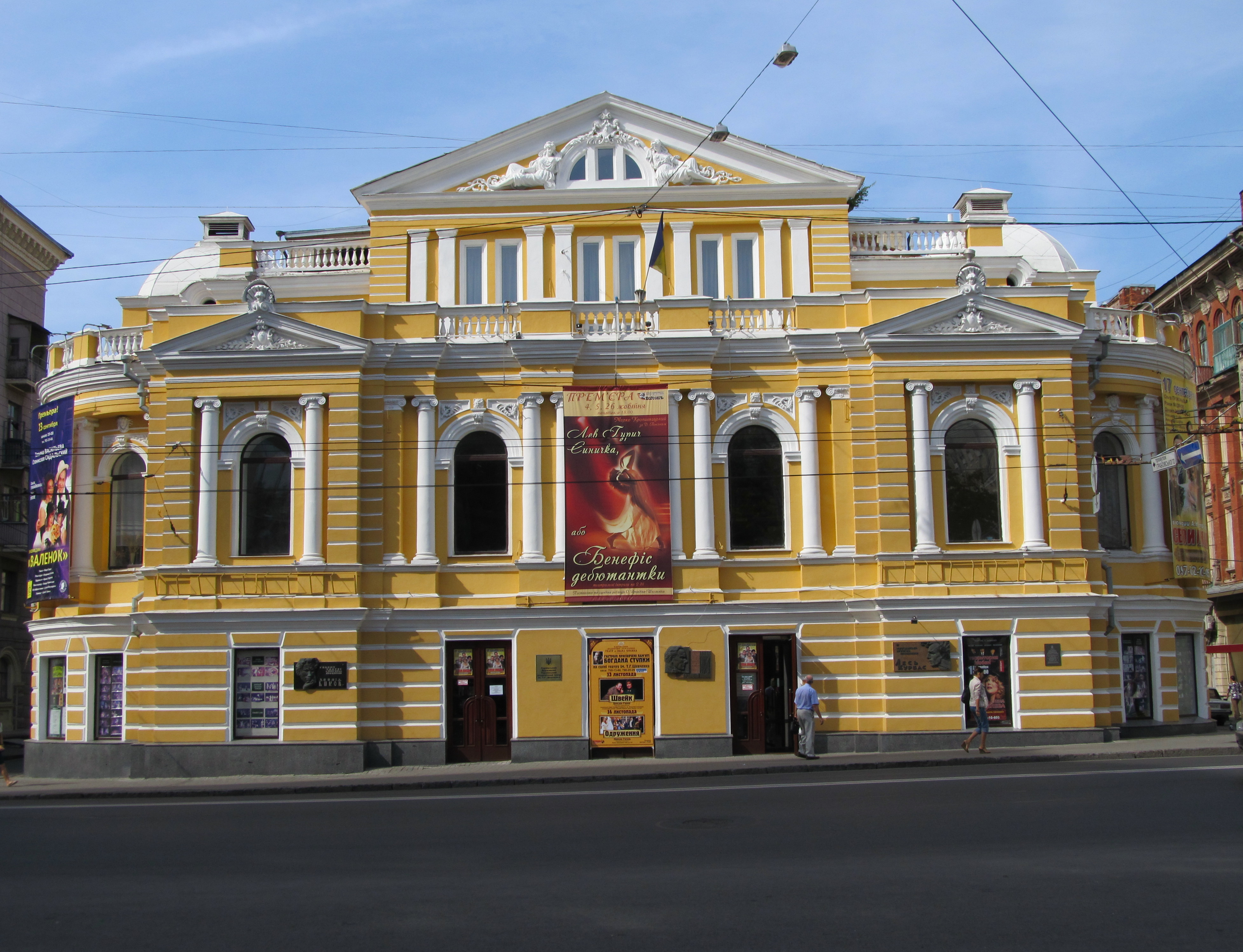
Харьковский государственный академический украинский драматический театр имени Т. Шевченко

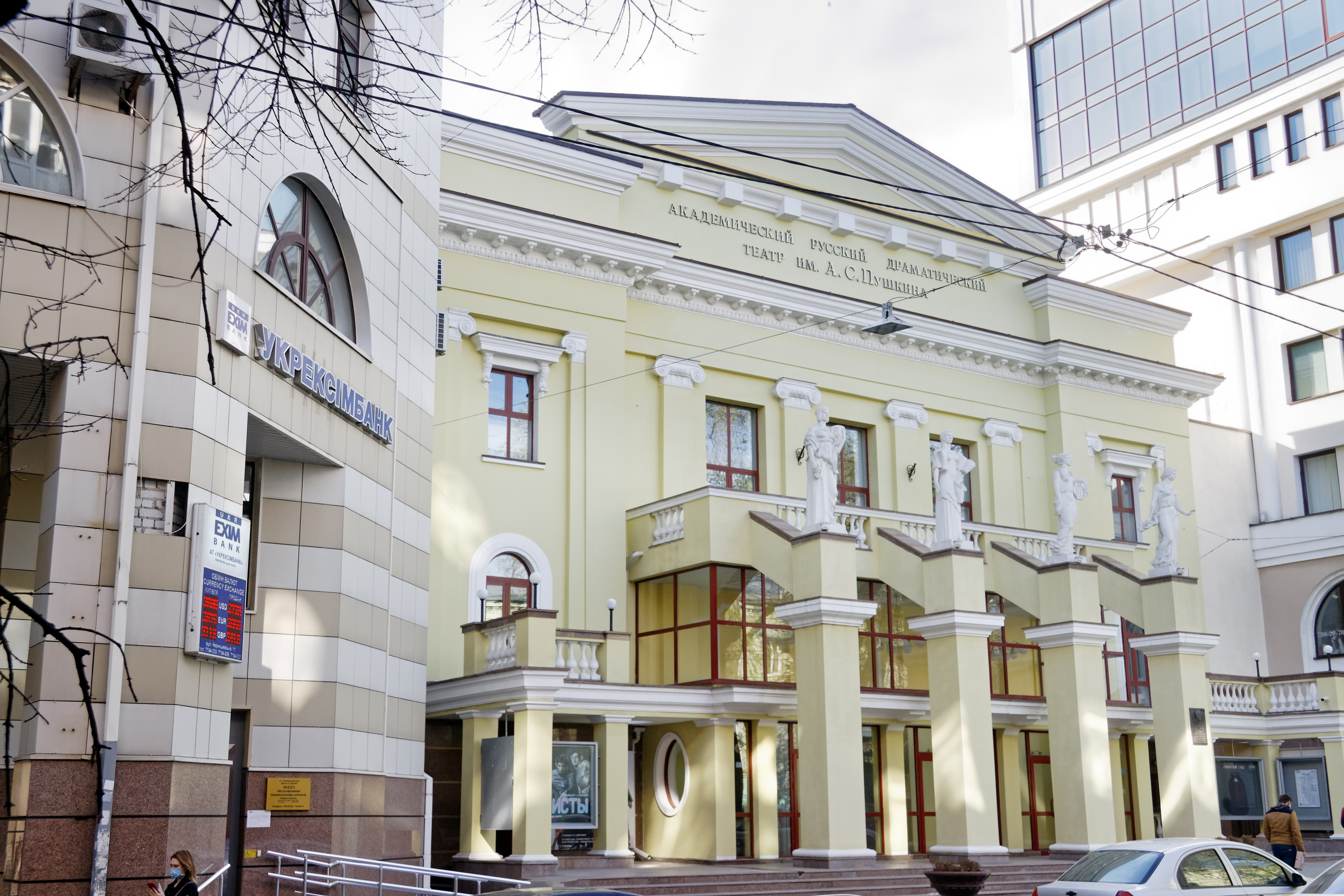
Харьковский академический драматический театр

- Харьковский театр оперы и балета имени Н. В. Лысенко (ХНАТОБ, Сумская ул., 25)
- Харьковский государственный академический украинский драматический театр имени Т. Шевченко (Сумская ул., 9)
- Харьковский академический драматический театр (Чернышевская ул., 11)
- Харьковский театр для детей и юношества (бывший Юного зрителя, ул. Полтавский Шлях, 18)
- Харьковский театр кукол (пл. Конституции, 24)
- Харьковский академический театр музыкальной комедии (Благовещенская ул., 32)
- Харьковский дом актёра имени Леся Сердюка (ул. Манизера, бывшая Красина, 3)
- Харьковский авторский театр «Котелок» (там же)
- Театр 19 (там же)
- Харьковский «Театр в театре» (там же)
- Харьковский «Театр для людей» (там же)
- Харьковский театр Марии Коваленко (там же)
- Может быть (там же)
- Харьковский театр «Ника» (там же)
- Харьковский театр одесского разлива «Ланжеронъ» (там же)
- Харьковский театр французской комедии «Дель Пьеро» (там же)
- Харьковское объединение «Лаборатория театра» (там же)
- Харьковский продюсерский центр «New Format»(там же)
- Харьковский центр современного искусства «Новая Сцена» (там же)
- Харьковский театр «P. S.» («Post Scriptum») (Дом архитектора; ул. Дарвина, 9)
- Харьковский театр «Мадригал» (ДК ФЭД; Сумская ул., 132)
- Харьковский театр «На Жуках» (пос. Жуковского, левое крыло частной гимназии «ОЧАГ»; Астрономическая ул., 41)
- Харьковский театр «На Лермонтовской, 27» (ХГУ «НУА»; Лермонтовская ул., 27)
- Харьковский театр «Каламбур» (Детский дворец культуры; просп. Тракторостроителей, 55)
- Харьковский театр «Пари-Комик» (ул. Ярослава Мудрого, 30/32)
- Театр «Мастерская 55» (Чернышевская ул., 79)
- Учебный театр «5-й поверх» (там же)

### Музеи
- Харьковский исторический музей имени Н. Ф. Сумцова (Университетская ул., 5).
- Харьковский художественный музей (ул. Жён Мироносиц, 11).
- Харьковский литературный музей (ул. Багалея, 6).
- Харьковский музей природы (ул. Тринклера, 8).
- Харьковский частный музей городской усадьбы (как музей не существует, ул. Веснина).
- Научно-просветительский музей сексуальных культур мира (Мироносицкая ул., 81а).
- Анатомический музей.
- Харьковский морской музей (ул. Жён Мироносиц, 13).
- Музей археологии при университете.
- Музей истории органов внутренних дел.
- Музей истории Южной железной дороги (ул. Котлова, 83).
- Музей истории пожарной службы Харькова.
- Музей городского транспорта.
- Музей КП «Вода» (Большая Гончаровская ул.).
- Музей «Скорой помощи» (Конторская ул.).
- Харьковский музей кукол (пл. Конституции, 24).
- Музей народного искусства Слобожанщины (ул. Жён Мироносиц, 9).
- Харьковский музей Холокоста (ул. Ярослава Мудрого).
- Мемориальный музей-квартира семьи Гризодубовых (Мироносицкая ул., 54б).
- Клуб-музей Клавдии Шульженко (Байкальский пер., 1).
- Музей истории женщин, истории женского и гендерного движения

### Галереи
- Городская художественная галерея
- Галерея «АВЭК»
- Культурный центр имени Н. К. Рериха
- Центр современного искусства «Ермиловцентр»
- Галерея «Харьковская сирень»

### Крупнейшие библиотеки

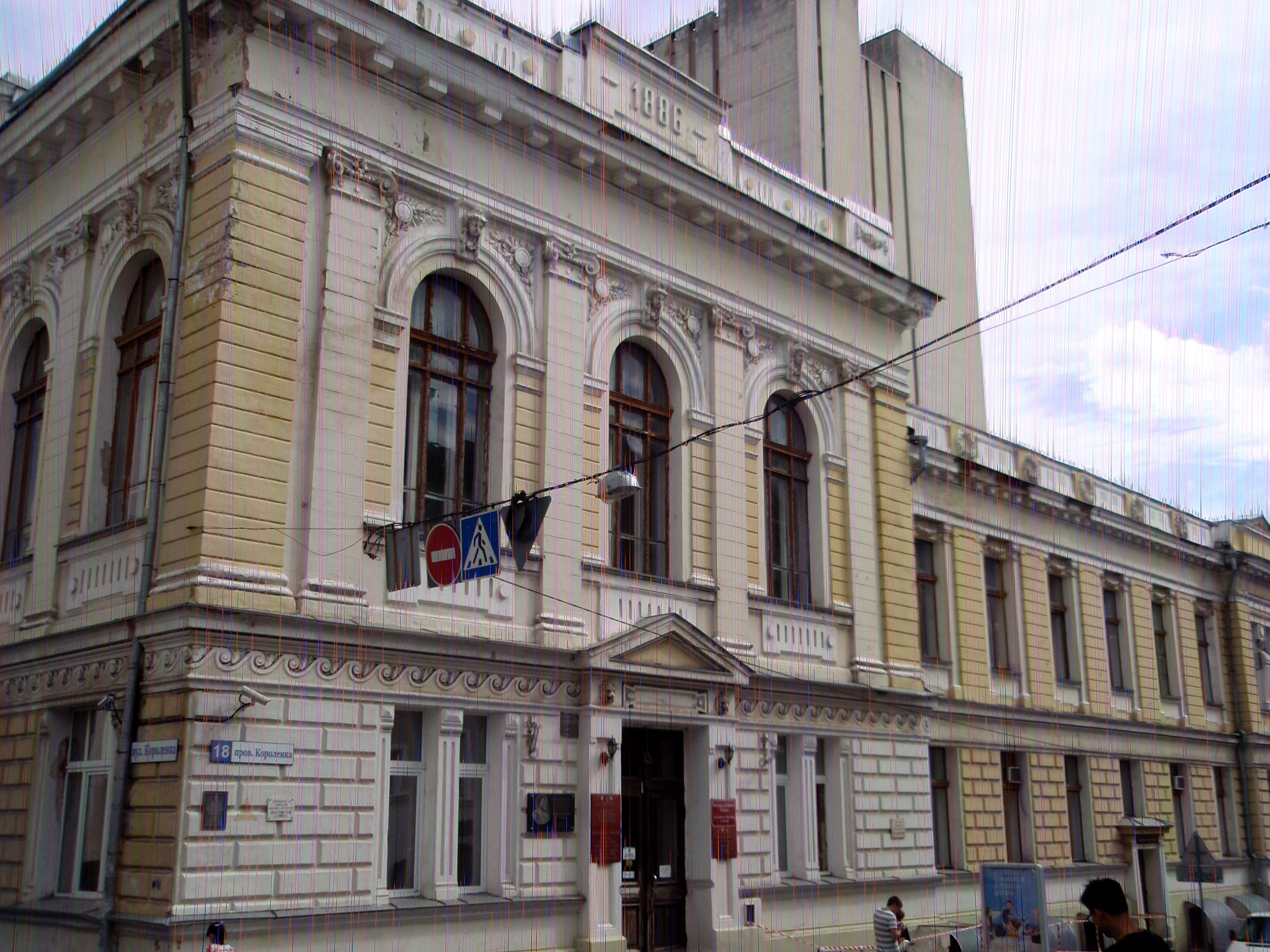
Харьковская государственная научная библиотека имени В. Г. Короленко

- Харьковская государственная научная библиотека имени В. Г. Короленко (входит в тройку крупнейших книгохранилищ Украины и самая большая библиотека на Левобережье[170])
- Центральная научная библиотека ХНУ им. Каразина[171][172]
- Медицинская библиотека[173]
- Харьковская областная универсальная научная библиотека
- Музыкально-театральная библиотека им. К. С. Станиславского[174]
- Библиотека для слепых

### Фестивали
- Биеннале современного искусства «Non Stop Media»
- Международный ежегодный книжный фестиваль «Мир Книги».
- Международный музыкальный фестиваль «Харьковские ассамблеи».
- Международный фестиваль классической музыки «Владимир Крайнев приглашает».
- Международный кинофестиваль «Харьковская сирень».
- Ежегодный фестиваль писателей-фантастов «Звёздный мост».
- Ежегодный этнографический и музыкальный фестиваль «Печенежское поле».
- Международный ежегодный детский телевизионный фестиваль «Дитятко».
- Международный ежегодный детский фестиваль подводных изображений «Живая вода — Дельта»[175].
- Международный ежегодный рекламно-маркетинговый фестиваль «Remarketing Архивная копия от 30 декабря 2019 на Wayback Machine»[176].

### Общественные организации
- Всеукраинское объединение ветеранов Чернобыля
- Харьковская организация Национального союза композиторов Украины
- Объединение творческой интеллигенции «Круг»
- Вагнеровское общество
- Шубертовское общество
- Молодёжная организация «Час змін»
- Харьковский Фонд поддержки молодых дарований
- Харьковское общество польской культуры

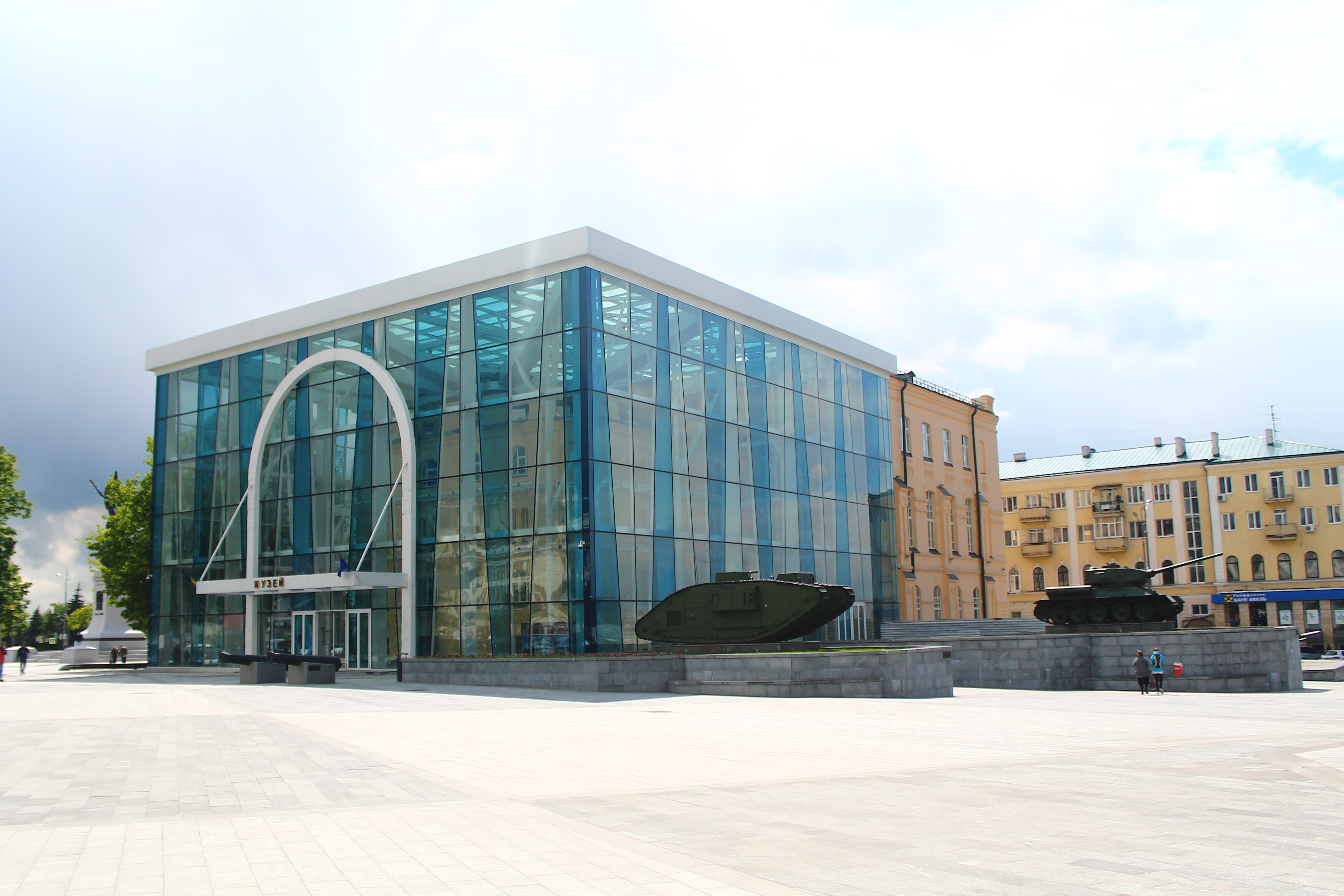
Харьковский исторический музей имени Н. Ф. Сумцова

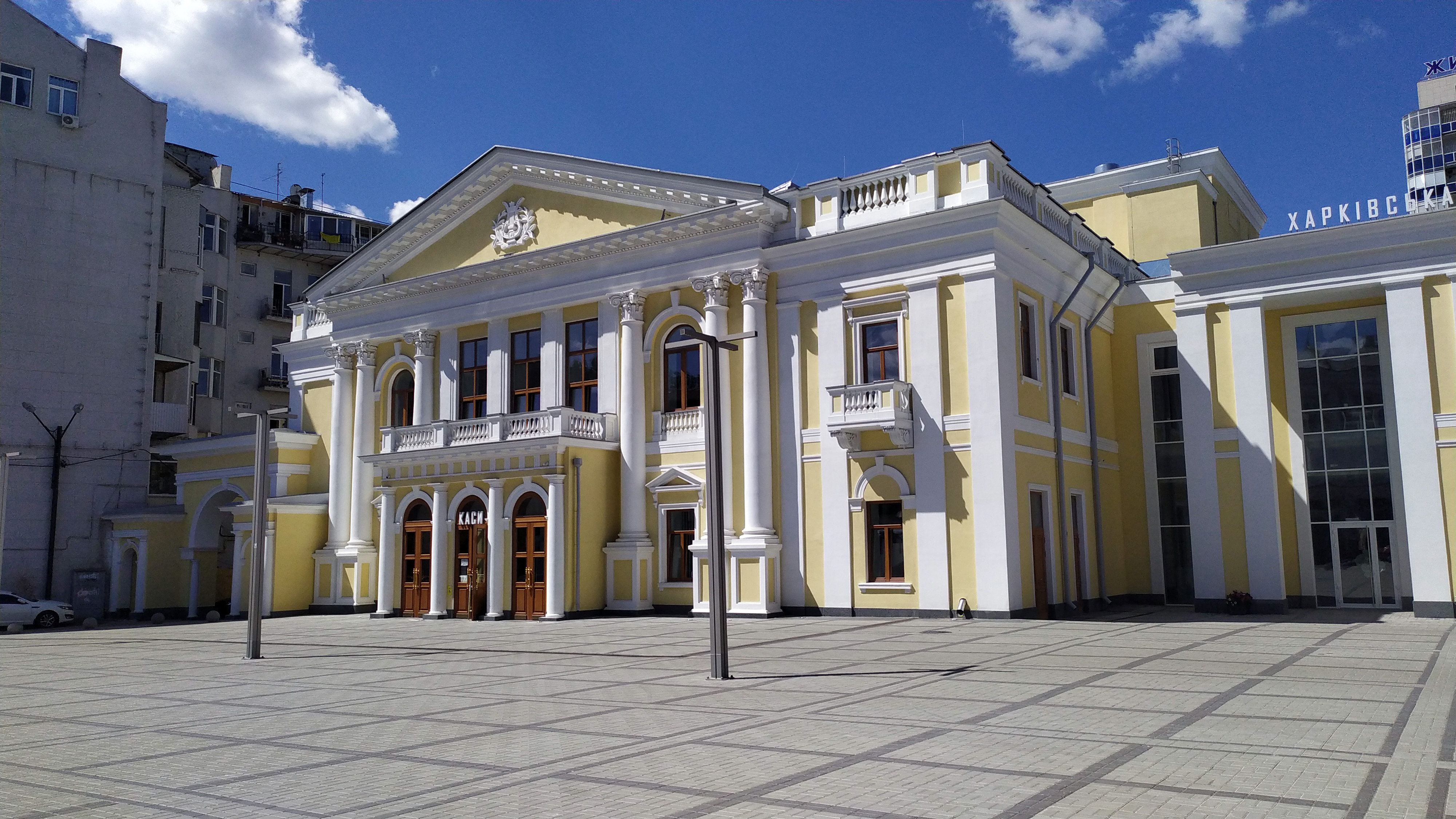
Харьковская областная филармония

- Харьковская областная общественная организация «Общество ветеранов-подводников имени Героя Советского Союза И. И. Фисановича»
- Харьковское областное отделение «Маринист» Всеукраинского союза писателей-маринистов
- Харьковский областной комитет «Дробицкий Яр»
- Харьковское историко-филологическое общество

### Музыка
Академическая

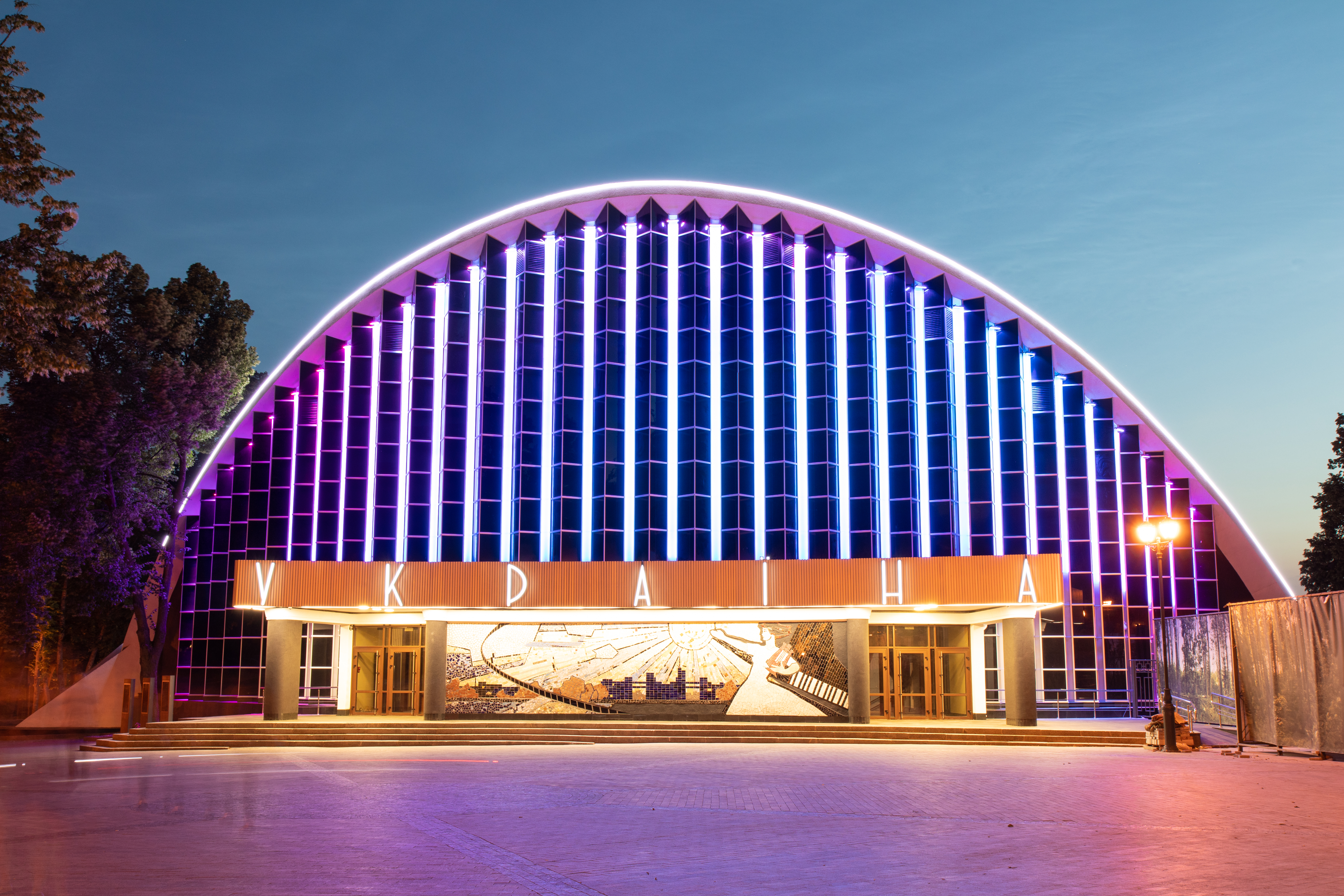
Киноконцертный зал «Украина»

- Харьковская областная филармония (Рымарская ул., 21)
- Харьковский Дом органной и камерной музыки, занимает зал в комплексе Харьковской Филармонии (ранее находился в здании Успенского собора, по Университетской ул., 11)

Музыканты и музыкальные коллективы неакадемических жанров
| - Клавдия Шульженко - Людмила Гурченко - Сергей Бабкин («5'nizza») - Андрей Запорожец («5'nizza», «SunSay») - Александр Чернецкий («ГПД», «Разные люди») - Сергей «Чиж» Чиграков («Разные люди», «Чиж & Co») - Артур Беркут («Ария») - Захар Май - Александр Долгов («Дождь») - Lюҡ - Владимир Drago - «ТНМК» - Алексей Коломийцев и его сайд-проект «Esthetic Empire» - Денис Дудко («Океан Ельзи») - Spiritual Seasons | - «Тонкая Красная Нить» - «Разные люди» - «Drudkh» - «Nokturnal Mortum» - «Pur:Pur» - «Дети капитана Гранта» - «Пошлая Молли» - «Ницше плакал» |

### Зоопарк

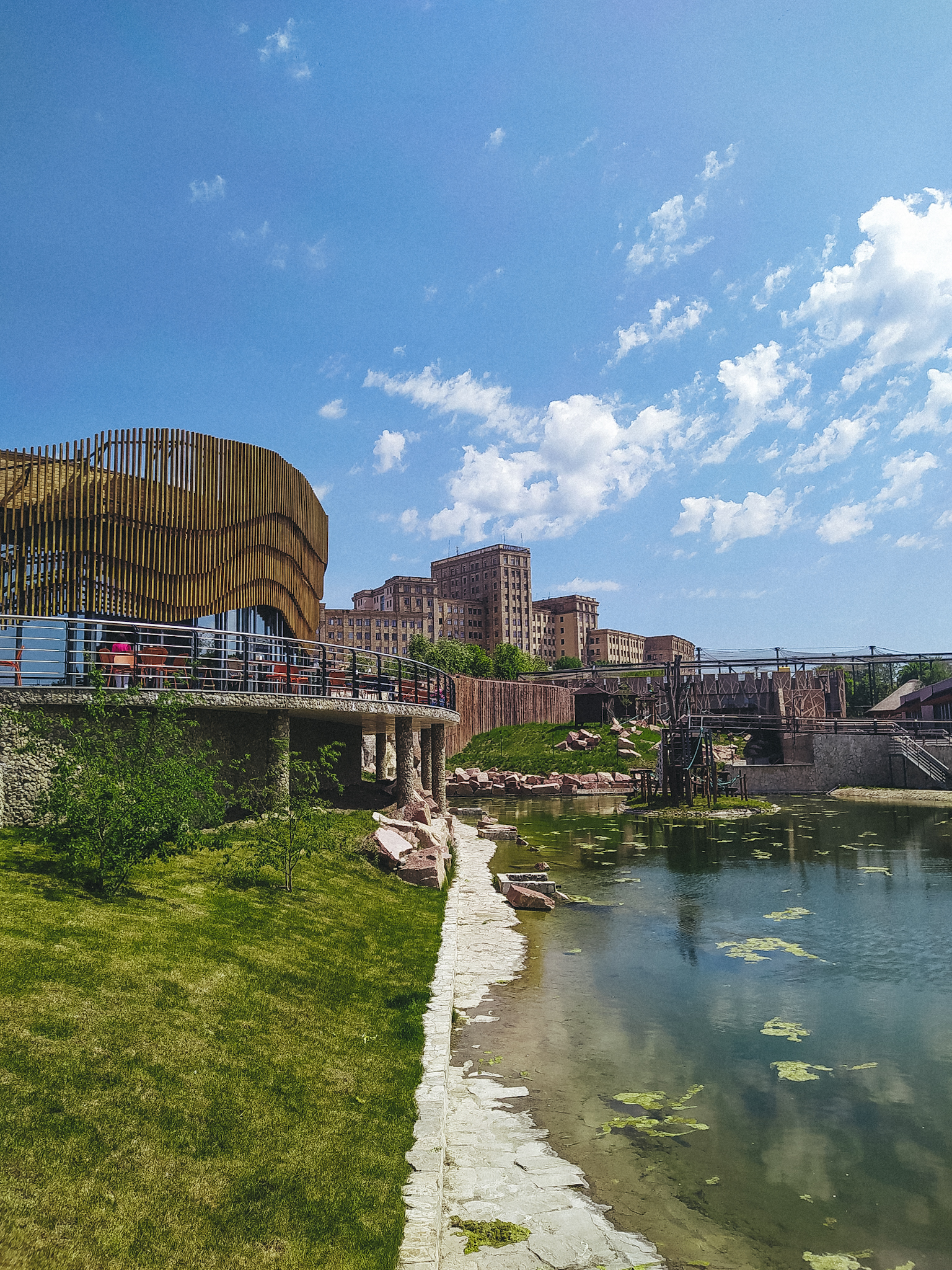
Вид на ХНУ из Зоопарка

Харьковский зоологический парк — государственный зоопарк в Харькове. Старейший на Украине, третий по возрасту в Российской империи, двадцатый в мире. Был открыт в 1896, для посетителей — в 1903 году. Находится в Нагорном районе, в саду Шевченко. Почтовый адрес — Сумская ул., 35.
В 1983 году зоопарк объявлен заповедником республиканского значения (УССР).
В 1992 году в соответствии с Законом Украины зоопарк получил статус заповедной территории общегосударственного значения и вошёл в состав природно-заповедного фонда Украины.
Девятнадцать животных из Красной книги живут в Харьковском зоопарке. Это миссисипский аллигатор, кубинский крокодил, тигры индийский и суматранский, ягуар, чёрная пантера, лошадь Пржевальского, шимпанзе, тёмный тигровый питон, азиатский слон и другие.
Этим животным в зоопарке создали по возможности особо «комфортные» условия проживания и подобрали специальные рационы питания.
Часть редких видов продолжает размножаться в неволе.
С 06.08.2016 экскурсионное посещение прекращено в связи с началом масштабной реконструкции зоопарка.
Окончание реконструкции планировалось к началу 2019 года, но по состоянию на декабрь 2020 года реконструкция не завершена. Дату завершения реконструкции официально перенесли на 2021 год без конкретного уточнения даты.

### Телевидение
- 5 ТВК — S-tet
- 7 ТВК — 7 канал
- 11 ТВК — А/ТВК
- 39 ТВК ― UA: Харьков
- 39 ТВК — Р-1 (20:00 — 02:00)
- Видеоканал Первая Столица[180]

Общеукраинские телеканалы:
- 5 ТВК — 2+2
- 9 ТВК ― UA: Первый
- 21 ТВК — СТБ

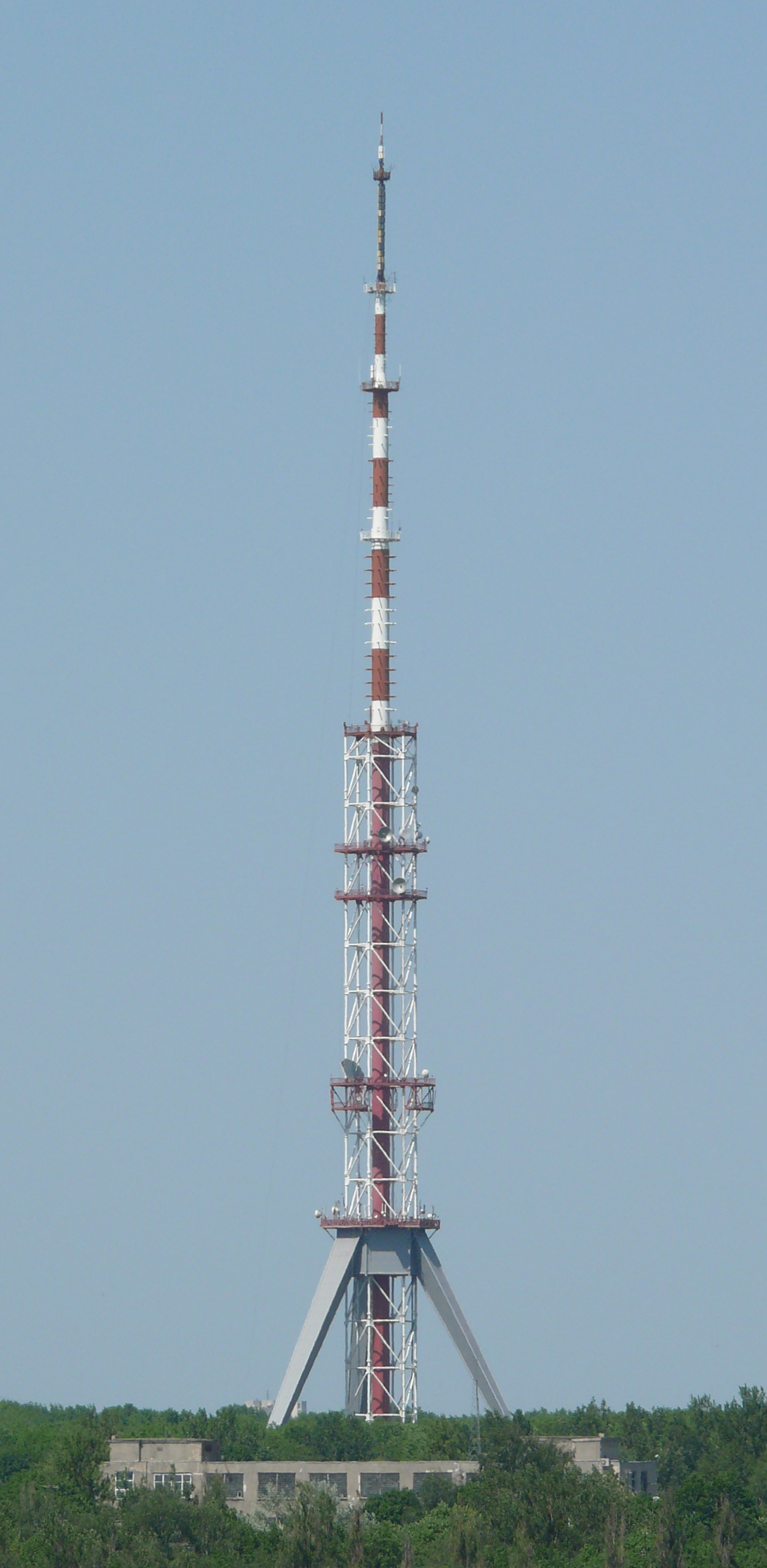
Харьковская телебашня

- 31 Первый мультиплекс(MX-1) DVB-T2
- 32 ТВК — Интер
- 34 ТВК — ICTV
- 35 Второй мультиплекс(MX-2) DVB-T2
- 42 ТВК — Украина
- 48 Третий мультиплекс(MX-3) DVB-T2
- 52 ТВК — Новый канал
- 58 Пятый (четвёртый по порядку) мультиплекс(MX-5) DVB-T2

### Радиостанции
Частота указана в МГц
- 67,1 — «УР-1»
- 67,9 — «Проминь»
- 69,2 — Радио Эммануил
- 88,0 — «Русское радио»
- 89,3 — «Radio ROKS»
- 90,0 — «Радио Релакс»
- 90,4 — «Ретро FM»
- 91,0 ― «Харьков Z»
- 91,2 — «MFM»
- 91,6 — «Радио Культура»
- 92,2 — «Радио Накипело»
- 101,1 — «NRJ»
- 101,5 — «Стильное радио — Перец FM»
- 102,0 — «ХІТ-FM»
- 102,4 — «Kiss FM»
- 103,0 — «Радио Пятница»
- 103,5 — «Шансон»
- 104,0 — «Максимум FM»
- 104,5 — «Наше радио»
- 105,2 — «Люкс FM»
- 105,7 — «Power FM»
- 106,1 — «УР-1»
- 106,6 — Бизнес-радио
- 107,0 — «Радио НВ»
- 107,4 — «Краина FM»
- 107,9 — «Мелодия FM»

### Журналы
- «Теленеделя» — еженедельный журнал, основанный президентом UMH group Борисом Ложкиным в 1994 году в Харькове.
- Экология и Промышленность[181] — ежеквартальный научно-производственный журнал. Входит в Перечень изданий, утверждённых ВАК Украины[182] для публикации научных трудов соискателей кандидатских и докторских степеней. Выходит с декабря 2004 года.

### Кино
На территории города и области с 1907 по 2008 год снимались минимум 86 игровых художественных фильмов, самыми известными из которых являются:
- Обломок империи (1929). Приехав в Ленинград, главный герой, кроме привычных дореволюционных зданий, видит Госпром — символ новой эпохи)
- Бежин луг Эйзенштейна — снимался в 1937 в Русской Лозовой и Харькове.
- Щорс (1939) — снимался в Ереськах.
- К Чёрному морю (1957) — 2 эпизода съёмок в Харькове, на площади Свободы и возле памятника Т. Г. Шевченко
- Дмитро Горицвит (1961)
- Тореадоры из Васюковки (1965) — фильм, удостоенный главных призов ряда международных кинофестивалей (постановщик Самарий Зеликин, около 20 лет живший и работавший в Харькове).
- Адъютант его превосходительства (1969)
- Умеете ли вы жить? (1970)
- Петька в космосе (1972)
- Старая крепость (1973―1976)
- Шкура белого медведя (1979)
- Как молоды мы были (1985)
- Одинокая женщина желает познакомиться (1986)
- Сад Гетсиманский (1993)
- Гроза над Русью (1992) с О. Борисовым.
- Клан М (2002)
- Русское (2004) с А. Чадовым, Г. Польских и Д. Дюжевым — фильм про молодого Эдуарда Лимонова.
- Прощальное дело (Франция) Кристиана Кариона с Эмиром Кустурицей и Гийомом Кане в главных ролях — снимался в 2008. Академия имени Говорова изображала Академию Генштаба в Москве, а метро Госпром — московскую станцию Беляево.
- Дау — снимался в 2008—2011 годах.
- Бабло (фильм) — снимался в 2011 году.
- Матч (фильм, 2012) — снимался в 2011 году.

В Харькове с 1896 по 2002 год было снято более тысячи хроникально-документальных фильмов и самостоятельных сюжетов, включённых в документальные фильмы.
- С 2009 года в городе проводится международный кинофестиваль «Харьковская сирень». Название взято из книги французской актрисы Милен Демонжо, чья мать была харьковчанкой. В 2009 году первый приз получил фильм Джеффри Смитта «Английский хирург»[183].
- По некоторым сведениям, первый киноаппарат до братьев Люмьер сконструировал уроженец Харьковской губернии Иосиф Андреевич Тимченко, механик университета. Аппарат был показан 9 января 1894 года на съезде русских естествоиспытателей в Москве[184].
- Первый российский фильм снят в Харькове на Екатеринославской улице харьковчанином: первая на территории империи киносъёмка, произведённая её гражданином (перед этим была только съёмка французом Камиллом Серфом коронации Николая II в мае), — съёмка известного харьковского фотографа Федецкого «Торжественное перенесение чудотворной Озерянской иконы из Куряжского монастыря в Харьков» 30 сентября 1896 года[185].
- Второй и третий российские фильмы также снял Федецкий и тоже в Харькове: это «Джигитовка казаков Первого Оренбургского полка» на скаковом ипподроме 15 октября 1896 и «Смотр Харьковского вокзала в момент отправления поезда с начальством, которое находится на платформе» (около 4 ноября 1896)[185].

### Печатные издания
В Харькове печатается более 25 различных газет и журналов. Среди общественно-политических изданий известны газеты «Вечерний Харьков», «Слобідський край», «Харьковские Вести», «Время» (б. «Красное знамя»), «Харьковские известия» (орган горсовета). К рекламно-информационным относятся такие журналы и газеты, как «Премьер Дайджест», «Премьер Экспресс», «Харьковский курьер», информационно-развлекательный еженедельник «Телескоп» и другие. В городе издаются научно-популярные журналы «Наука и техника» и «Очевидное и невероятное».

## Религия
В Харькове существуют общины всех основных мировых религий. Большинство верующих жителей города исповедуют православное христианство.

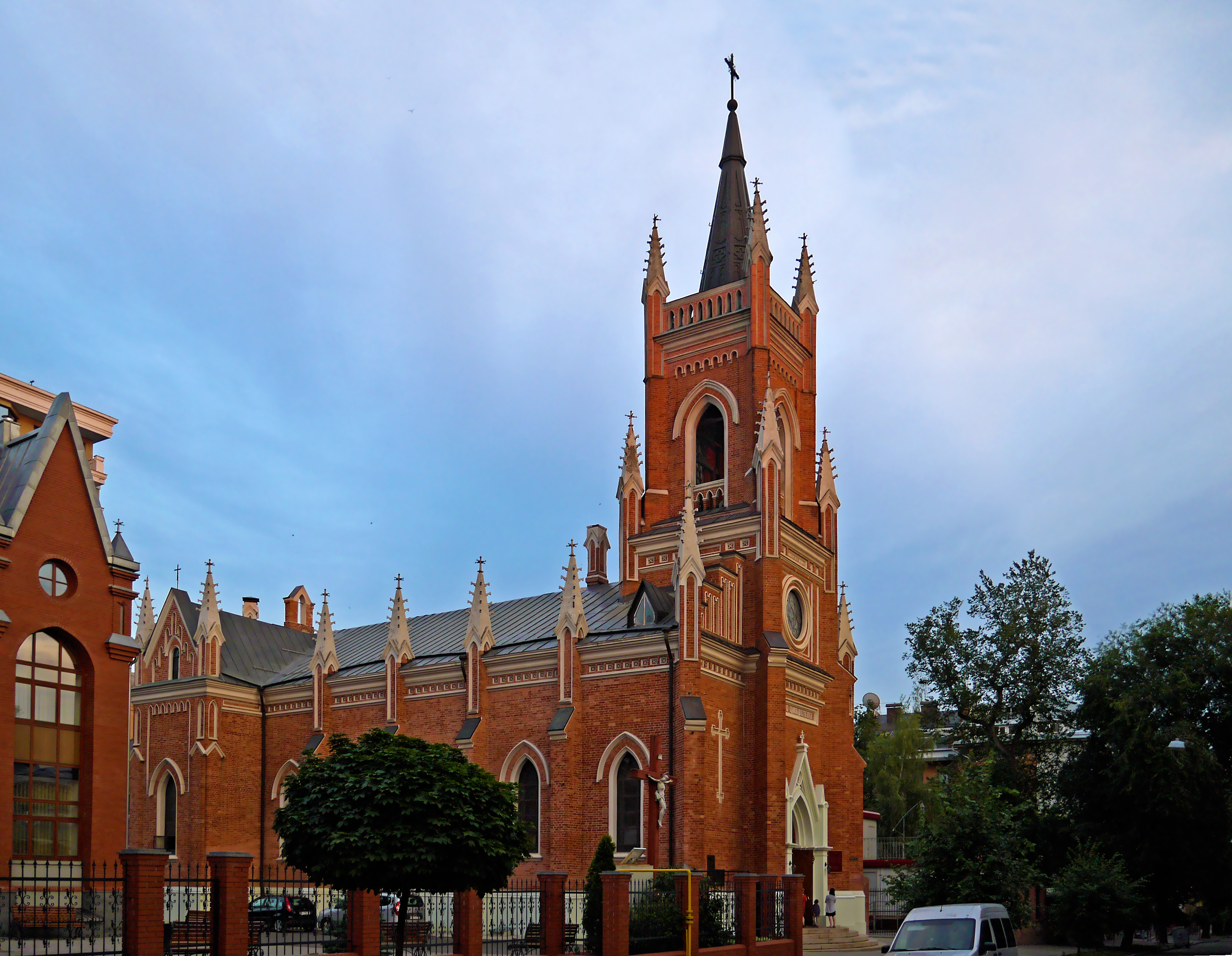
Собор Успения Пресвятой Девы Марии
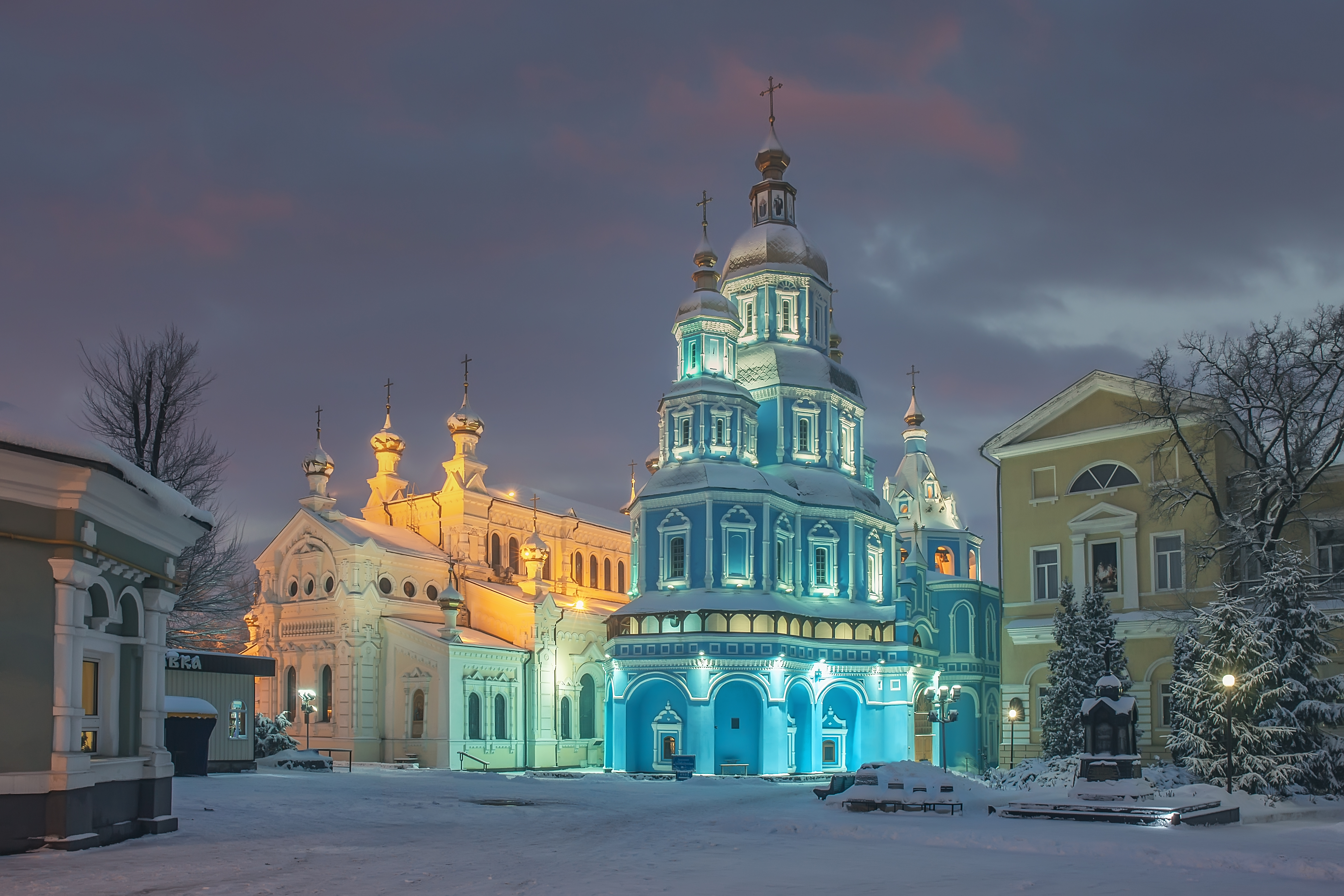
Покровский собор
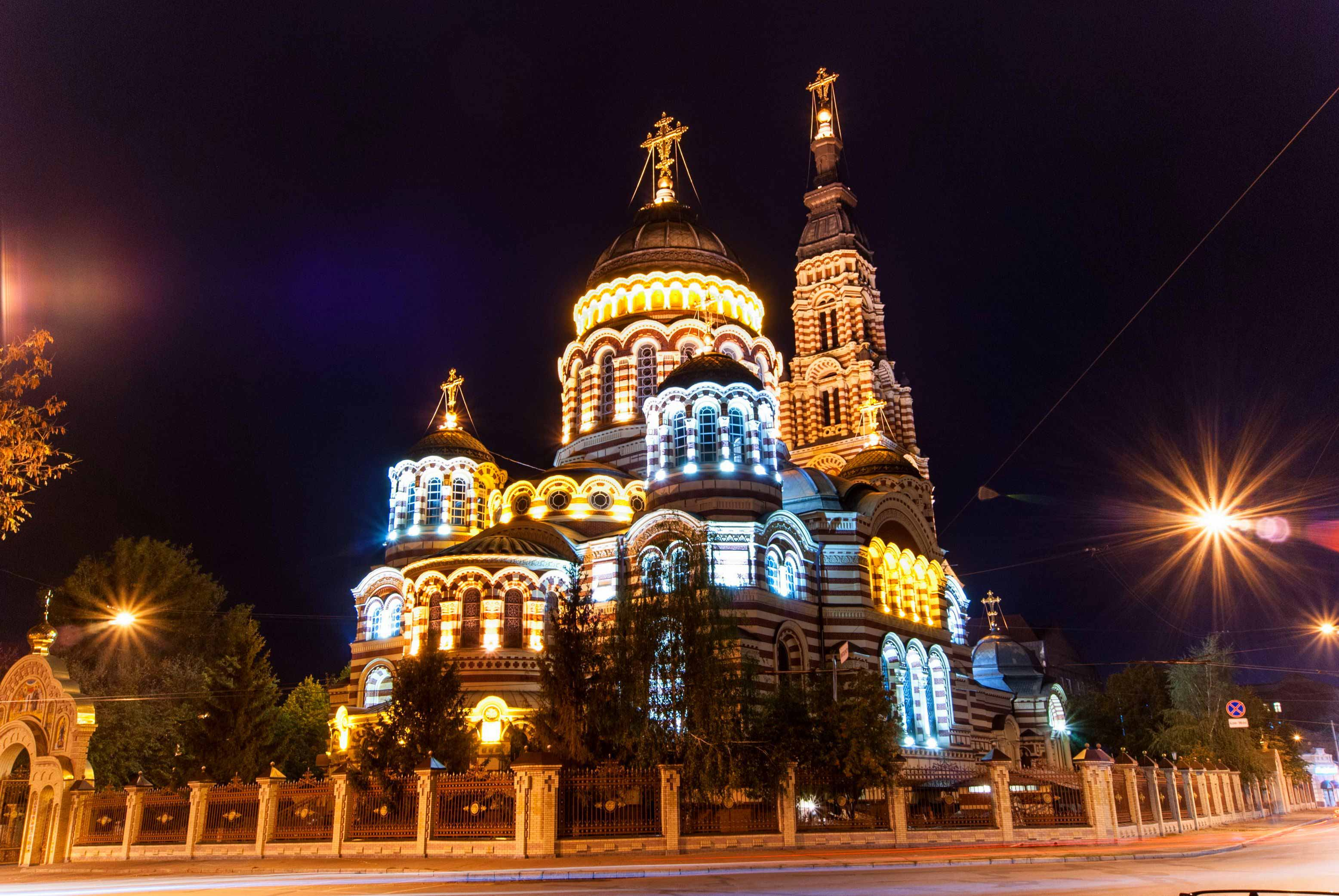
Самый большой кафедральный собор Восточной Европы — Благовещенский Собор
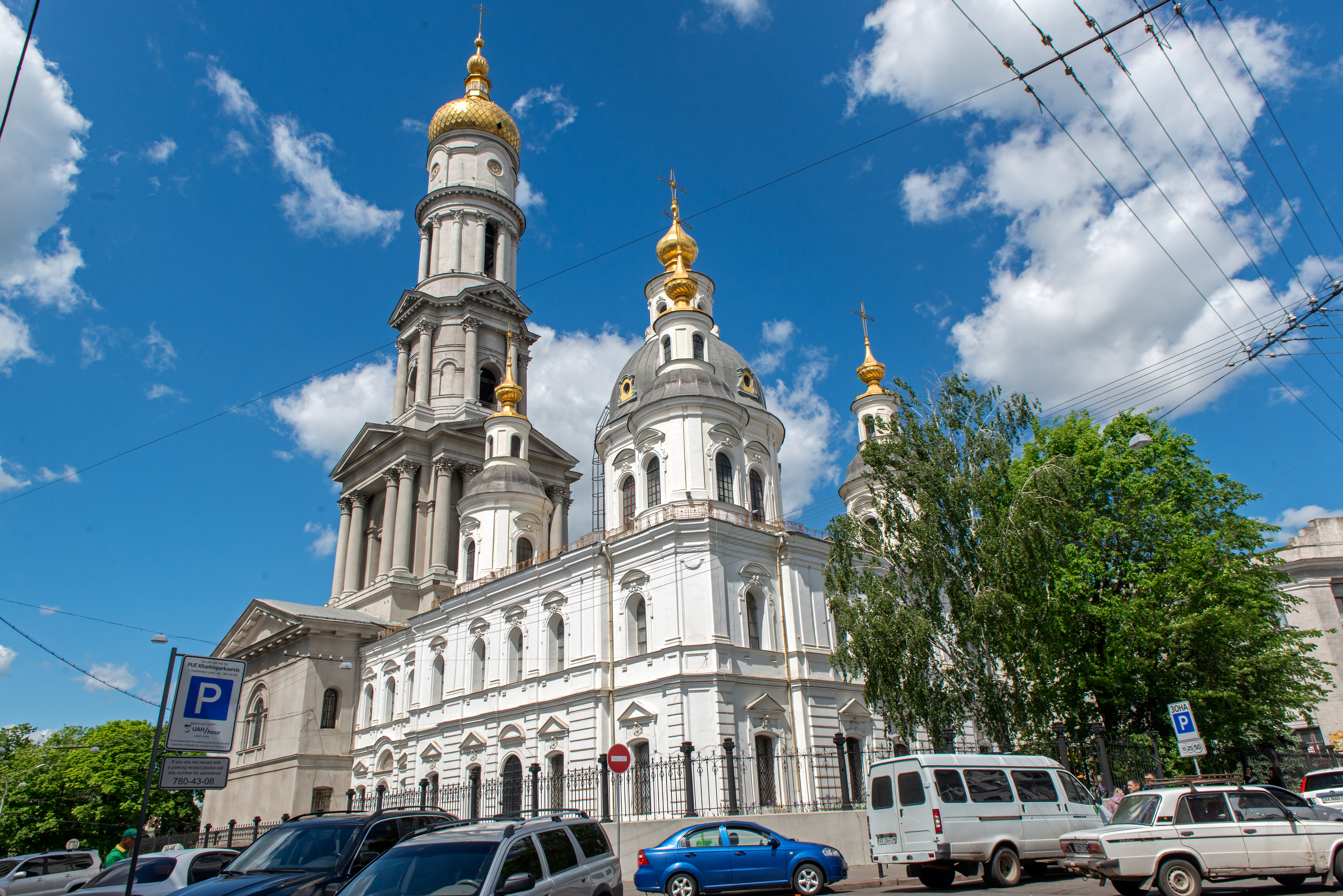
Успенский собор

#### Православие
Среди православных юрисдикций преобладают приверженцы Украинской православной церкви (Московский патриархат). Город — центр Харьковской и Богодуховской епархии УПЦ, где находится резиденция правящего епархиального архиерея (с сентября 2011 года временно управляющий епархией — архиепископ Онуфрий (Лёгкий)).
Кафедральный храм Харьковской епархии УПЦ — Благовещенский собор (c 1946 года); ранее, с 1800 по 1846 год, — Покровский собор, с 1846 (момента постройки колокольни) — Успенский, потом — Никольский.

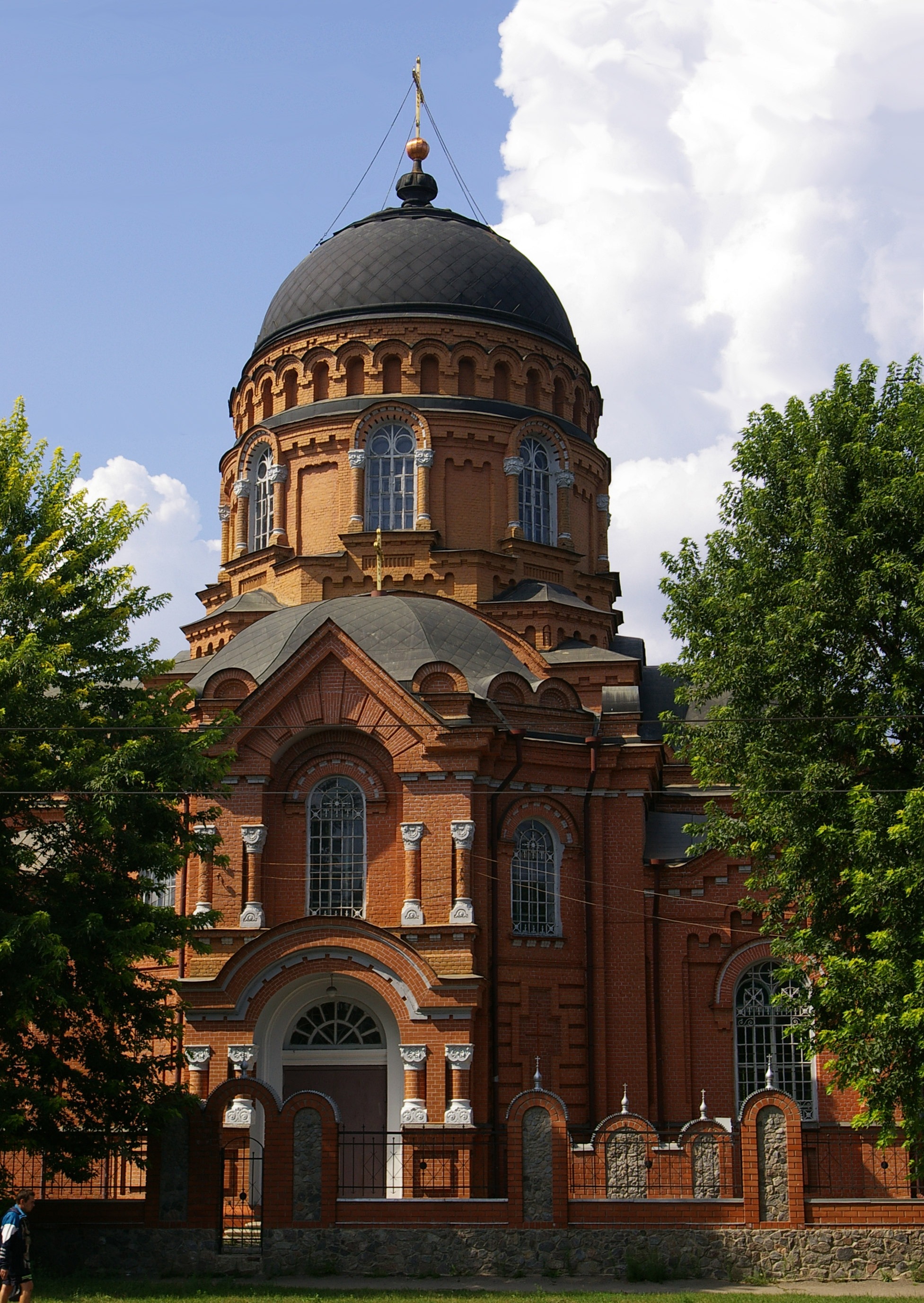
Озерянская церковь (Холодная гора)

Также зарегистрированы и действуют общины Украинской православной церкви Киевского патриархата и Харьковско-Полтавской епархии УАПЦ (обновлённой) (со своим храмами).

#### Католицизм
Харьков — центр Харьковско-Запорожского диоцеза римско-католической церкви, кафедра епископа Станислава Широкорадюка. Кафедральный храм — собор Успения Пресвятой Девы Марии.
Приходские храмы:
- Храм Святого Викентия де Поля
- Приход Святого Семейства
- Приход Божьего Милосердия
- Приход Матери Божьей Чудотворного Медальона
- Приход Святого Рафаила Калиновского.

Кроме этого в Харькове представлена также украинская грекокатолическая церковь (УГКЦ), составная часть Донецко-Харьковского экзархата.

#### Протестантизм
В Харькове существуют христианские общины баптистов, лютеран, пятидесятников, пресвитериан, адвентистов седьмого дня, а также церкви харизматического направления.

#### Другие направления
Также в городе представлены мормоны (Церковь Иисуса Христа святых последних дней) и Свидетели Иеговы.

#### Армянская апостольская церковь

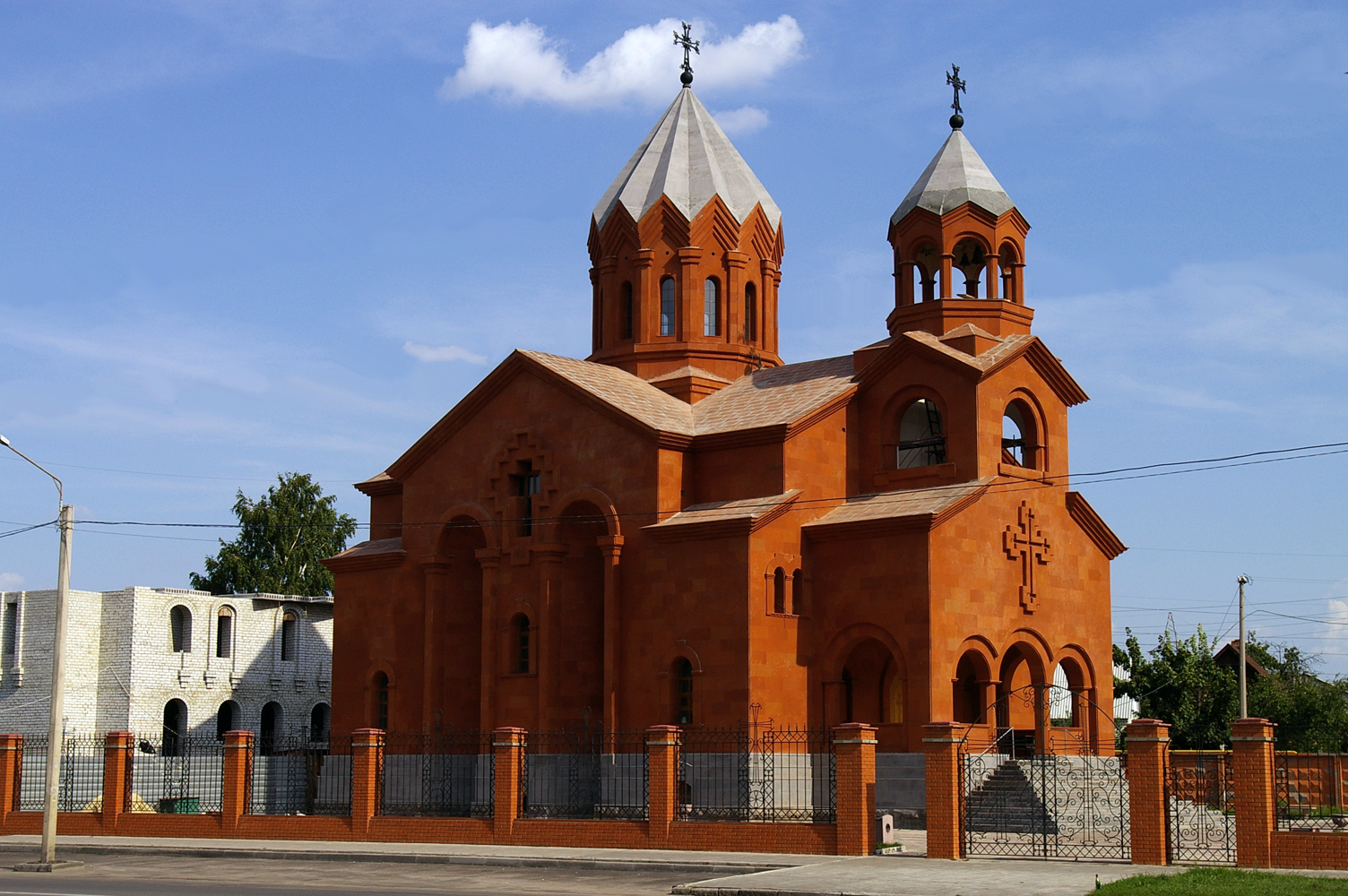
Церковь Святого Воскресения

- Церковь Святого Воскресения (построена в 2004)

### Иудаизм
- Харьковская хоральная синагога на ул. Пушкинской — вторая по величине в Европе после будапештской. В Харькове имеются также общины консервативного иудаизма, мессианского иудаизма, собрания Бней Ноах.

### Ислам
- Исламский Культурный Центр Аль-Манар.
- Харьковская соборная мечеть 1905 года.
- Шиитская мечеть Ан-Нур в посёлке ХТЗ.
- Мечеть Аль-Баракят.

### Буддизм
В Харькове действуют общины четырёх направлений тибетского буддизма: Карма Кагью, Ньингма, Сакья и Гелуг. В 2007 году построен самый большой в Европе буддийский храмовый комплекс «ЧукЛам Харьков» («Бамбуковый Лес Харьков») площадью 1 гектар. Центральный храм на территории комплекса называется «Храм Трёх Драгоценностей». Также в храмовом комплексе расставлены статуи покровителей вьетнамского буддизма, среди которых коммунист Хо Ши Мин.

## Спорт
Харьковчане завоевали на летних Олимпийских играх 24 золотых и более 20 медалей других достоинств, из них 17 золотых — в составе сборной СССР. Первую золотую медаль завоевала на Олимпиаде-1952 в Хельсинки гимнастка Мария Гороховская, последнюю — на Олимпиаде-2008 в Пекине лучник Виктор Рубан. За годы независимости было 7 золотых медалей: 1996 — гимнаст Рустам Шарипов, 2000 — пловчиха Яна Клочкова (2 медали), 2004 — Яна Клочкова (2 медали) и гимнаст Валерий Гончаров, Олимпиада-2008 — стрелок из лука Виктор Рубан.
Богдан Бондаренко — лёгкая атлетика, бронзовая медаль на олимпийских играх в Рио де Жанейро 2016.

### Футбол

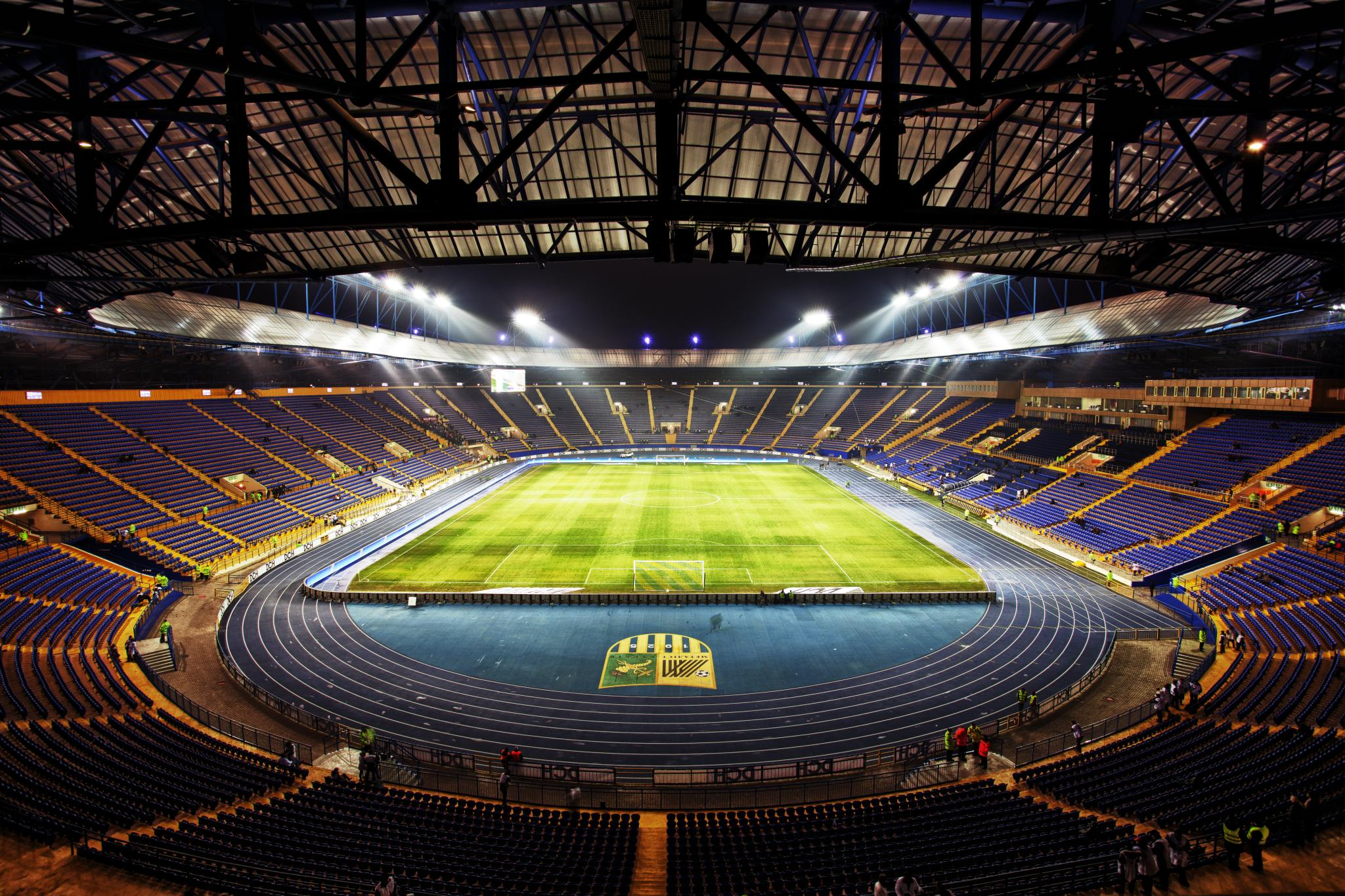
Стадион «Металлист»

Первый официальный футбольный матч прошёл в Харькове 8 мая 1910 года между первой и второй командами города по ул. Чернышевской, 79, во дворе нынешнего театрального факультета института искусств (Дом с химерами), где находилось стандартное футбольное поле.
Сборная Харькова — первый чемпион УССР по футболу (1921 года).
Центральный стадион города — «Металлист» — в основном используется для проведения футбольных матчей. Стадион принимал матчи чемпионата Европы по футболу в 2012 году, принимает некоторые матчи сборной Украины по футболу, являлся местом проведения домашних матчей футбольного клуба «Металлист» и футбольного клуба «Металлист 1925». С 2017 года до марта 2020 года являлся временной домашней ареной футбольного клуба «Шахтёр» (Донецк).
Футбольные клубы Харькова:
- «Металлист» — украинский футбольный клуб из Харькова. Основан в декабре 1925. Серебряный призёр чемпионата Украины (2012/13), семикратный бронзовый призёр чемпионата Украины (2006/07, 2007/08, 2008/09, 2009/10, 2010/11, 2011/12, 2013/14). Обладатель Кубка СССР 1988 года, финалист Кубка Украины 1992 года. Четвертьфиналист Лиги Европы УЕФА (2011/12). После окончания сезона 2015/16 потерял профессиональный статус из-за финансовых проблем — отказа последнего владельца клуба Сергея Курченко погашать огромные долги перед футболистами, тренерским штабом и обслуживающим персоналом и его нежелания продать «Металлист» другим потенциальным инвесторам.
- «Металлист» — украинский футбольный клуб из Харькова, основанный в 2019 году под названием «Металл»[192][193][194]. Не является правопреемником «Металлиста», который был расформирован в 2016 году, однако фактически считает «Металлист» своим предшественником.
- «Металлист 1925» — украинский народный футбольный клуб из Харькова. Создан 17 августа 2016 года. Первый состав команды был сформирован на основе футболистов молодёжной академии харьковского «Металлиста». Серебряный призёр Чемпионата Украины среди любителей 2016/17. Бронзовый призёр Второй лиги чемпионата Украины 2017/18. Бронзовый призёр Первой лиги чемпионата Украины 2020/21.
- «Гелиос» — футбольный клуб из Харькова. Победитель Второй лиги в сезоне 2004/05. Обладатель 1/8 финала Кубка Украины 2015/16. Высшим достижением клуба является четвёртое место в Первой лиге в сезоне 2016/17. В 2019 году выступал в Чемпионате Харькова, проводил матчи на стадионе «Восток».
- «Арсенал» — футбольный клуб из Харькова. В 1999—2009 годах имел профессиональный статус, в 2009—2017 годах выступал в любительских соревнованиях.
- «Харьков» — футбольный клуб существовавший в 2005—2010 годах,

правопреемник харьковского «Арсенала». Начал выступления в высшей лиге с 15-го чемпионата Украины (сезон 2005/06). В 16-м чемпионате Украины (2006/07) «Харьков» финишировал на 12-м месте. В розыгрыше Кубка Украины показал свой лучший результат, дойдя до стадии 1/8 финала, где уступил будущему обладателю Кубка киевскому «Динамо». В сезоне 2007/08 «Харьков» занял 14-е место, а в сезоне 2008/09 занял последнее место в Премьер-лиге и покинул её. В сезоне 2009/10 клуб занял 17-е, предпоследнее место в Первой лиге и вылетел во Вторую лигу. 25 июня 2010 ФК «Харьков» лишён профессионального статуса из-за забастовки футболистов, которым не выплачивалась зарплата в течение нескольких месяцев, после этого клуб фактически прекратил существование.
- «Локомотив» — мини-футбольный клуб представляющий Южную железную дорогу. Победитель Кубка Украины по мини-футболу (2009, 2016, 2017).Чемпион Украины по мини-футболу (2013, 2014, 2015), серебряный призёр (2012, 2016, 2017), бронзовый призёр (2011).Обладатель Суперкубка Украины по мини-футболу (2013, 2014, 2015, 2016).

### Волейбол

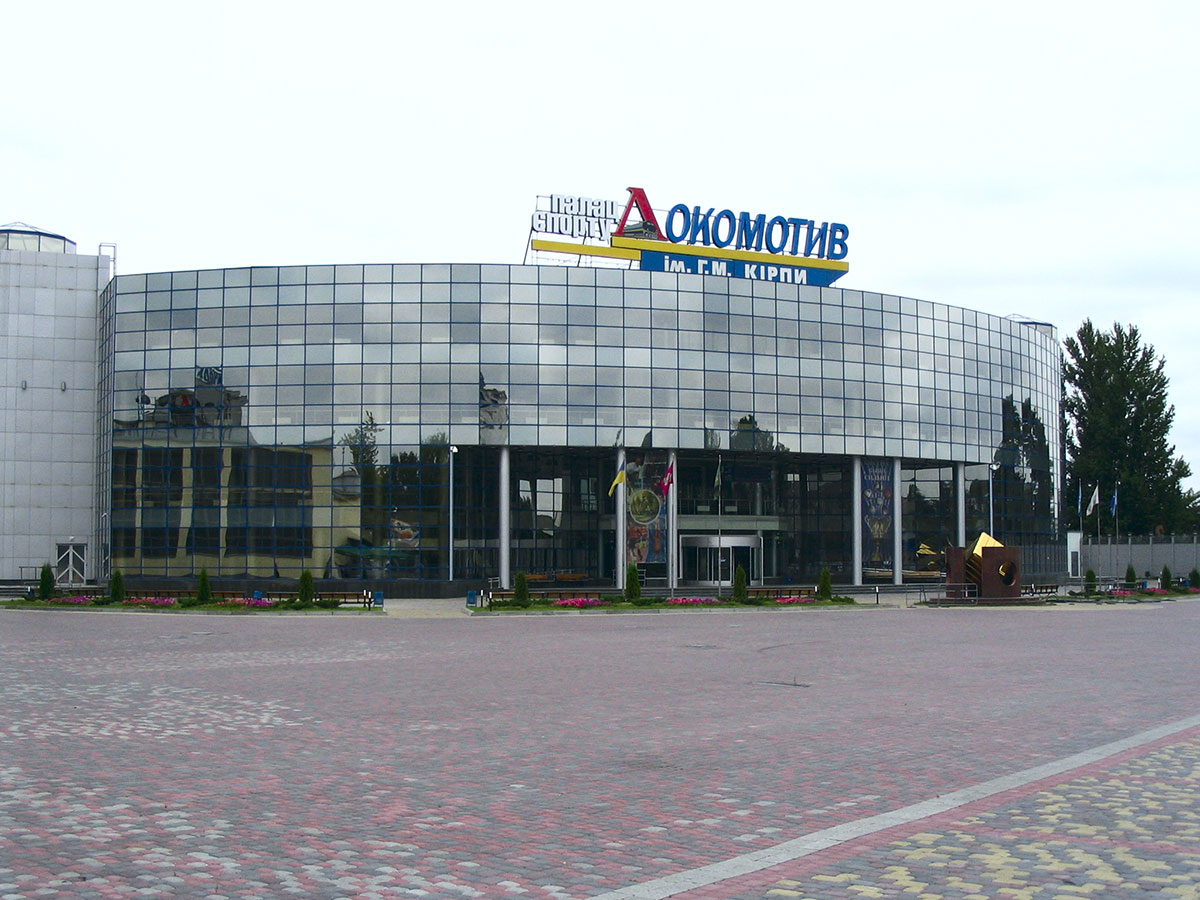
Дворец спорта «Локомотив» им. Кирпы

- «Локомотив» — волейбольный клуб Южной железной дороги, основан в 1973 г. Бронзовый призёр чемпионата СССР 1978 г., 17-кратный чемпион Украины (на 2017 год), 13-кратный обладатель Кубка Украины (на 2017 год). Обладатель Кубка топ-команд Европы 2003/04, финалист Кубка топ-команд Европы 2002/03, полуфиналист Кубка Европейской конфедерации волейбола 2012/13.
- «Юракадемия» — волейбольный клуб Национальной юридической академии им. Ярослава Мудрого.
- «Локо-экспресс» — волейбольный клуб, назван так, поскольку принадлежит Южной железной дороге. Основан в 2000-х годах. Бронзовый призёр чемпионата Украины 2010 года.

### Регби
- «Олимп» — регбийный клуб.
- «БМК» — ватерпольный клуб, назван так, поскольку принадлежит Безлюдовскому мясокомбинату. Основан в конце 2000-х годов. Двукратный чемпион Украины (на 2011 год).

## Достопримечательности

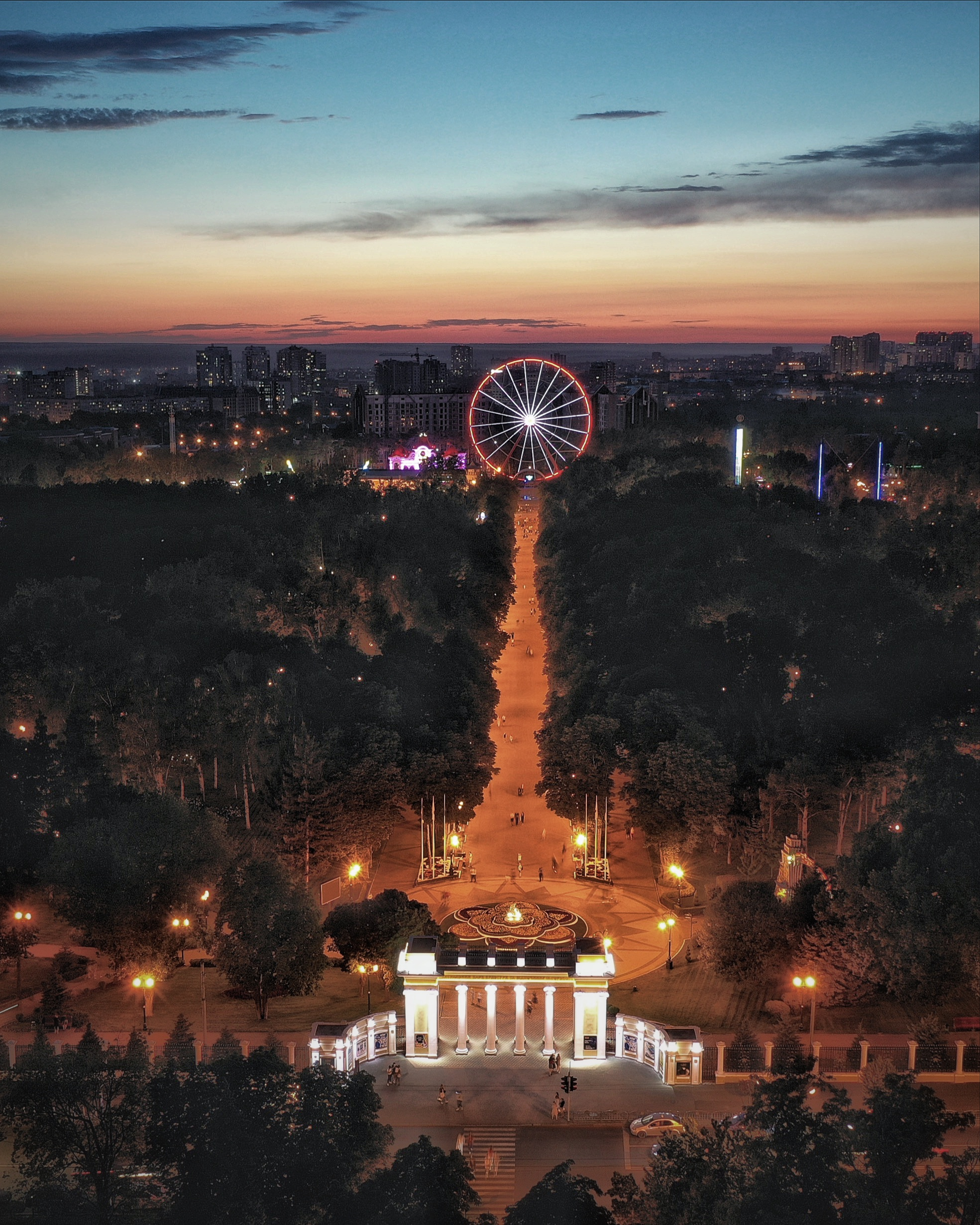
Центральный парк культуры и отдыха

Центральная площадь Харькова — площадь Свободы (до второй половины 1990-х — площадь Дзержинского).
Харьковский планетарий имени Ю. А. Гагарина — открыт в 1957 году.
Харьковский зоопарк — третий по времени открытия в Российской империи и ведущий свою историю с 1890-х годов, когда по инициативе профессора Александра Фёдоровича Брандта в городе была предпринята попытка организовать «акварий». В настоящее время имеет площадь 22 га, а в коллекции зоопарка насчитывается около 400 видов животных, в том числе редких и исчезающих.
Харьковский дельфинарий — крупнейший на Украине. Открыт 28 мая 2009 года.
«Металлист» — главный стадион города, на котором проводит матчи местный футбольный клуб «Металлист». Открыт в сентябре 1926 года. Реконструирован к ЕВРО-2012. Вмещает 40 003 зрителя.
Харьковское метро включает в себя 3 линии из 30 станций и имеет длину 39,6 км.
Через Ботанический сад Харьковского университета и Парк имени Горького протянулась подвесная канатная дорога.
В Харькове расположено управление Южной железной дороги и детская железная дорога Малая Южная.
Английский танк Mk V Первой мировой войны.
Благовещенский базар (Благбаз) — ныне Центральный рынок, был одним из крупнейших в восточной Украине. Известен также тем, что сюда в 1920-е годы
стекались беспризорные со всей Украины (Харьков тогда был столицей), и именно здесь А. С. Макаренко собирал беспризорных, когда создавал свою Куряжскую колонию, затем ФЭД.

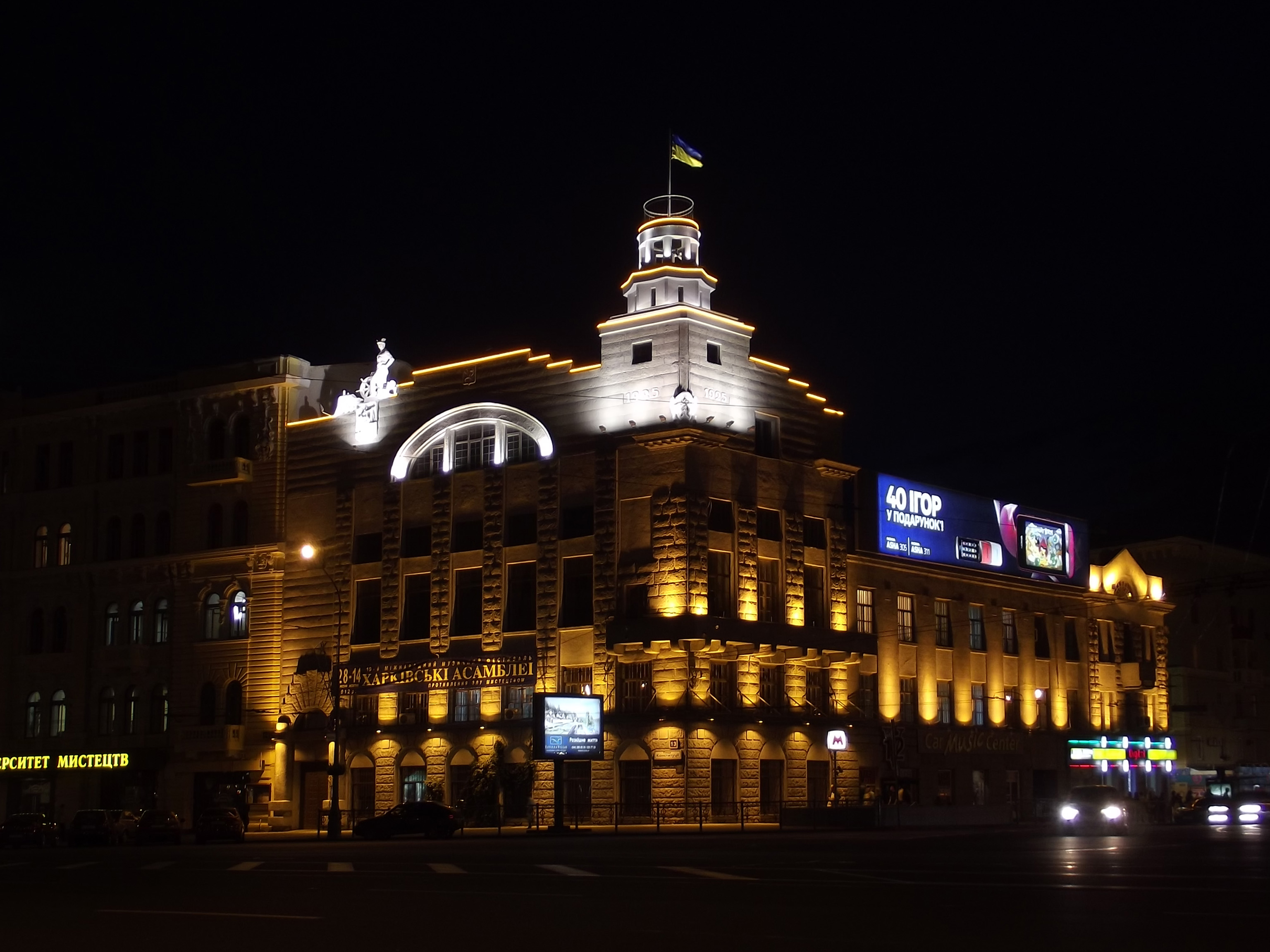
Вечерний Харьков
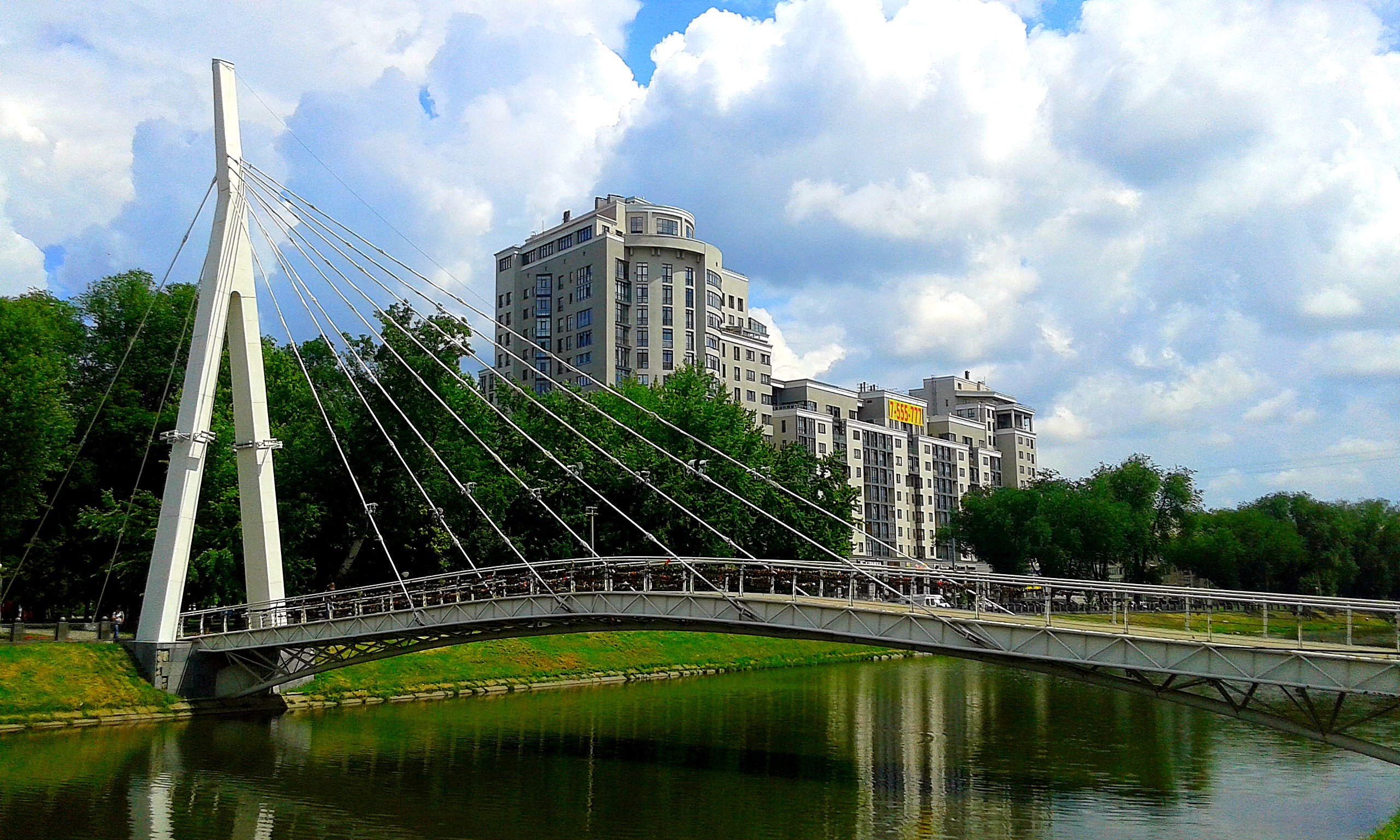
Пешеходный мост через реку Харьков
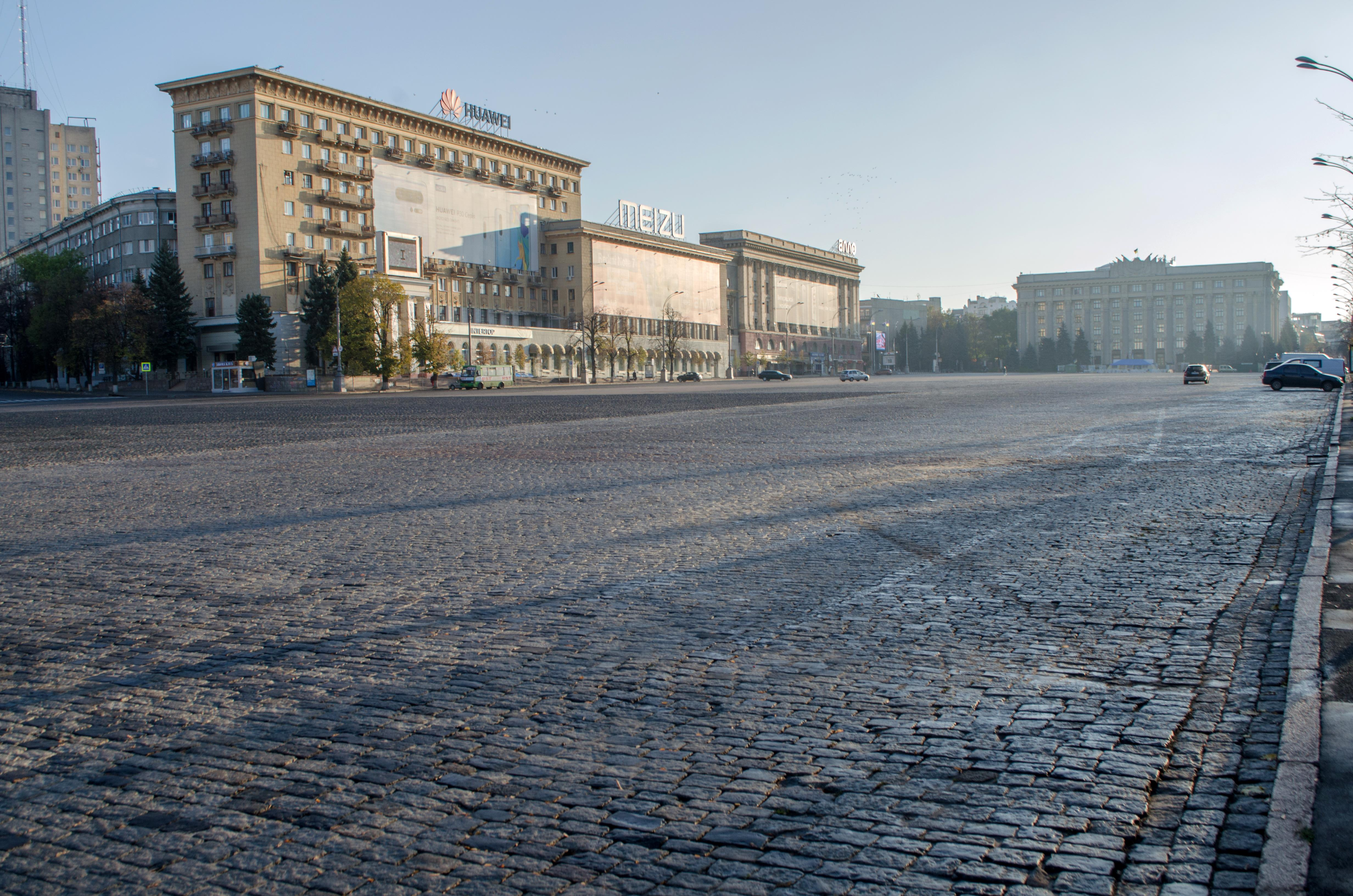
Площадь Свободы и областная администрация
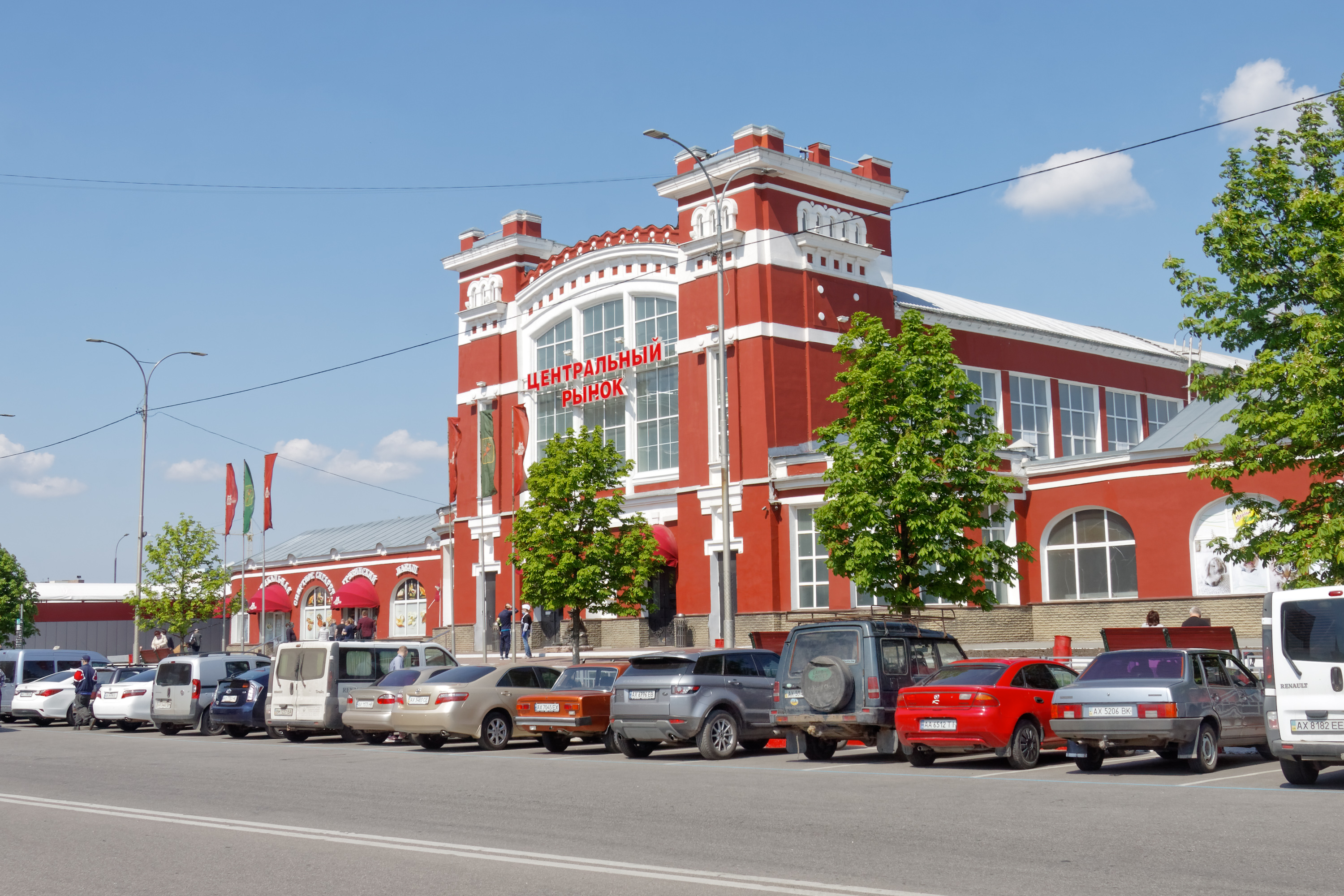
Благовещенский базар
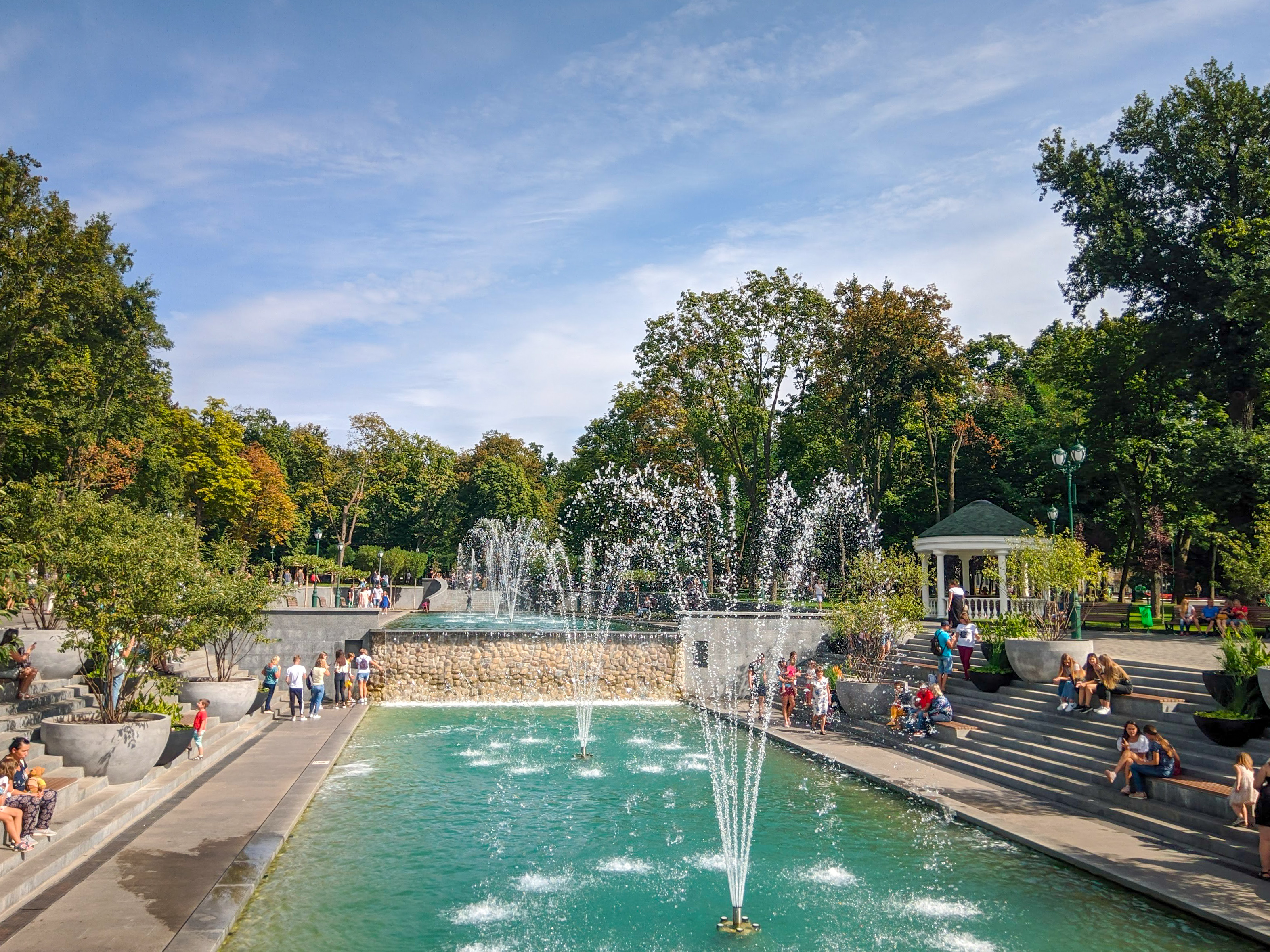
Сад Шевченко

### Крупнейшие архитектурные памятники
В Харькове, несмотря на огромные разрушения во время войны, больше, чем в любом другом городе, сохранившихся памятников архитектуры в стиле конструктивизма.

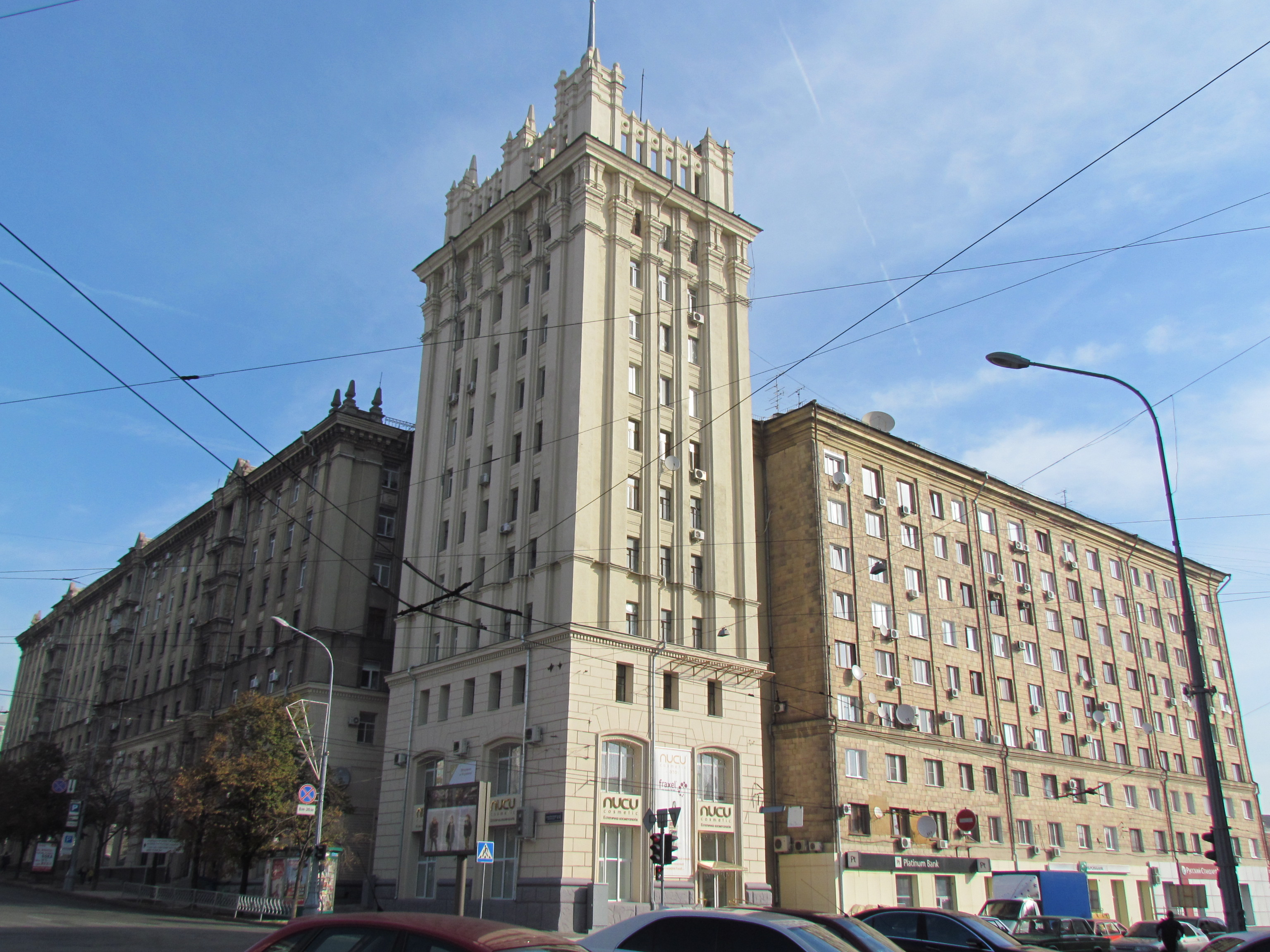
Дом со шпилем
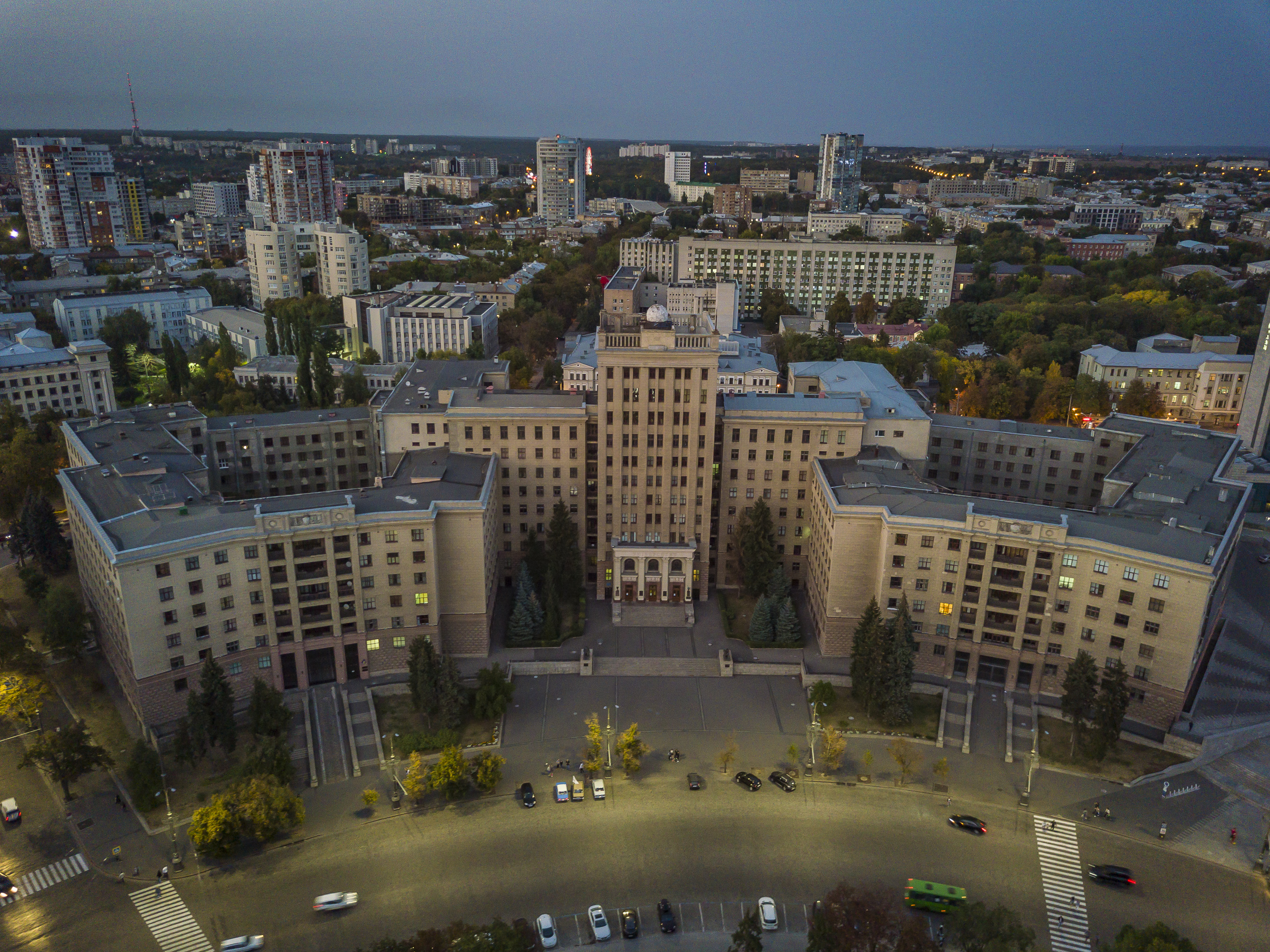
Северный корпус Харьковского университета
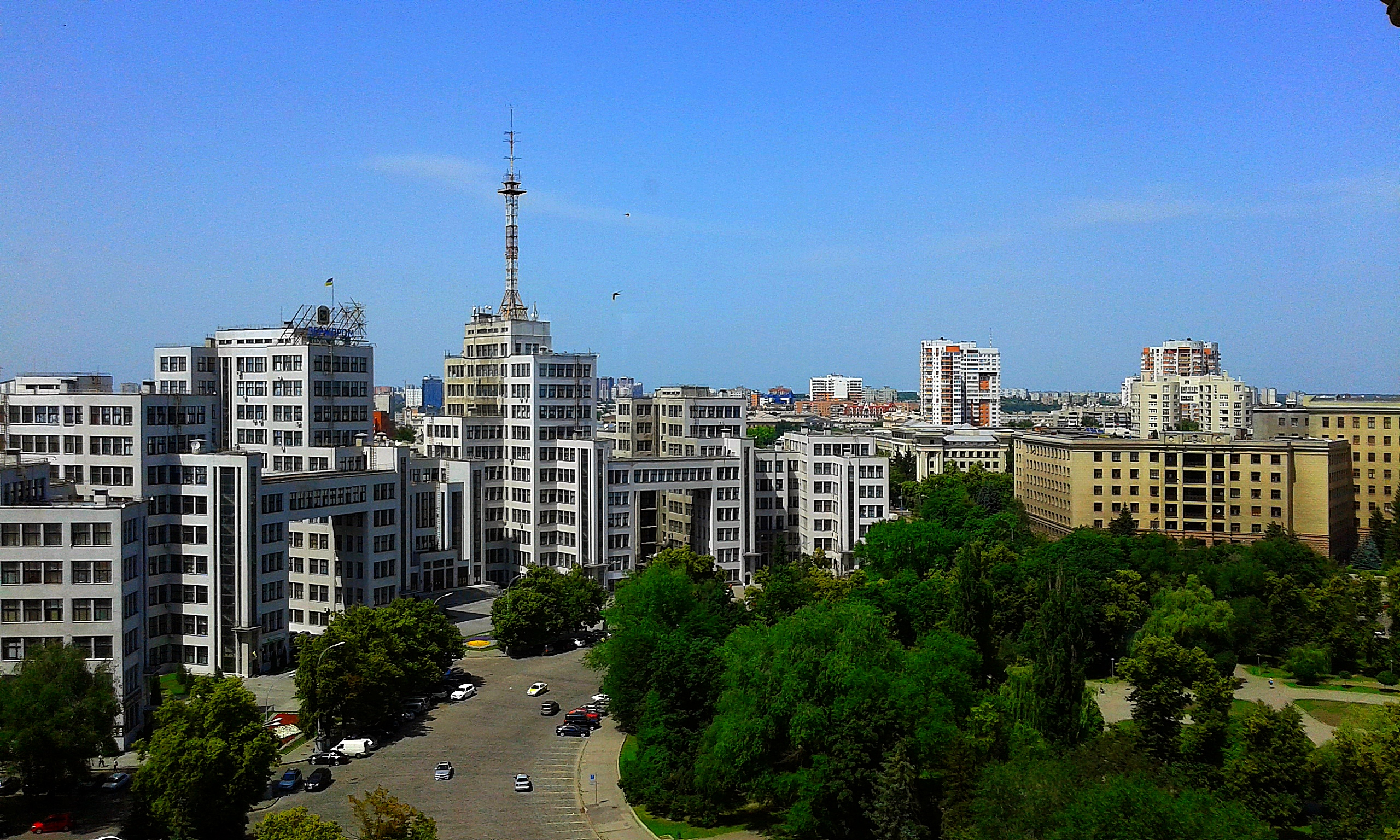
Госпром
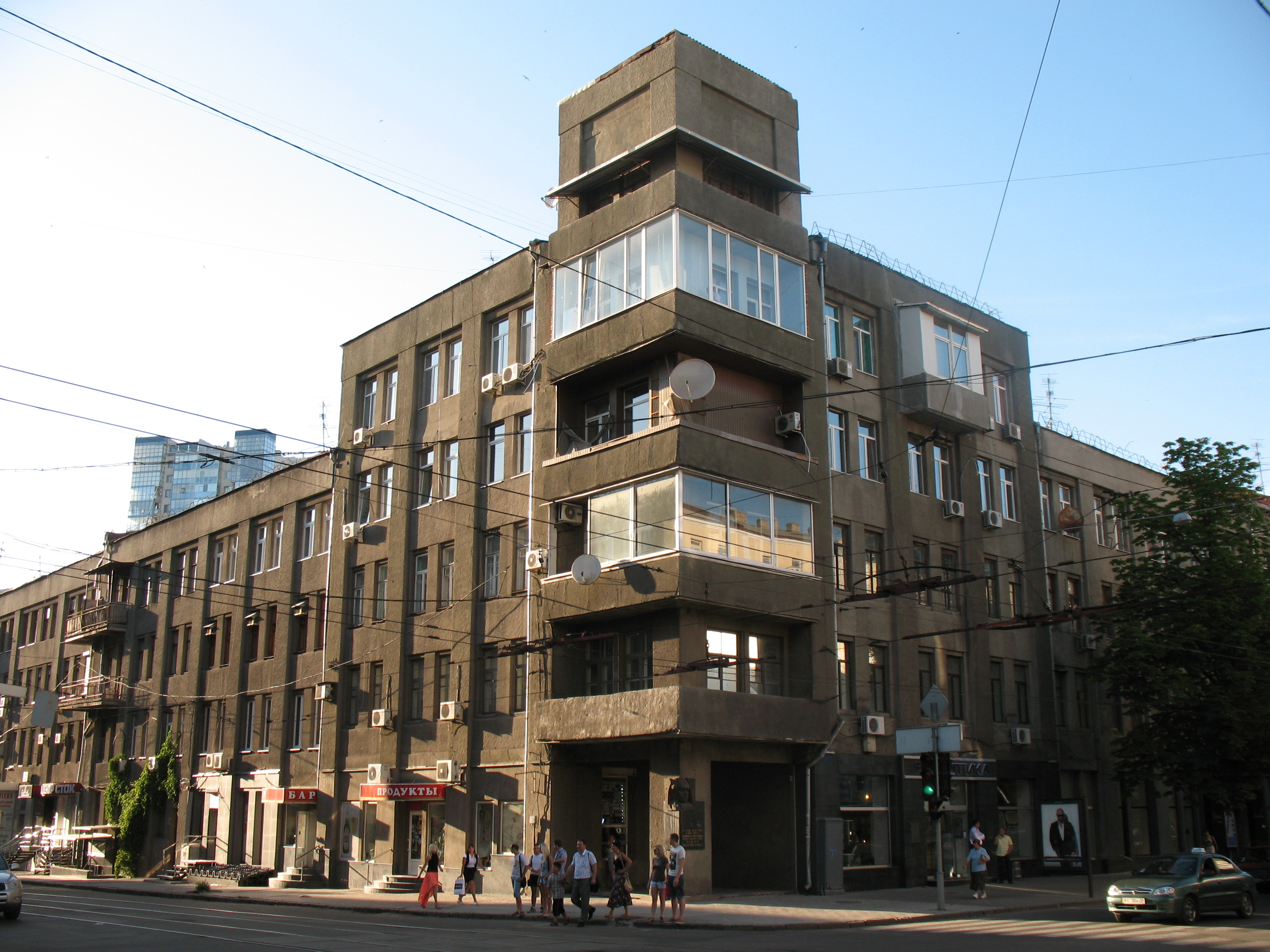
Дом Военвед. В нём жил командарм В. Блюхер
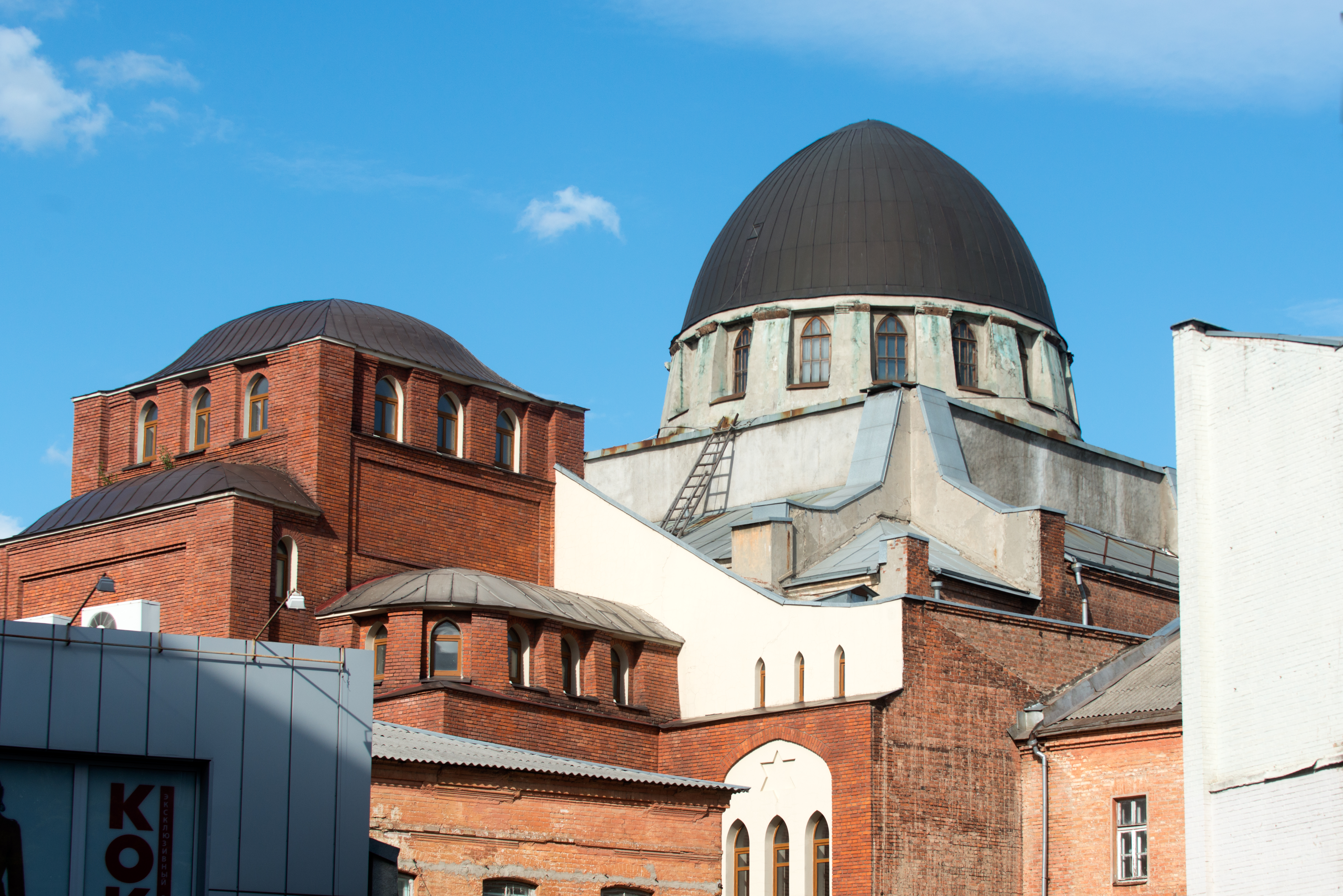
Харьковская хоральная синагога

Самым старым сохранившимся зданием города является Покровский собор в стиле барокко, ныне одноимённого монастыря, освящённый в 1689 году и впоследствии давший название монастырю, основанному в XVIII веке.
Самое старое общественное здание — губернаторский дворец (также барокко), построенный в 1777 году архитекторами М. Тихменевым и П. Ярославским на улице, затем названной Университетской по университету, разместившемуся в 1805 году в этом дворце.
Самым старым складским зданием является двухэтажный «провиантский магазин» (склад продовольствия для города), построенный в 1787 году в стиле русский классицизм в переулке, потом названном по архитектору этого здания Ярославским (на площади Поэзии); в 2005 интерьер был уничтожен фирмой «Домотехника», открывшей в памятнике архитектуры магазин.
Самым достоверно старым жилым домом является небольшая одноэтажная усадьба конца XVIII века городского головы Е. Е. Урюпина по улице Рымарской, 4.
Примерами харьковской архитектуры могут послужить:
- Госпром — первое железобетонное здание в СССР. Дом государственной промышленности — визитная карточка Харькова. Первый «советский небоскрёб» начали возводить в 1925 году и построили всего за 2,5 года. Высота самого здания Госпрома составляет 63 метра. А вместе с телевышкой, установленной в 1955 году — 108 метров. Объём здания 347 тыс. м3.
- Площадь Свободы (бывшая площадь Дзержинского) — шестая по величине площадь в Европе и двенадцатая в мире[196].
- Зеркальная струя — один из символов Харькова. Фонтан построен в 1947 году в честь Победы советского народа в Великой Отечественной войне. Включён в список «7 чудес Харькова»[197]. Семь чудес Харькова в миниатюре установлены на площади Архитекторов.
- Памятник Тарасу Шевченко, высота 16,5 м, 1934—1935 год, авторы М. Г. Манизер и И. Г. Лангбард, вес металлической части 30 т, отлит в литейных мастерских Ленсовета.
- Холодногорская тюрьма, бывший Харьковский централ.

### Известные достопримечательности

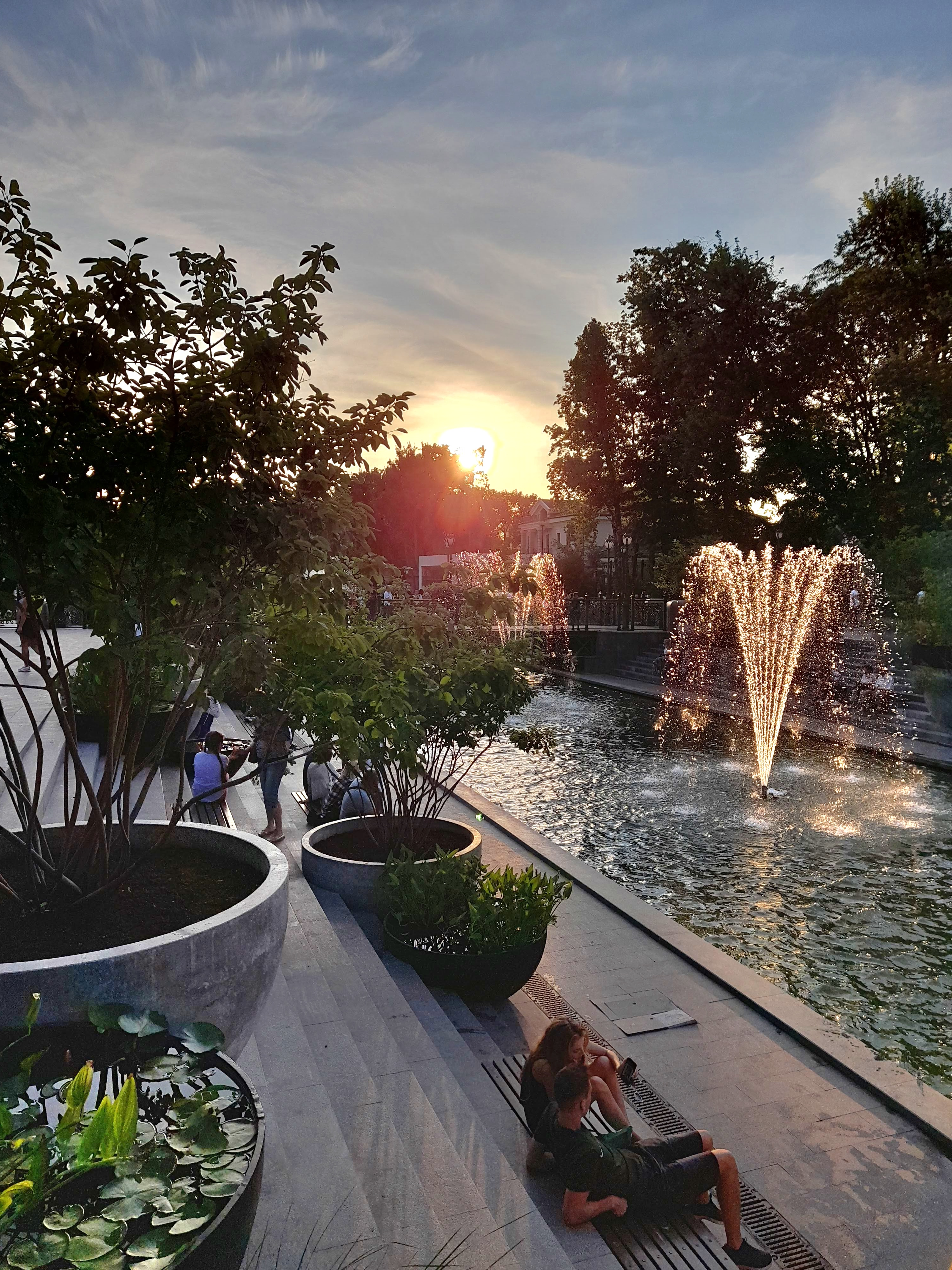
озеро в саду Шевченко
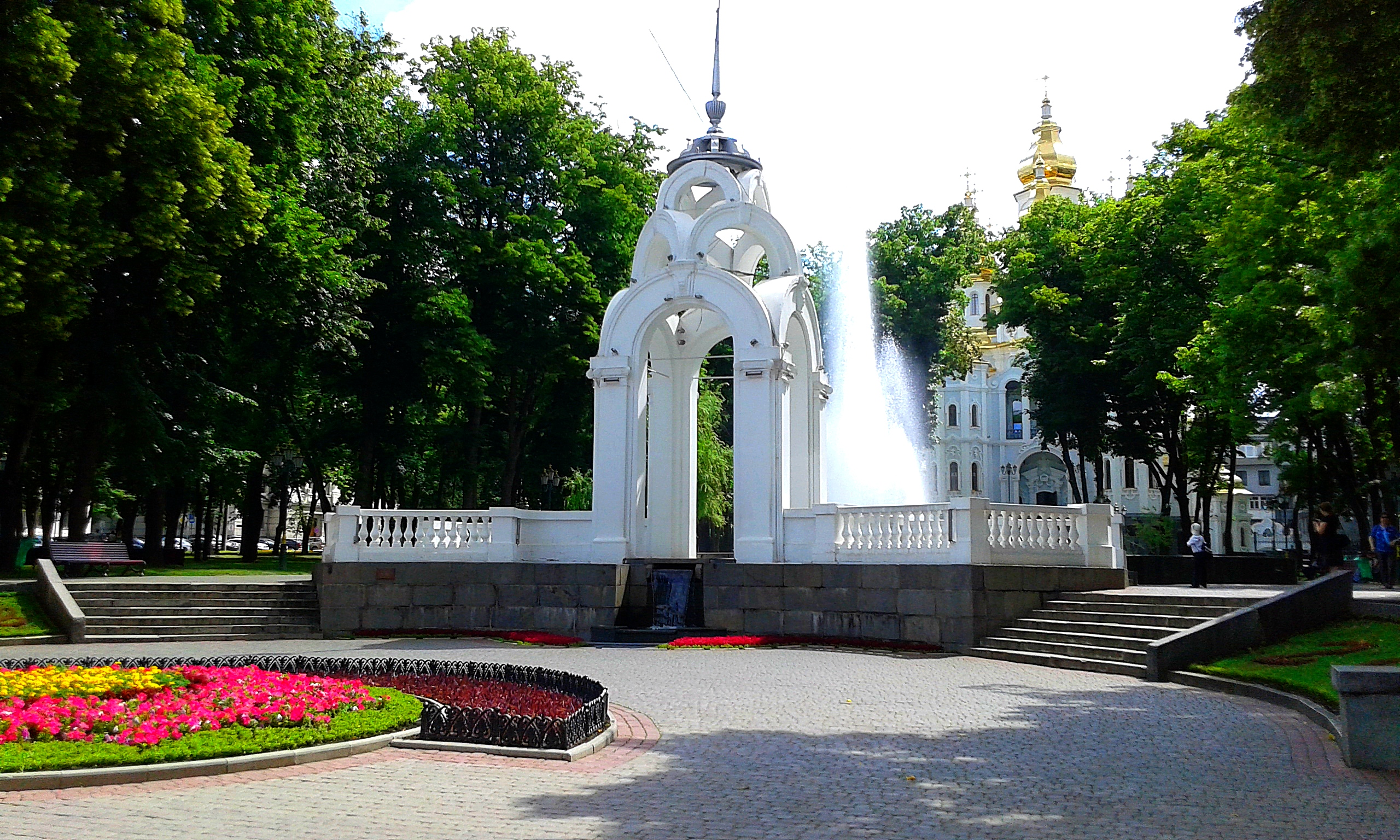
«Зеркальная струя» (1947)
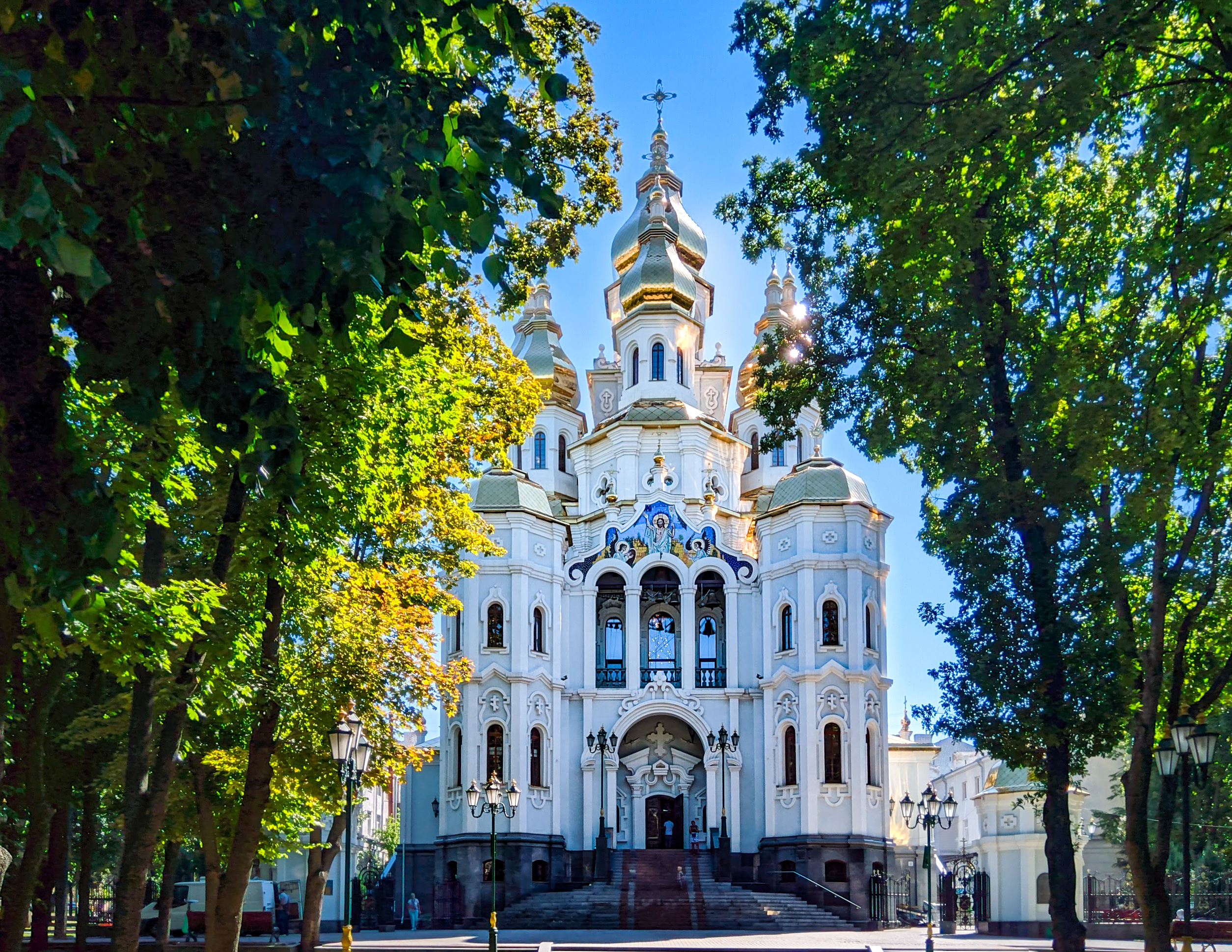
Мироносицкая церковь
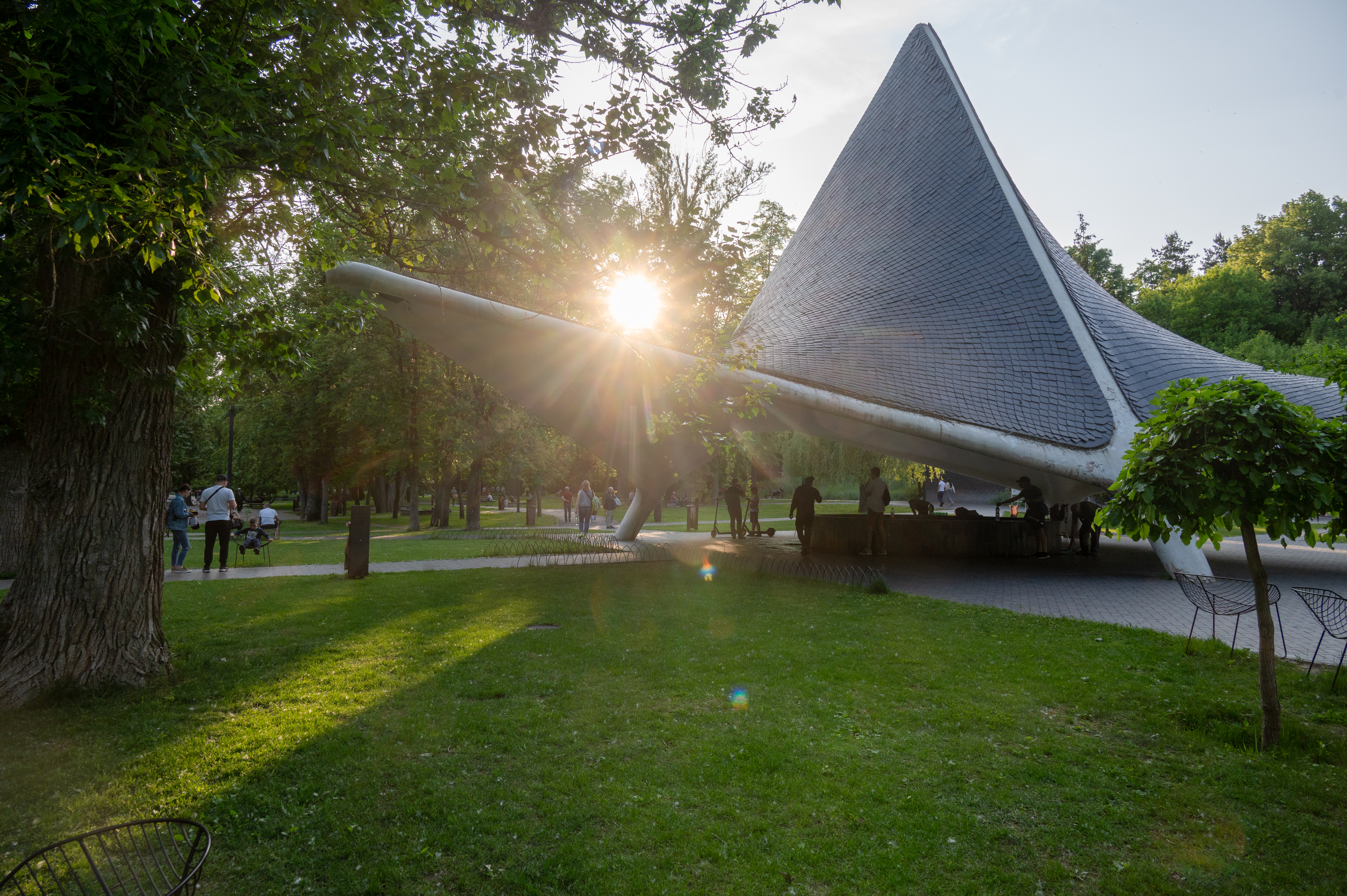
Парк Саржин яр
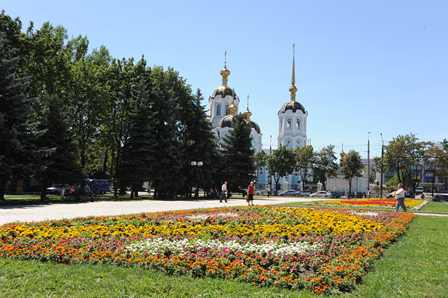
Александровский сквер
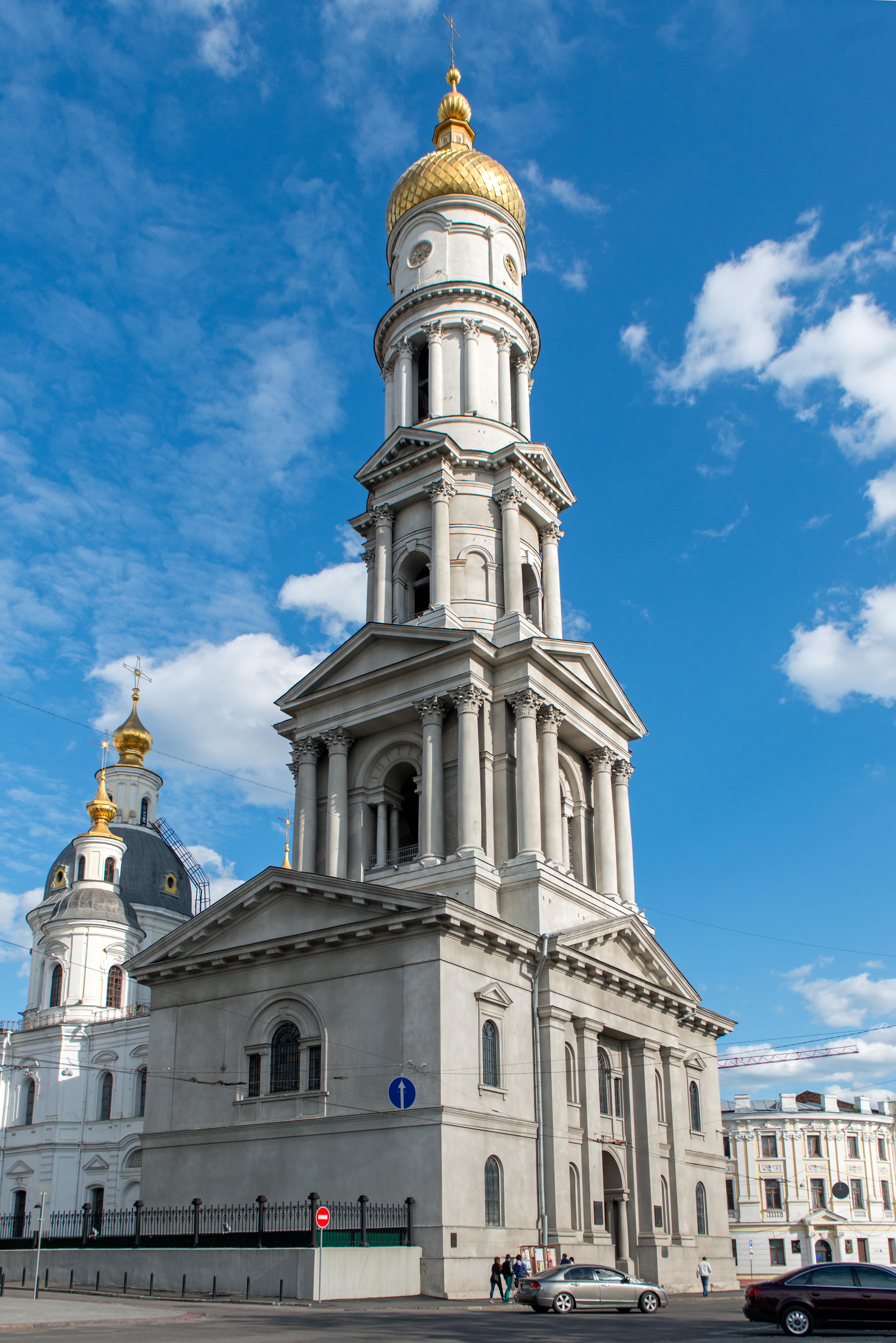
Колокольня Успенского собора (1844)
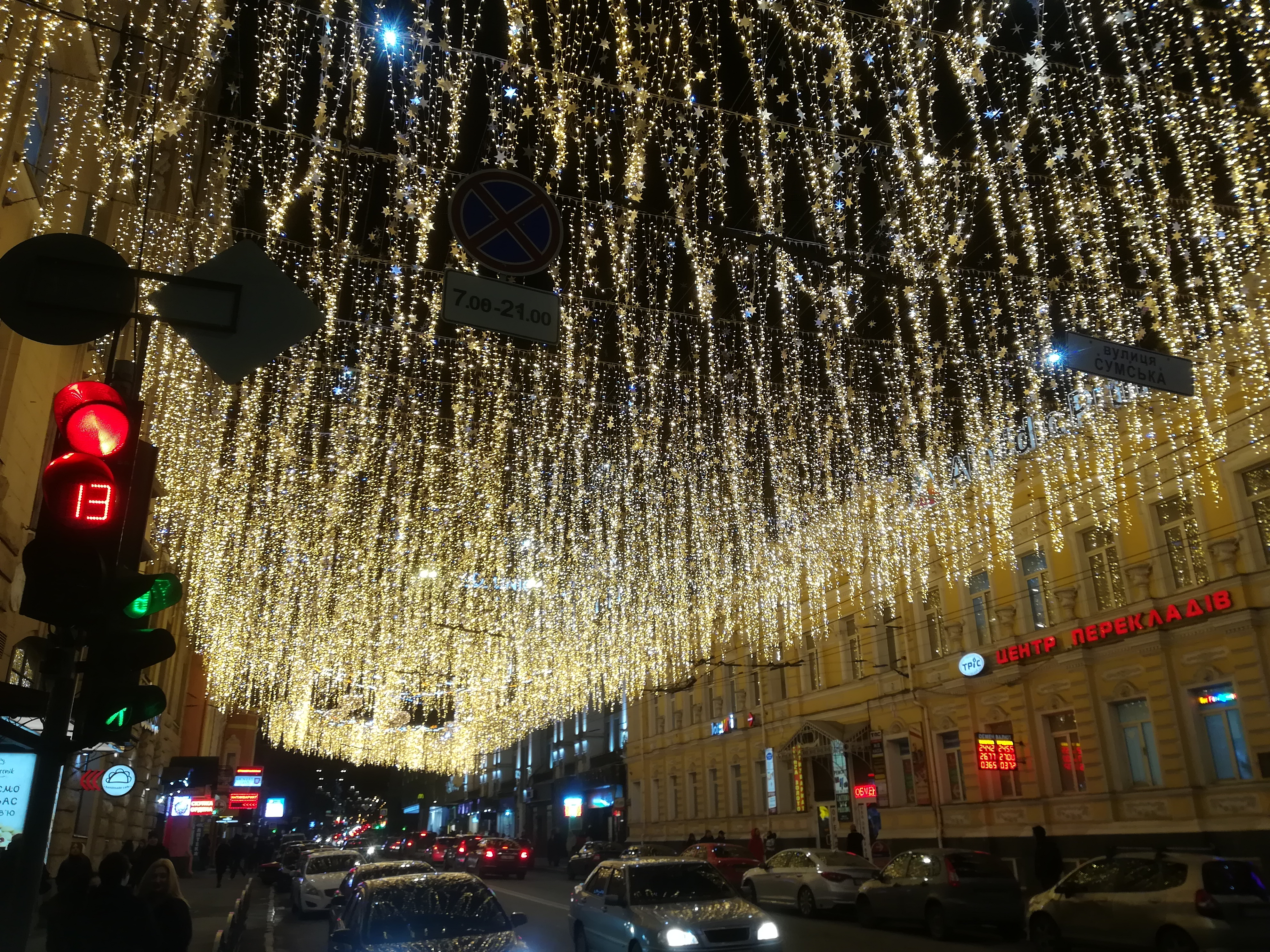
Улица Сумская вечером
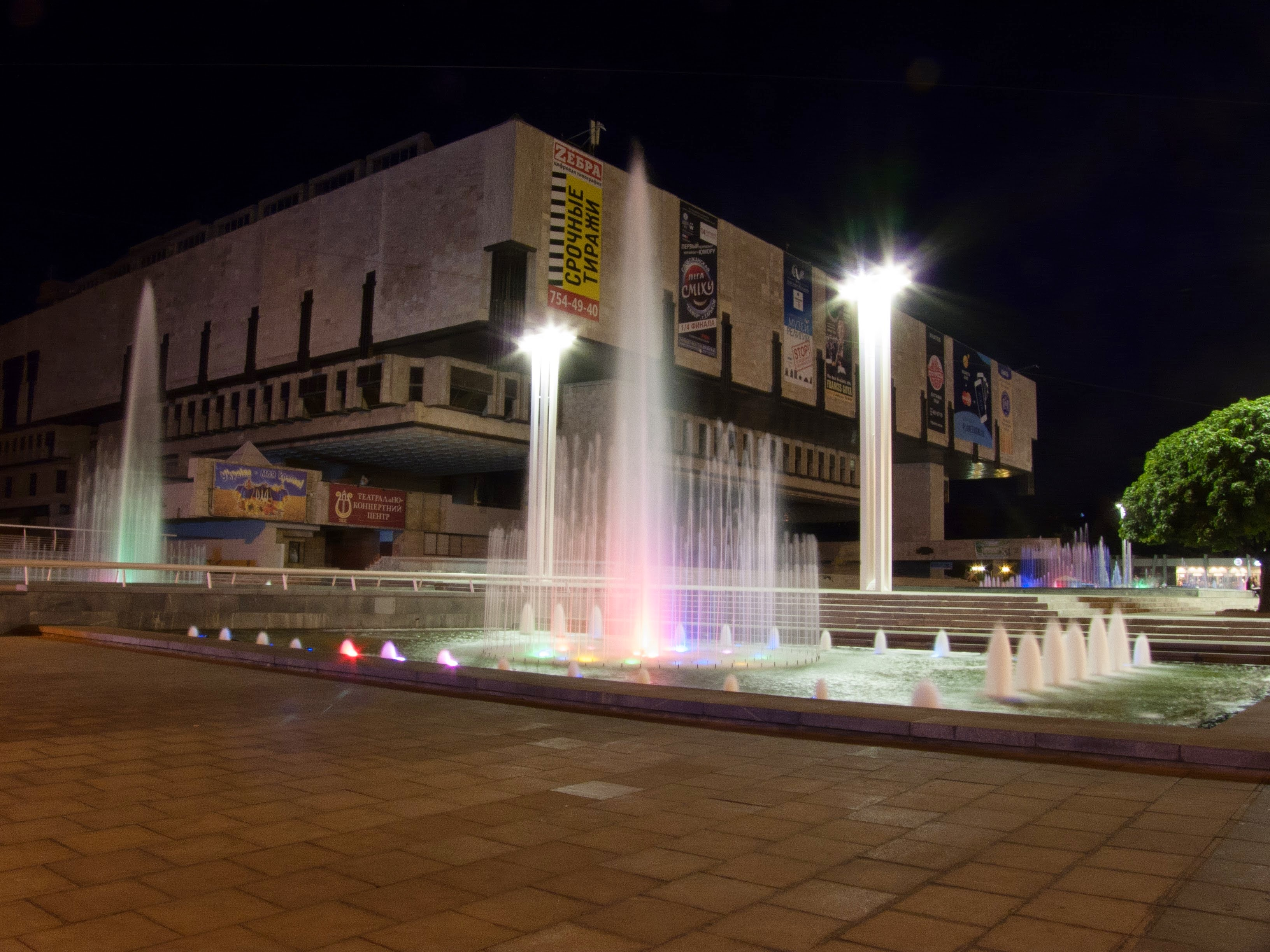
Фонтаны возле ХАТОба
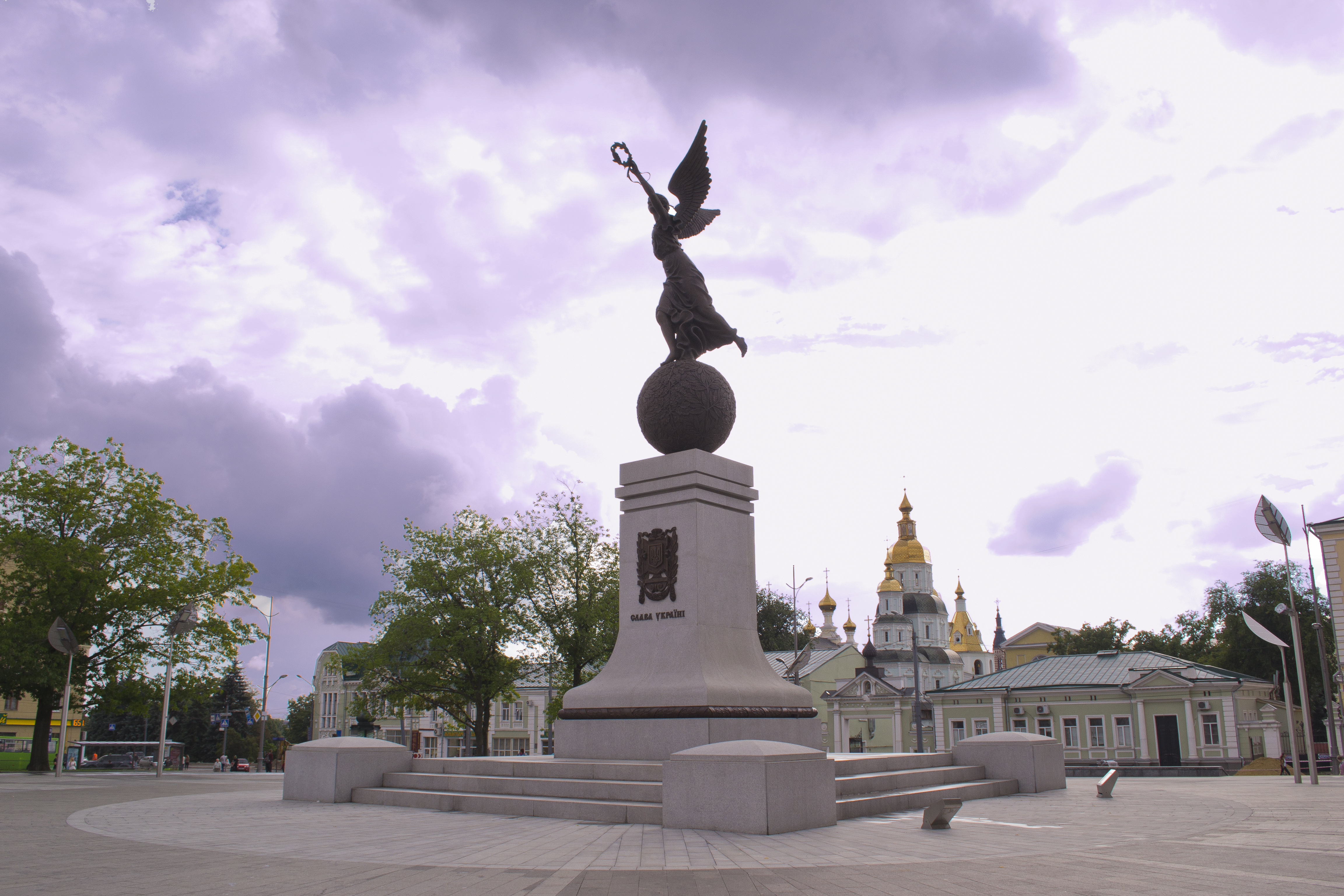
Памятник независимости «Летящая Украина» на площади Конституции
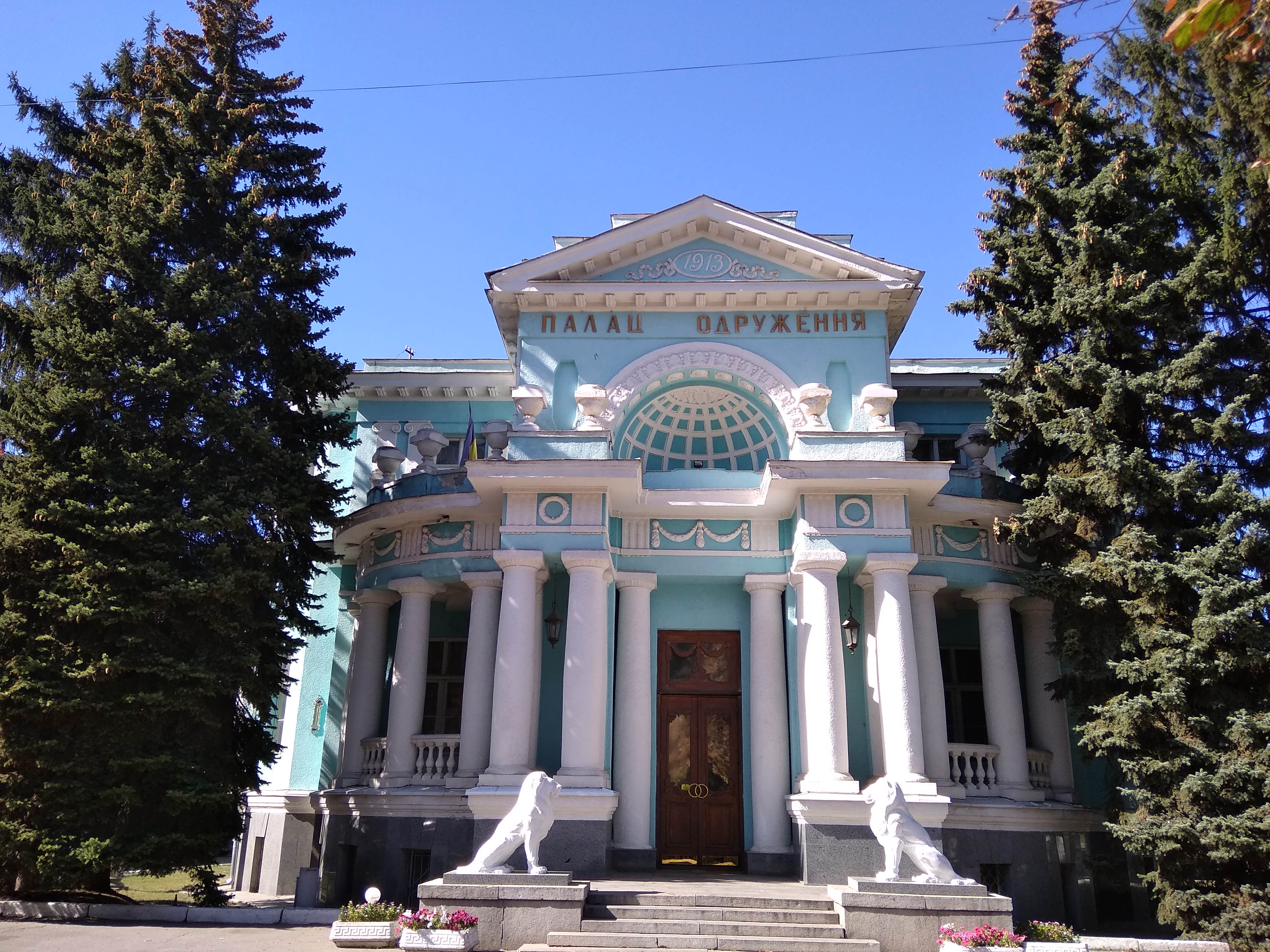
Дворец бракосочетания на ул. Сумская
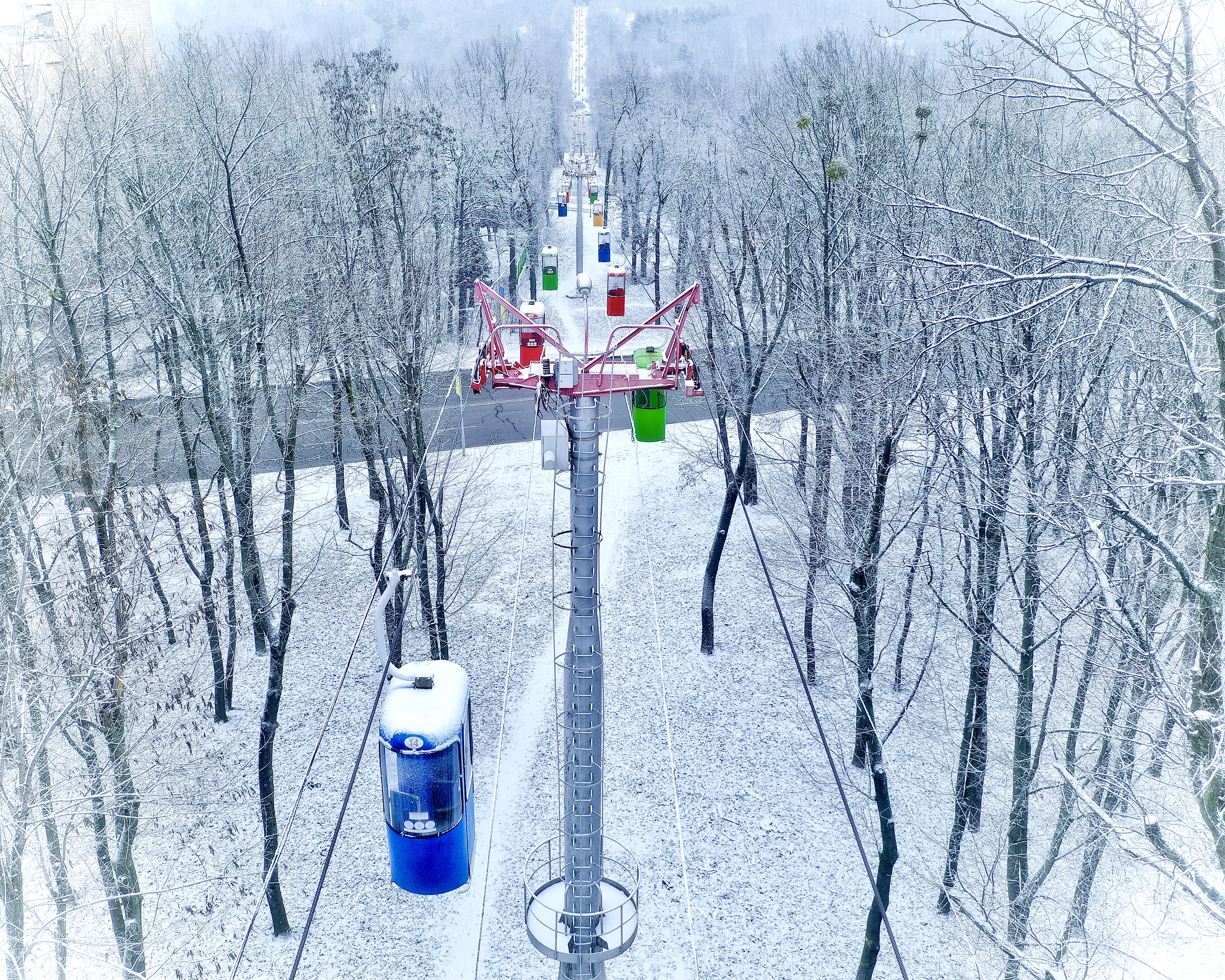
Харьковская канатная дорога
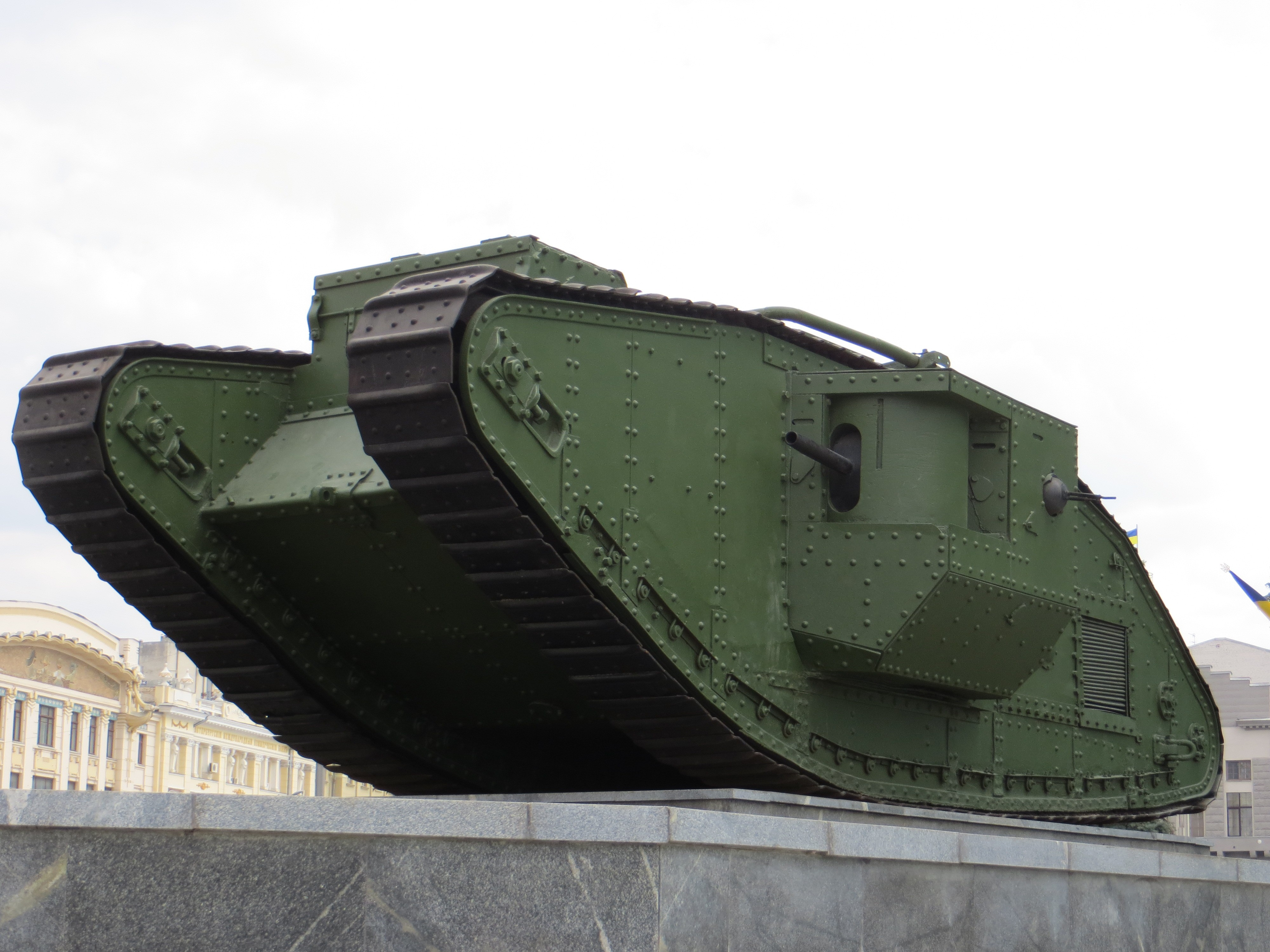
Танк Mk V (1920)

### Памятники военной и другой техники
Памятники паровозам
- Паровоз ФД20-2238 — Карповский сад, возле путепровода над ул. Большая Гончаровка.
- Эу677-49 — депо «Октябрь».
- Паровоз СО17-1900 — завод имени Малышева.
- Паровоз СО17-2327 — депо Основа.
- Паровоз 9П-749 — Музей истории Южной железной дороги

Танки, орудия
- Танк Mk V (1920 год) — установлен на пл. Конституции возле Исторического музея;
- Танк Т-34-85 — изготовлен в ноябре 1945 года на заводе № 183, г. Нижний Тагил. Серийный № танка 687442, № башни |I|406715. Установлен на пл. Конституции возле Исторического музея;
- Танк Т-34-85 — изготовлен на заводе № 112 «Красное Сормово», г. Нижний Новгород. Установлен на постаменте у центрального входа в Харьковское гвардейское высшее танковое командное училище (ХГВТКУ);
- Танк Т-54 — изготовлен в октябре 1950 года на заводе № 75, г. Харьков. Башня выпущена в сентябре того же года. Установлен на постаменте на территории ХГВТКУ;
- Танк Т-64БВ — установлен на территории ХГВТКУ (на ходу);
- Танк Т-72Б — установлен на территории ХГВТКУ (на ходу). По состоянию на 2018 г. — перебазирован;
- Танк Т-80БВ — установлен на территории ХГВТКУ (на ходу);
- Танк БТ-7 (образца 1935 года) — изготовлен на заводе № 183, ХПЗ имени Коминтерна г. Харьков. Установлен на заводе им. Малышева;
- Танк Т-34-85 — изготовлен на заводе № 183, г. Нижний Тагил. Установлен на заводе им. Малышева;
- Танк Т-34-85 — выпущен в апреле 1945 года, на заводе № 183,"Уралвагонзавод" г. Нижний Тагил. Серийный № башни ОО 32824, № корпуса ОО 32805, № танка 883632. Этот танк из первой экспериментальной партии «безбалочников», основная серия таких машин пошла с октября 1945 г. Установлен на Харьковском бронетанковом ремонтном заводе (ХБТРЗ), ул. Котлова;
- Бронемашина пехоты БМП-1 — установлена на территории ХГВТКУ (на ходу). По состоянию на 2018 год — перебазирована;
- Бронемашина пехоты БМП-2 — установлена на территории ХГВТКУ (на ходу);
- Бронетранспортёр БТР-70 — установлен на территории ХГВТКУ (на ходу);
- Бронетранспортёр БТР-80 — установлен на территории ХГВТКУ (на ходу). По состоянию на 2018 год — перебазирован;
- Бронетранспортёр БРДМ-2 РХБ — установлен на территории ХГВТКУ (на ходу). По состоянию на 2018 г. — перебазирован;
- Пушка БС-3 (100-мм) — установлена на пл. Конституции возле Исторического музея;
- Пушка ЗИС-3 (76,2-мм) — установлена на пл. Конституции возле Исторического музея;
- Гаубица М-30 (122-мм) — установлена на пл. Конституции возле Исторического музея;
- Две пушки ЗИС-2 (57-мм) — установлены на ул. 23 Августа;
- Пушка 76,2 мм («полковушка») — установлена на территории Академии внутренних войск МВД Украины;
- Пушка ЗИС-3 (76,2-мм) — установлена возле ПТУ № 41;
- Танк Т-34-85 — установлен на территории в/ч А-3074 (база бронетанкового имущества) в 1995 году, ранее был установлен в Польше.

Памятники самолётам
- Самолёт МиГ-21ПФ, бортовой № 24, Семинарская ул., перед бывшим авиационным инженерным училищем ХВВАИУ
- Самолёт МиГ-21ПФ бортовой № 135, Клочковская ул., перед бывшим авиационным училищем радиоэлектроники ХВВАУРЭ
- Самолёт МиГ-19С на Спортивной ул. (во дворе общежития ПТУ-32)
- Самолёт МиГ-21 в районе улицы Тархова
- Самолёт Як-18А, музей авиационного завода
- Самолёт МиГ-15УТИ, бортовой № 01, музей авиационного завода
- Самолёт Ту-104, рег. СССР-42389, музей авиационного завода
- Самолёт Ту-124, музей авиационного завода
- Самолёт Ту-134А-3, рег. UR-65713, музей авиационного завода
- Самолёт-разведчик Ту-141, комплекса ВР-2 «Стриж», музей авиационного завода
- ракета Х-50, музей авиационного завода
- ракета Х-50М, музей авиационного завода
- Около 8 самолётов на территории ХАИ (МиГ-15, 3 единицы МиГ-23, МиГ-19, Су-7Б, L-410, Як-40, МиГ-21, включая два внутри корпуса на кафедре самолётостроения).
- 2 вертолёта на территории ХАИ (Ми-24, Ка-25).

### Необычные и юмористические памятники

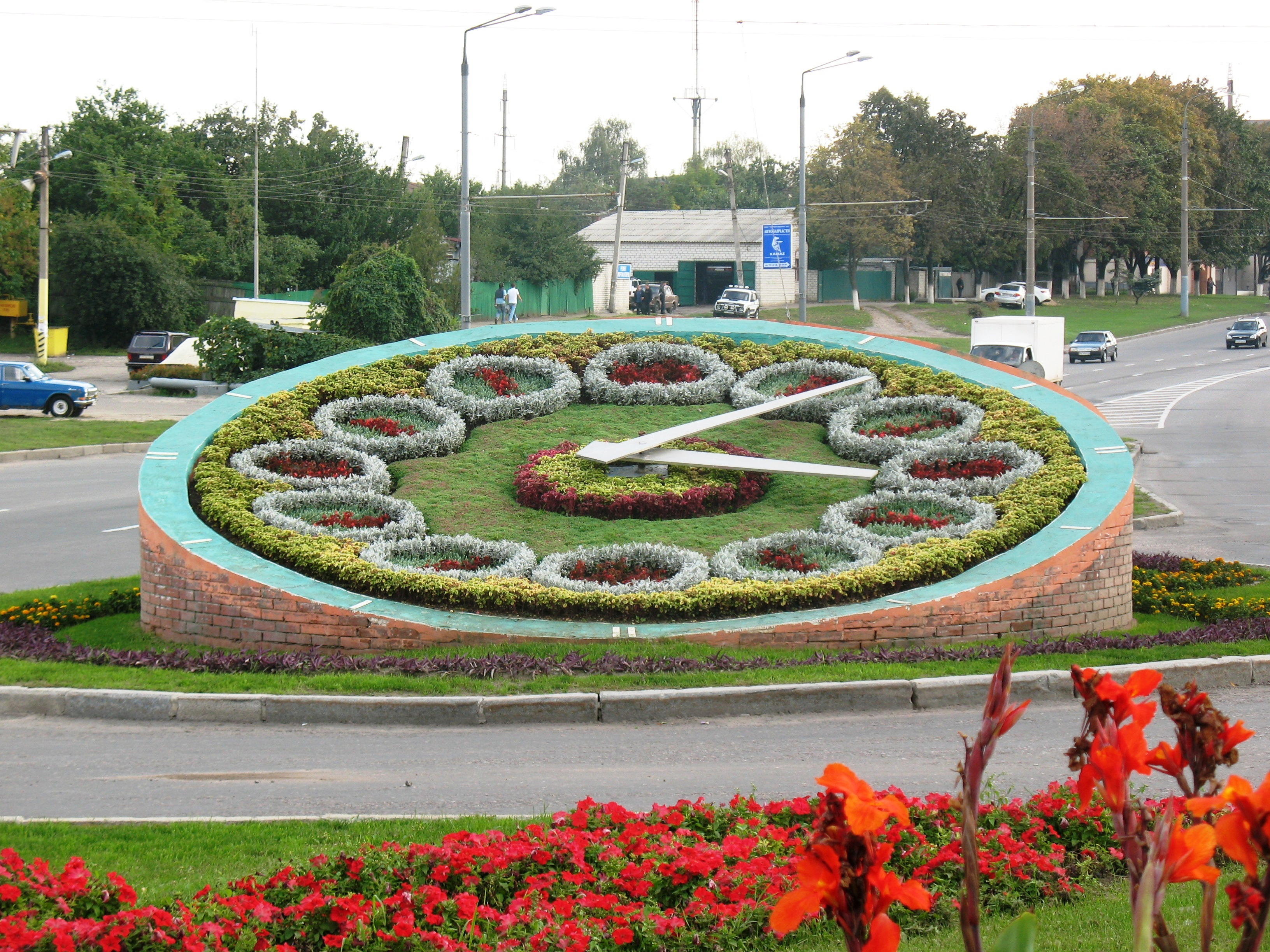
Бывшие Цветочные часы на проспекте Гагарина, демонтированы в ходе реконструкции проспекта к Евро-2012

Бронзовый памятник футбольному мячу в саду Шевченко

«Дедки» на улице Данилевского

- «Семь чудес Харькова» под стеклянными колпаками на площади Архитекторов. Пять открыты 23 августа 2009 года, два — 23 августа 2010 года.
- Памятник 50-й параллели в городском саду Шевченко. Открыт в октябре 2010 года.
- Памятник футбольному мячу в саду Шевченко.
- Цветочные часы на проспекте Гагарина (демонтированы осенью 2011 года).
- Памятник влюблённым (в просторечии — «Камасутра из Освенцима», реже — «Привет из Бухенвальда», «Памятник жертвам анорексии» и т. п.) на Пушкинской улице.
- Скрипач на крыше на площади Конституции.
- Памятник метрополитеновцам («Железный дровосек»[198], «Штангист в каске» и т. п.). Изначально стоял в вестибюле станции метро «Университет», затем был перенесён к зданию КП «Харьковский метрополитен» на Рождественской ул.
- Памятники героям произведений Ильфа и Петрова в Харькове:
  - Отцу Фёдору из «12 стульев» Ильфа и Петрова в виде артиста Михаила Пуговкина с чайником, на первой платформе Южного вокзала.
  - На углу улиц Ярослава Мудрого и Чернышевской, у кафе «Рио»:
    - Остапу Бендеру,
    - Кисе Воробьянинову,
    - Эллочке-людоедке.
- Куриным яйцам (три штуки) на углу проспекта Науки и ул. Культуры, возле кафе «Зелёный попугай».
- Всеслышащему уху (КГБ) на улице Данилевского, в 50 метрах от гастронома «Данилевский» (несколько памятников одного стилевого содержания выполненных из высокопрочного бетона).
- Обнимающимся влюблённым (или сантехнику) на улице Данилевского, в 40 метрах от гастронома «Данилевский».
- Юрию Гагарину, спускающемуся по ступенькам из магазина МКС на проспекте Гагарина (демонтирован в 2010 году — перенесён в торговый центр за зданием бывшего дома быта по пр. Гагарина 20, стоит на лестнице между 1 м и 2 м этажами).
- Фонтан «Саламандра» у одноимённого дома на Сумской.
- Шестерёнке на Нетеченской улице.
- Двигателю внутреннего сгорания в Конюшенном переулке.
- Жёлтому горбатому «Запорожцу» на Клочковской.
- Газовой задвижке у Харьковского управления газопроводов на ул. Культуры, 20А.
- Швейной машинке, угол ул. Данилевского и пер. Самокиша.
- Памятник круглой шаре на территории ХАИ.
- Зелёной лягушке в белый горошек на Салтовке, неподалёку от перекрёстка ул. Гвардейцев-широнинцев и Валентиновской.
- Скульптура «Олень», с которой постоянно срезают рога. Павлово Поле, пр. Науки, напротив Института низких температур.
- Памятник Айболиту — Клочковская, 201, фактически на Севастопольской ул.
- Крокодилу Гене — на Строительной ул., Ближняя Журавлёвка.
- «Голове дядьки Черномора» — на проспекте Героев Харькова, в сквере ДК ХЭМЗ.
- Илье Муромцу — детский городок на перекрёстке Героев Труда и пр. Тракторостроителей, Салтовка.
- Змею Горынычу — набережная Лопани, ул. Клочковская, 5.
- Шеренга ГАИшников — «петровичей» возле Московского райотдела милиции на ул. Халтурина. Открыта в 2001 году, украдена в 2004 году, заново открыта с другими (уменьшенными) фигурами в начале мая 2009 года.
- Задумчивому шимпанзе перед магазином «Росс», Сумская, 73.
- Бизону перед кафе «Техас», Клочковская ул.
- «Литературная стометровка». Памятная доска на асфальте возле театра им. Шевченко.
- Памятник трём макакам-резус (Гектор, Дейзи и Роза), которые сбежали во время войны из зоопарка и прожили в стенах Госпрома до освобождения города в 1943. Памятник установлен в зоопарке[199].
- Памятник программисту[200] у входа в ХИРЭ. Открыт в 2010 году к 80-летию университета: композиция под названием «студент» имеет вид молодого человека, присевшего на лавочку, на коленях которого находится открытый лаптоп.
- Скульптуры профессора Преображенского и Полиграфа Полиграфовича Шарикова героев повести «Собачье сердце» писателя М. Булгакова

### Утраченные памятники
- Английский танк Mk V на Павловской площади.

В Харькове находилось два английских танка Mk V, один из них во время Великой Отечественной войны был повреждён огнём немецкой противотанковой пушки, и списан в 1946 году.
- Два немецких танка «Пантера» и три немецких орудия, хранившихся за историческим музеем.

Сданы в металлолом приказом от 09.01.1957 г. директора Харьковского Исторического музея по цене 125 рублей за каждый. Вместе с танками списаны в металлолом две немецких противотанковых пушки 7,5 cm (предположительно PaK 40) по цене 80 рублей за каждую, актом от 04.09.1959 списан второй танк № п/п по описи 7008 (танк «Пантера»).
- Памятник военной «полуторке» ГАЗ-АА на постаменте во дворе автотранспортного техникума.

Продан в конце 1990-х, новыми владельцами «реставрирован» со снятием кузова — вместо него рекламные щиты, двигатель заменён; был перекрашен из зелёного в жёлтый цвет и до середины 2000-х ездил по городу, рекламируя фирму по изготовлению рекламы.
- «Полуторка» ГАЗ-АА на МЮЖД (в парке Горького)[203].

Утрачена в 1984 году.
- Паровоз 9П 746 — Холодная гора, парк «Юность».

Демонтирован в конце 2008 и продан неизвестному лицу.
- Узкоколейный венгерский паровоз 1950-х годов Кв4-039 МЮЖД (действующий).

Продан в 1990-х годах в неизвестном направлении.
- Квартира городского сумасшедшего Олега Митасова, покрывавшего стены и заборы в центре Харькова рисунками и несвязными словами.

После смерти Митасова и его матери в квартире сделали ремонт.
- Монумент в честь провозглашения советской власти на Украине. Снесён в июле—августе 2011 года по решению Харьковского горсовета (глава совета — Геннадий Кернес).
- Памятник Максиму Горькому возле центрального входа в парк, названный в честь писателя. Снесён в марте 2012 года по решению Харьковского горсовета (глава совета — Геннадий Кернес), вместо него установлена стеклянная белка[205].
- Памятник А. С. Макаренко расположенный напротив ЦПКиО им. Горького демонтирован в октябре 2011 года и перенесён на территорию завода «ФЭД»[206].
- Памятник Н. А. Рудневу на названной его именем площади (бывшей Скобелевской). Снесён 11 апреля 2015 г.[207]
- Памятник В. И. Ленину на Площади Свободы. Снесён 28 сентября 2014 года[208].
- Памятник В. И. Ленину в Карповском Саду. Снесён летом 2014 года.
- Памятник В. И. Ленину в районе Бавария перед входом в ДК Ильича, снесён в октябре 2014 года.
- Памятник С. Орджоникидзе у проходной ХТЗ, снесён в 2014 году.
- Памятник Я. М. Свердлову на улице Полтавский Шлях, снесён в 2014 году.
- Памятник С. М. Кирову на площади Фейербарха, снесён в 2014 году.
- Памятник И. Ф. Котлову у ДК Железнодорожников, снесён в 2014 году.
- Памятник молодому Ленину на территории сада ХПИ, снесён в 2014 году.
- Памятник В. И. Ленину в посёлке Жуковского, снесён в 2014 году.

### Крупнейшие рынки
- Барабашово (в просторечии Барабашка, Барабан, Барик) — самый крупный на Украине (на втором месте одесский «Седьмой километр») и один из крупнейших в Восточной Европе[209]
- Благовещенский, он же Центральный колхозный рынок
- Райский уголок — книжный рынок
- Конный рынок.

## Панорама города

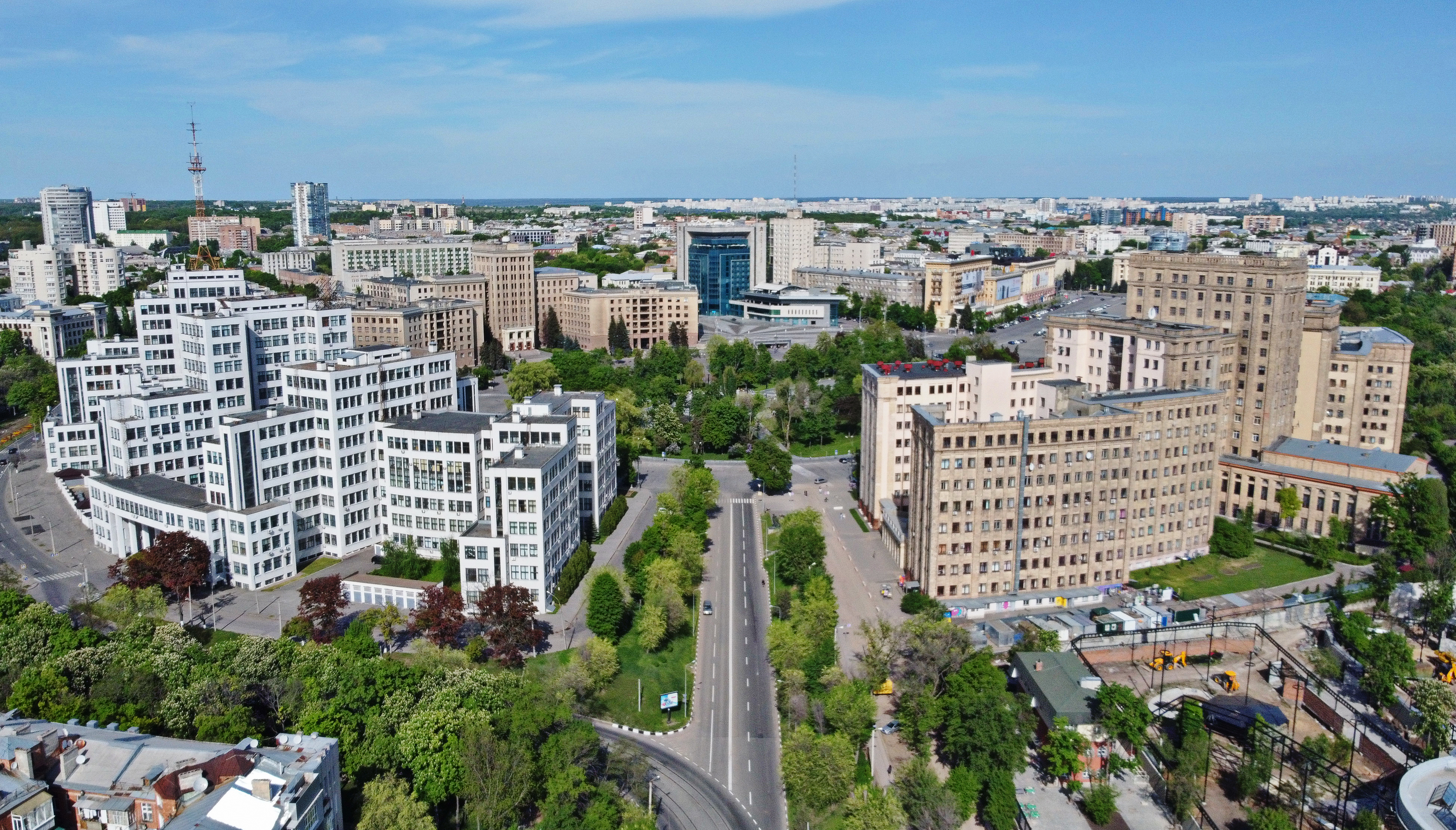
Вид на центральную часть города

## Международное сотрудничество
Почётные консульства
1. Азербайджан
2. Албания
3. Армения
4. Бразилия
5. Германия
6. Грузия
7. Казахстан[210]
8. Литва
9. Польша
10. Словакия
11. Турция

Раньше было и консульство РФ. Но после начала вторжение России на Украину все сотрудники консульства были депортированы в Россию, а само консульство было закрыто.
Список городов-партнёров Харькова
1. Анкара, Турция (с 2 октября 2013 года)
2. Альбукерке, США (с 4 апреля 2023 года)[213]
3. Болонья, Италия (с 5 августа 1966 года)
4. Брно, Чехия (с 12 апреля 2005 года)
5. Варна, Болгария (с 25 августа 1995 года)
6. Варшава, Польша (с 2 февраля 2011 года)
7. Газиантеп, Турция (с 15 апреля 2011 года)[214]
8. Генуя, Италия (с 13 декабря 2012 года)
9. Даугавпилс, Латвия (с 6 февраля 2006 года)
10. Дебрецен, Венгрия (с 25 ноября 2016 года)
11. Ероскипу, Кипр (с 16 мая 2018 года)
12. Каунас, Литва (с 23 апреля 2001 года)
13. Кутаиси, Грузия (с 23 августа 2005 года)
14. Кошице, Словакия (с 20 сентября 2023 года)[215]
15. Лилль, Франция (с сентября 1978 года)
16. Люблин, Польша (с 29 апреля 2022 года)[216]
17. Марибор, Словения (с 17 апреля 2012 года)
18. Нюрнберг, Германия (с 7 июля 1999 года)
19. Познань, Польша (с 24 августа 1998 года)
20. Полис Хрисохус, Кипр (с 16 мая 2018 года)
21. Порту, Португалия (с 29 сентября 2011 года)
22. Ришон-ле-Цион, Израиль (с 23 августа 2008 года)[217]
23. Тбилиси, Грузия (с 13 июня 2012 года)
24. Тирана, Албания (с 23 августа 2017 года)
25. Трнава, Словакия (с 19 апреля 2013 года)
26. Тэджон, Южная Корея (с 23 августа 2013 года)
27. Тяньцзинь, Китай (с 14 июня 1993 года)
28. Цетине, Черногория (с 15 апреля 2011 года)[214]
29. Цзинань, Китай (с 23 августа 2007 года)
30. Цинциннати, США (с 9 августа 1989 года)
31. Ченстохова, Польша (с 23 августа 2016 года)
32. Даллас, США (с 6 февраля 2024 года)[218]

Отношения с российскими Москвой, Белгородом, Нижним Новгородом, Новосибирском и Санкт-Петербургом решением Харьковского горсовета от 11 мая 2022 были разорваны.

## Награды

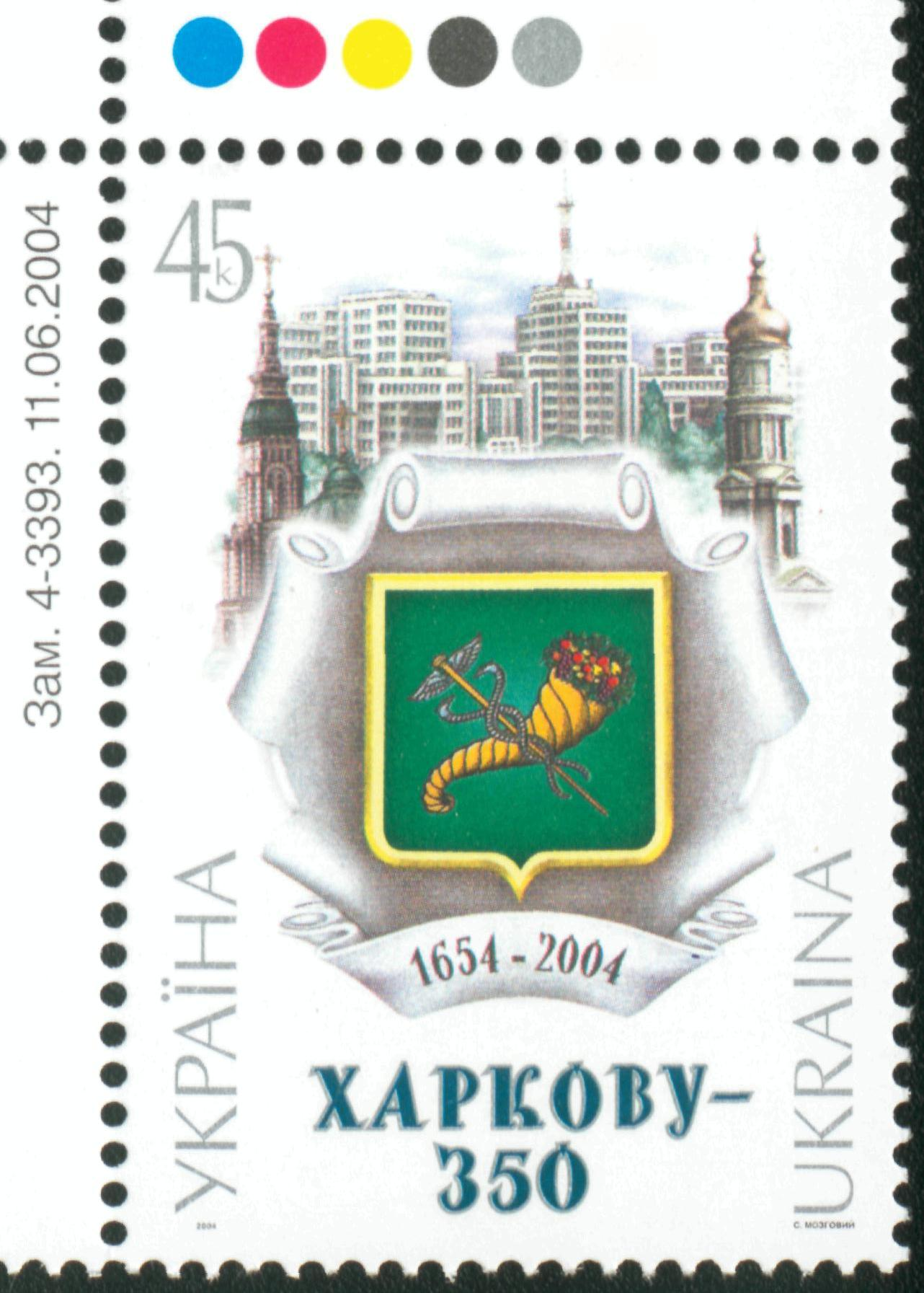
Почтовая марка к 350-летию Харькова с изображением герба города, Благовещенского собора, Госпрома и Успенского собора (2004)

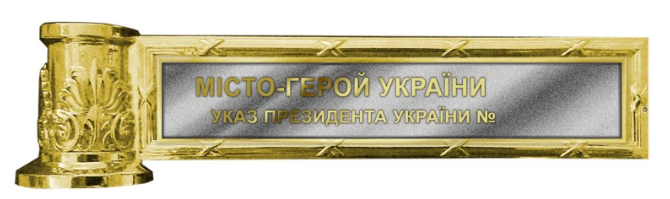
Атрибут почётного звания «Город-герой Украины»

В 2002 году отдел международных отношений Харьковского городского совета сделал представление в Совет Европы на награждение города Харькова, в результате чего в апреле 2003 года на заседании Комитета Совета Европы по вопросам местных и региональных дел городу Харькову — единственному городу на Украине — был присуждён Диплом Европы за выдающийся вклад в распространение идеи европейского единства и перестройки европейского сообщества. 26 июня 2003 года в Страсбурге (Франция) город Харьков получил Диплом Европы.
По результатам международной деятельности городского совета в 2003 году управление международных отношений сделало представление в Совет Европы на награждение города Харькова следующей наградой — Почётным Флагом. 30 апреля 2004 года «Почётный Флаг Совета Европы 2004 года» был присуждён городскому совету Харькова.
Таблица Европы была присуждена городу в 2008 году. Почётная Таблица — это вторая по важности награда, которая предшествует главной награде Совета Европы — Призу Европы.
Приз Европы — наивысшая награда, которой удостаиваются муниципалитеты и регионы Европы за европейскую деятельность, развитие дружбы и сотрудничества между европейскими регионами и углубление связей между ними. Приз состоит из памятной награды, медали, диплома и стипендии для молодых людей из города-победителя, которые поедут на учёбу в Европу. Харькову Приз Европы был присуждён в 2010 году. Это первый город Украины, получивший данную награду.
Званием Город-герой Украины награждён 6 марта 2022 года за «подвиг, массовый героизм и стойкость граждан <…> во время отпора вооружённой агрессии Российской Федерации против Украины».

## Исторические и географические факты
- Харьков является самым крупным городом Земли на 50-й параллели[221][222]: крупнее Кракова, Праги, Майнца, Усть-Каменогорска[223]. В октябре 2010 в саду Шевченко открыт памятник «50-я параллель», причём сама широта в виде линии выложена на тротуарном покрытии. В центре знака установлен бронзовый круг диаметром 2 метра с картой и нанесёнными расстояниями от Харькова до различных городов мира, а широту обозначают прерывистой линией 20 медных табличек[223].
- Харьков является родиной специфических слов и значений слов русского языка, распространённых в основном только на Слобожанщине. Эти слова — ракло (заносчивый мелкий хулиган или вор, наглый и хамовитый)[224][225][226], сявка (мелкий уголовный элемент)[227], тремпель (плечики)[224], чинка (бритвенное лезвие)[224], ампулка (стержень шариковой ручки), змейка (застёжка-молния), марка (маршрут транспорта, но только городского, в основном трамвая)[228], ганделик (распивочная)[229], тю (междометие)[224].
- Харьков перед первой мировой войной делил с Петроградом первое место среди всех городов Европы по количеству врачей на душу населения, опережая Лондон, Вену, Париж и Берлин. Тогда на 500—700 харьковских жителей приходился один врач[230].
- В 2010 году Харьков был признан лучшим городом по качеству жизни на Украине, в связи с чем городской совет развесил по городу плакаты «Харьков — лучший город для жизни»[231]. В 2011 году Харьков разделил первое место с Киевом[232].

## Воинские учреждения, объединения, соединения, части
- Управление и штаб Харьковского военного округа — как Российской Империи, так СССР.
- С 10 декабря 1920 г. в городе располагается управление Вооружённых Сил Украины и Крыма Украинской Социалистической Советской Республики. Командующий ВС М. В. Фрунзе[233][234].
- С 21 апреля до 27 мая 1922 года в городе находилось Управление Юго-Западного военного округа Вооружённых Сил Украины и Крыма. Командующий войсками округа Германович, Маркиан Яковлевич. Приказом председателя Революционного военного совета Республики от 27 мая 1922 года Юго-Западный военный округ переименован в Украинский военный округ[233][234][235].
- С 27 мая 1922 года до июня 1934 года в городе находилось Управление Украинского военного округа Вооружённых сил Украины и Крыма[233][234].
- С июля 1922 года до 1940 года в городе находилось Управление дивизии, 68-й и 69-й стрелковые полки 23-й стрелковой дивизии. Командир дивизии Н. Я. Котов (7.1922 — 06.1923). С 6 ноября 1922 года дивизия получила наименование «Харьковская». 23 мая 1932 года за участие в строительстве Харьковского тракторного завода дивизия награждена орденом Ленина[236].
- С 17 мая 1935 года в городе находилось Управление Харьковского военного округа[233][234].
- С конца 1934 года до 12 декабря 1935 года в городе находился 4-й отдельный тяжёлый танковый полк (Украинского военного округа 1934 — 17.05.1935), (Харьковского военного округа 17.05 — 12.12.1935). Командир полка И. В. Дубинский (1934 — 12.12.1935)[237].
- С 12 декабря 1935 года до января 1936 года в городе находилась 4-я отдельная тяжёлая танковая бригада. Командир бригады полковник И. В. Дубинский (12.12.1935 — до конца 1936)[238].
- За отличие в боях при освобождении города в августе 1943 года почётные звания «Харьковские» были присвоены следующим соединениям РККА: 15-й гвардейской стрелковой дивизии, 28-й гвардейской стрелковой дивизии, 84-й стрелковой дивизии, 89-й гвардейской стрелковой дивизии, 93-й гвардейской стрелковой дивизии, 116-я стрелковой дивизии, 183-й стрелковой дивизии, 252-й стрелковой дивизии, 299-й стрелковой дивизии, 375-й стрелковой дивизии.